# Pétra
Vous lisez un « article de qualité » labellisé en 2007.
Pour l’article ayant un titre homophone, voir Petra.
Pétra (du grec ancien : πέτρα (pétra), « rocher » ; en arabe : الْبَتْرَاء (al-Batrāʔ)) est une cité nabatéenne située au sud de l'actuelle Jordanie. C'est le pôle touristique majeur de ce pays.
Fondée vers la fin du VIIIe siècle av. J.-C., par les Édomites, elle est ensuite occupée vers le VIe siècle av. J.-C. par les Nabatéens qui la font prospérer grâce à sa position sur la route des caravanes transportant l'encens, les épices et d'autres produits précieux entre l'Arabie du Sud, l'Égypte, la Syrie et la Méditerranée.
Pétra a abrité à son apogée, vers l'an 50, jusqu'à 25 000 habitants. Vers le VIIIe siècle, la modification des routes commerciales et plusieurs séismes entraînent l'abandon progressif de la ville. Tombé dans l'oubli à l'époque moderne, le site est redécouvert en 1812 par le monde occidental grâce à l'explorateur suisse Jean Louis Burckhardt.
Les nombreux bâtiments, dont les façades monumentales ont été directement taillées dans la roche, en font un ensemble unique qui est inscrit, depuis le 6 décembre 1985, sur la liste du patrimoine mondial de l'UNESCO. La zone autour du site est en outre, depuis 1993, un parc national archéologique. L'érosion, les pluies et le tourisme — en progression constante depuis la fin du XXe siècle — sont cependant une menace pour la préservation du site et des actions sont entreprises pour enrayer la dégradation des monuments.
Les communautés locales bédouines, les Bedul, sont intégrées de manière participative à la préservation du site de Pétra et à l'économie du tourisme.
Victime de l'instabilité politique de cette région du monde, le site connaît, au cours de certaines années, une baisse de la fréquentation touristique qui entraîne une perte de revenus pour les communautés locales qui vivent du commerce touristique.

## Géographie

### Situation

Carte de la région.

Pétra est située à mi-chemin entre le golfe d'Aqaba et la mer Morte à une altitude de 800 à 1 396 mètres, dans un fond de vallée de la région montagneuse d'Édom, à l'est de la vallée de l'Arabah. Le site de Pétra se trouve à près de 200 kilomètres au sud d'Amman, capitale actuelle de la Jordanie, soit à environ 3 h de route.
La situation de Pétra, dissimulée entre des rochers aux parois abruptes et dotée d'un approvisionnement sûr en eau, en fait un lieu propice au développement d'une cité prospère, comme étape du commerce caravanier. L'endroit n'est accessible par le nord-ouest que par un étroit sentier montagneux ou à l'est par l'accès principal, le Sîq, un canyon d'environ 1,5 kilomètre de long et jusqu’à 200 mètres de profondeur qui, à son endroit le plus resserré, mesure seulement deux mètres de large,.
La présence d'eau et la sécurité apportée par le site ont fait de Pétra une halte naturelle au croisement de plusieurs routes caravanières qui reliaient l'Égypte à la Syrie et l'Arabie du Sud à la Méditerranée, chargées principalement de produits de luxe (épices et soie en provenance d'Inde, ivoire en provenance d'Afrique, perles de la Mer Rouge, turquoise du Sinaï, résine de Boswellia (l'« arbre à encens ») et encens du sud de l'Arabie),.

### Climat
| Mois                              | jan. | fév. | mars | avril | mai  | juin | jui. | août | sep. | oct. | nov. | déc. |
| --------------------------------- | ---- | ---- | ---- | ----- | ---- | ---- | ---- | ---- | ---- | ---- | ---- | ---- |
| Température minimale moyenne (°C) | 2,1  | 2,9  | 5,9  | 9,5   | 12,9 | 15,5 | 17,1 | 17,6 | 15,3 | 11,9 | 7,5  | 3,3  |
| Température moyenne (°C)          | 7,5  | 8,7  | 12   | 16,3  | 20,4 | 23,5 | 25,2 | 25,4 | 23,3 | 19,3 | 13,7 | 9,1  |
| Température maximale moyenne (°C) | 12,9 | 14,6 | 18,2 | 23,1  | 27,9 | 31,5 | 33,3 | 33,2 | 31,3 | 26,8 | 19,9 | 15   |
| Précipitations (mm)               | 17   | 14   | 13   | 6     | 3    | 0    | 0    | 0    | 0    | 4    | 7    | 14   |

| Diagramme climatique                                  |           |           |          |           |           |           |           |           |           |          |         |
| J                                                     | F         | M         | A        | M         | J         | J         | A         | S         | O         | N        | D       |
| 12,92,117                                             | 14,62,914 | 18,25,913 | 23,19,56 | 27,912,93 | 31,515,50 | 33,317,10 | 33,217,60 | 31,315,30 | 26,811,94 | 19,97,57 | 153,314 |
| Moyennes : • Temp. maxi et mini °C • Précipitation mm |           |           |          |           |           |           |           |           |           |          |         |

### Le site

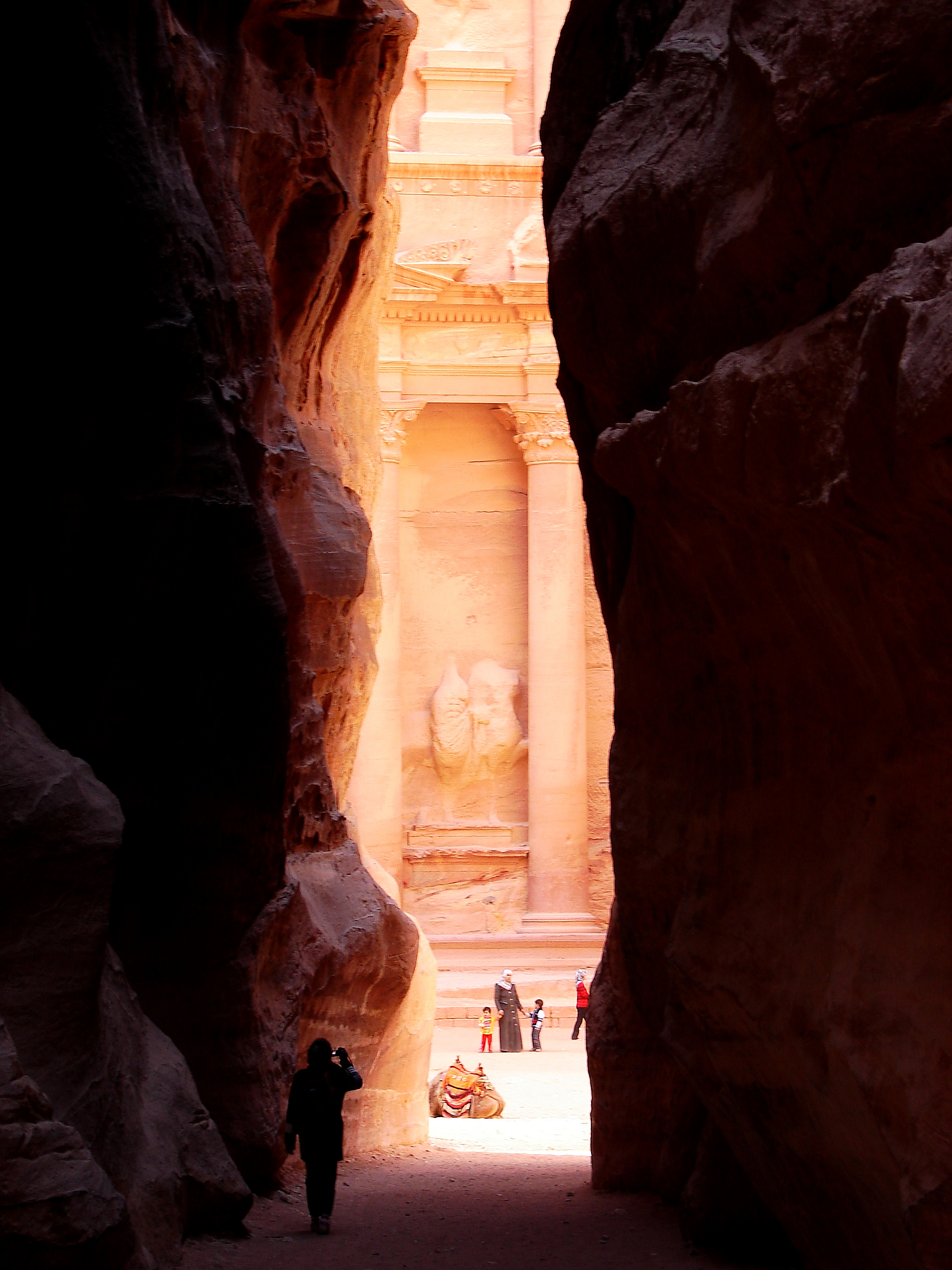
Sortie du Sîq en janvier 2009.

Pétra est un site localisé dans un cirque rocheux structuré par plusieurs failles creusées par des wadis, qui constituent les principales voies de communication. L'axe principal est le wadi Mousa, qui traverse le site d'est en ouest, d'abord dans la gorge du Sîq (« le fossé ») située à l'est, dont l'entrée, précédée par les « tombeaux Djinns », était surmontée d'une grande arche aujourd'hui effondrée. Ce défilé, traversant le massif du Khubtha, constituait la voie d'accès principale pour parvenir à Pétra, et avait été dallé dans l'Antiquité.
À partir de sa sortie, où se trouve la Khazneh, l'espace s'élargit. À cet endroit se trouvent de nombreux tombeaux ainsi que le théâtre. Le cours du wadi Mousa change d'orientation pour se diriger vers le nord sur quelques centaines de mètres, avant de reprendre son trajet sur un axe est-ouest, là où se trouve le centre de Pétra, avec ses principaux ensembles monumentaux. Ce secteur est défendu par des murailles sur ses flancs nord et sud plus exposés, la défense des côtés est et ouest ne posant pas de difficultés en raison de l'exiguïté des voies d'accès.
La voie pavée principale du centre-ville (son cardo) suit le cours du wadi sur sa rive sud, où ont été érigés d'est en ouest les marchés antiques, des jardins et le « grand temple sud » avec son esplanade, puis une porte monumentale ouvrant sur le temple Qasr al-Bint. D'autres édifices se trouvent sur la rive nord, notamment le temple aux Lions. Au niveau de la sortie orientale du centre, le cours principal est rejoint par plusieurs wadis d'orientation grossièrement nord-sud, qui ouvrent vers d'autres parties du site où se trouvent des monuments funéraires (notamment le tombeau « Turkmaniyeh » le long du wadi Abû 'Ullaiqa) ; le sanctuaire d'Al-M'aysrah, et vers le nord-ouest le massif sur lequel est érigé le Deir (le « monastère »).
Plus bas le wadi Mousa est rejoint par un réseau de wadis venant cette fois du sud, conduisant vers d'autres parties du site, notamment le wadi al-Farasa bordé par plusieurs tombeaux. Dans sa partie haute ce wadi mène au massif d'al-Madhbah (l'« autel », aussi accessible par un escalier depuis le théâtre). Au sud-ouest du site se trouve le massif d'Umm el-Biyara, la « mère des citernes », nommé ainsi en raison des nombreux aménagements hydrauliques qui y ont été construits dans l'Antiquité, qui a livré de nombreux vestiges d'époque édomite et une nécropole nabatéenne.

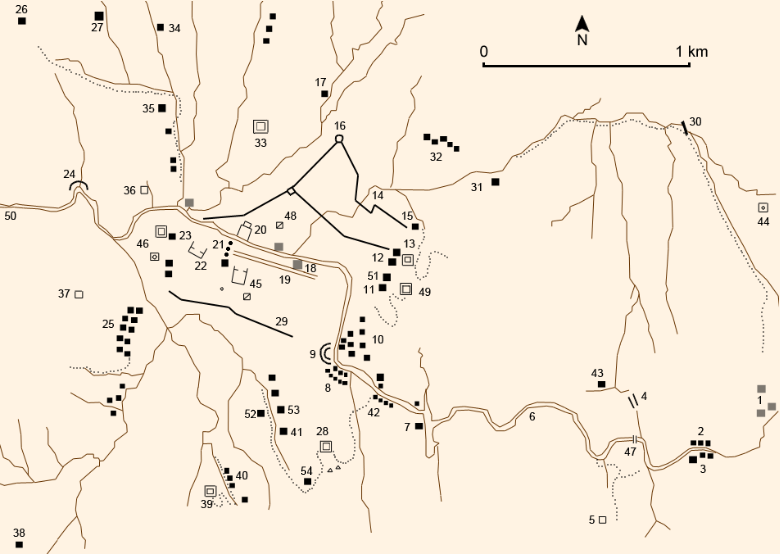
Plan détaillé de Pétra.
Rempart Chemin d'accès
Anciens bâtiments, tombes rupestres ou temples
Bâtiments récents, principalement destinés au tourisme
Double carré : Haut-lieu
Carré avec rond central : Forteresse des Croisés
Carré barré : Fouille

- Anciens bâtiments, tombes rupestres ou temples
- Bâtiments récents, principalement destinés au tourisme

### Géologie

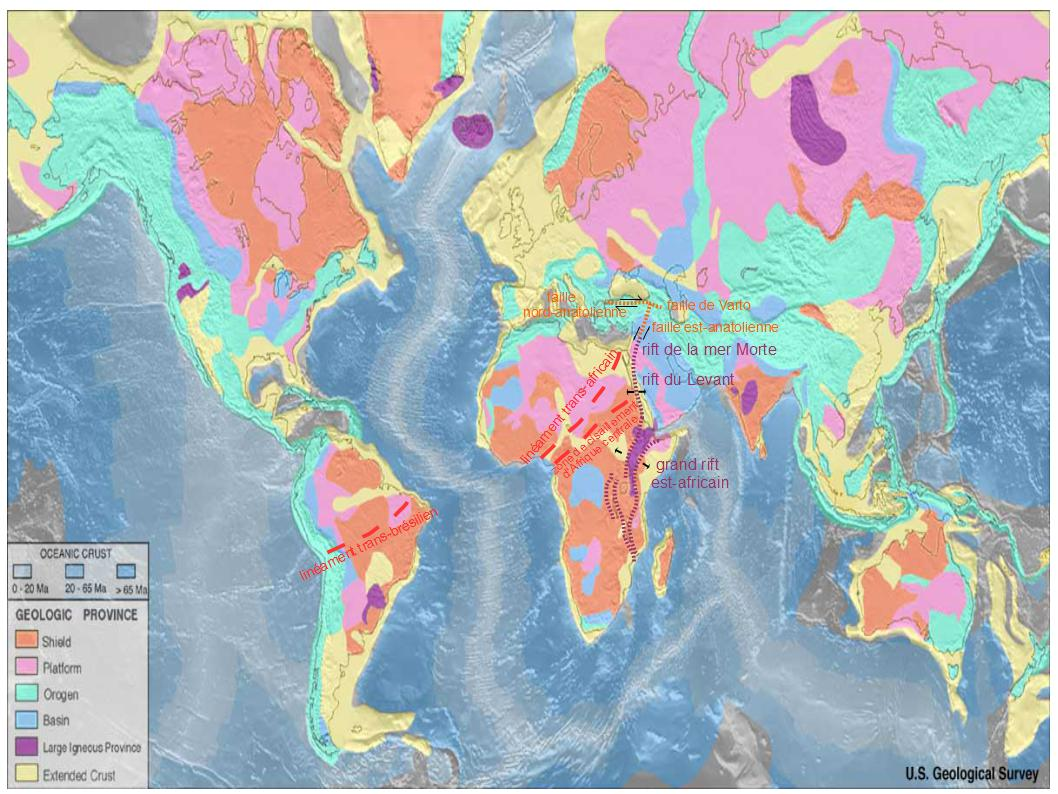
Pétra est située sur le bord oriental du rift du Levant, composante régionale de la vallée du Grand Rift.

Pétra est une ville « troglodyte » située au milieu d'escarpements rocheux et la pierre y est visible partout sur le site. Celle-ci est composée de grès à dominante rouge-brun, roche détritique issue de l’agrégation et la cémentation (ou diagenèse) de grains de sable. Il s'agit d'une roche cohérente. Elle est organisée en strates, qui offrent parfois des déclinaisons de couleurs chatoyantes (allant du jaune au violet en passant par le rose) renforcées par l'intensité de la lumière réfléchie par les grains de quartz, particulièrement en fin d'après-midi, d'où le nom sémitique de Reqem (la bigarrée) que lui ont donné les Nabatéens.
La géologie de la région située à l'Est de la faille du Levant, est marquée principalement par la formation Umm Ishrin, série sédimentaire des grès de Nubie (en), de 300 à 350 mètres de puissance et qui date de la fin du Cambrien (500 millions d'années). Ces grès multicolores sont déposés dans un système de cours d'eau en tresses, d'où les figures de sédimentation typiques sur la roche (stratification croisée). Leurs différentes teintes sont dues aux infinies nuances des oxydes de fer (hématite rouge, goethite jaune-brun résultant de la précipitation du fer et son oxydation dans les eaux souterraines) qui cimentent la roche, associés à des oxydes de manganèse qui donnent des teintes violacées ou à des joints ou fissures empruntées par des solutions réductrices de soufre (lits de pyrite à l'origine de teintes jaunes). Au Précambrien, des plissements forment de hautes montagnes que l'érosion réduit peu à peu. Au Cambrien, l'érosion éolienne provoque d'énormes dépôts, les grès de Nubie. Le paléo-océan Téthys recouvre presque toute la région recouverte de sédiments marins sur près de 1 000 m d'épaisseur. Au Crétacé, se déposent les sédiments calcaires qui forment la chaîne montagneuse centrale de Palestine due à l'orogenèse alpine au paléogène. Au miocène (de 23 à 8 millions d'années), la plaque arabique se sépare de celle de l'Afrique, ce qui se traduit par l'ouverture du grand fossé africano-levantin (le grand rift est-africain), et régionalement, au niveau de la faille du Levant, par le soulèvement de plateaux et d'épaulements associés à des failles visibles au niveau des escarpements imposants de grès.
Pétra est située dans une région à forte sismicité. Elle se trouve à la limite entre deux plaques qui coulissent : la plaque d'Arabie et la plaque d'Afrique. Le 19 mai 363, en 419, 551 et 747, des tremblements de terre ont endommagé la ville et ses monuments,.
Aux alentours de Pétra, on peut trouver des roches contenant de la silice, que les Nabatéens ont pu extraire dans des carrières pour faire du béton imperméable.
Pétra offre certaines curiosités naturelles comme des anneaux de Liesegang (en).
L'afflux touristique sur le site (100 000 visiteurs en 1990, 350 000 visiteurs en 1998) accélère la météorisation anthropogénique qui dégrade la surface rocheuse des parois internes des monuments.

Géologie de Pétra
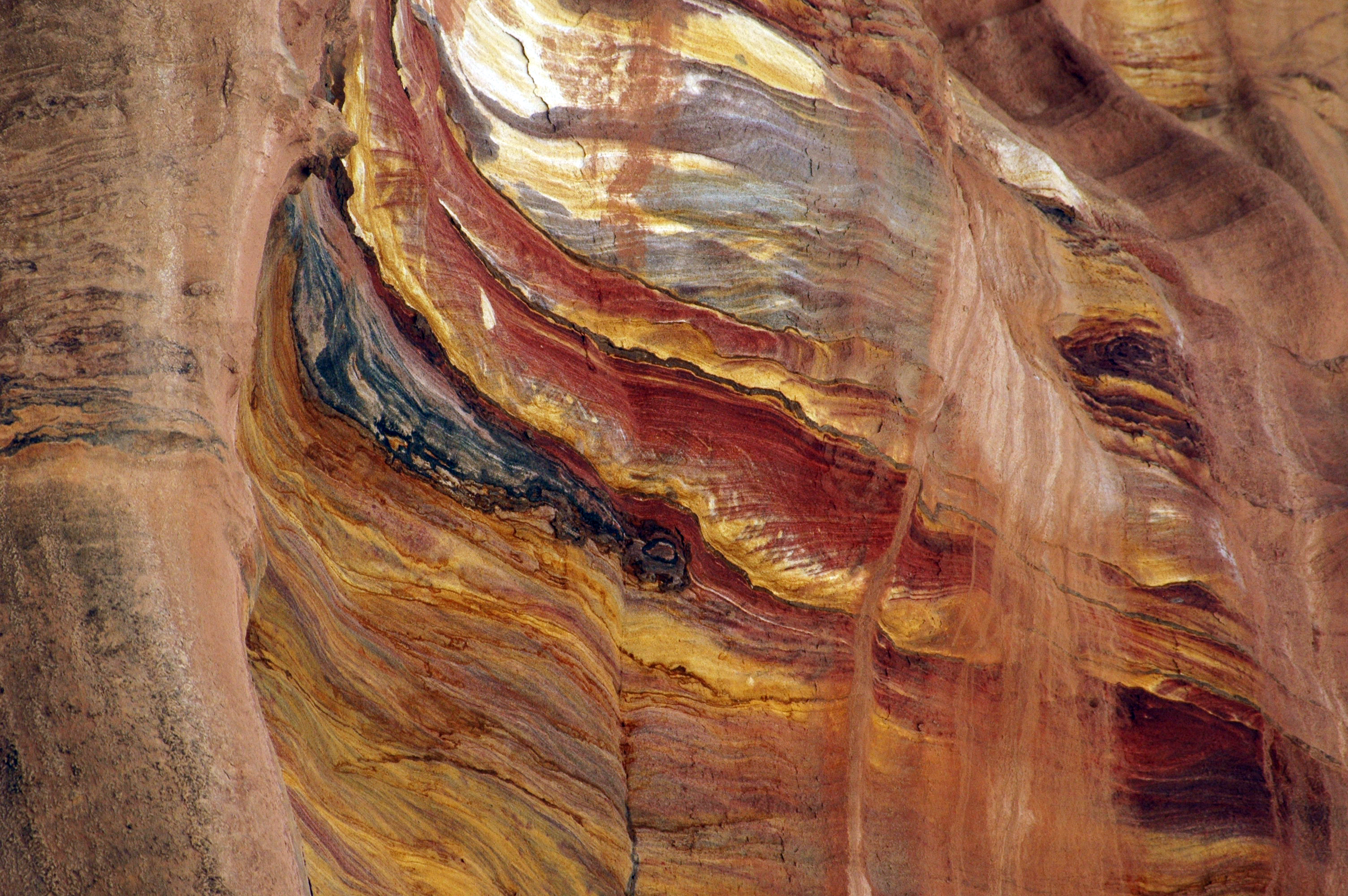
Grès doré et vermeil.
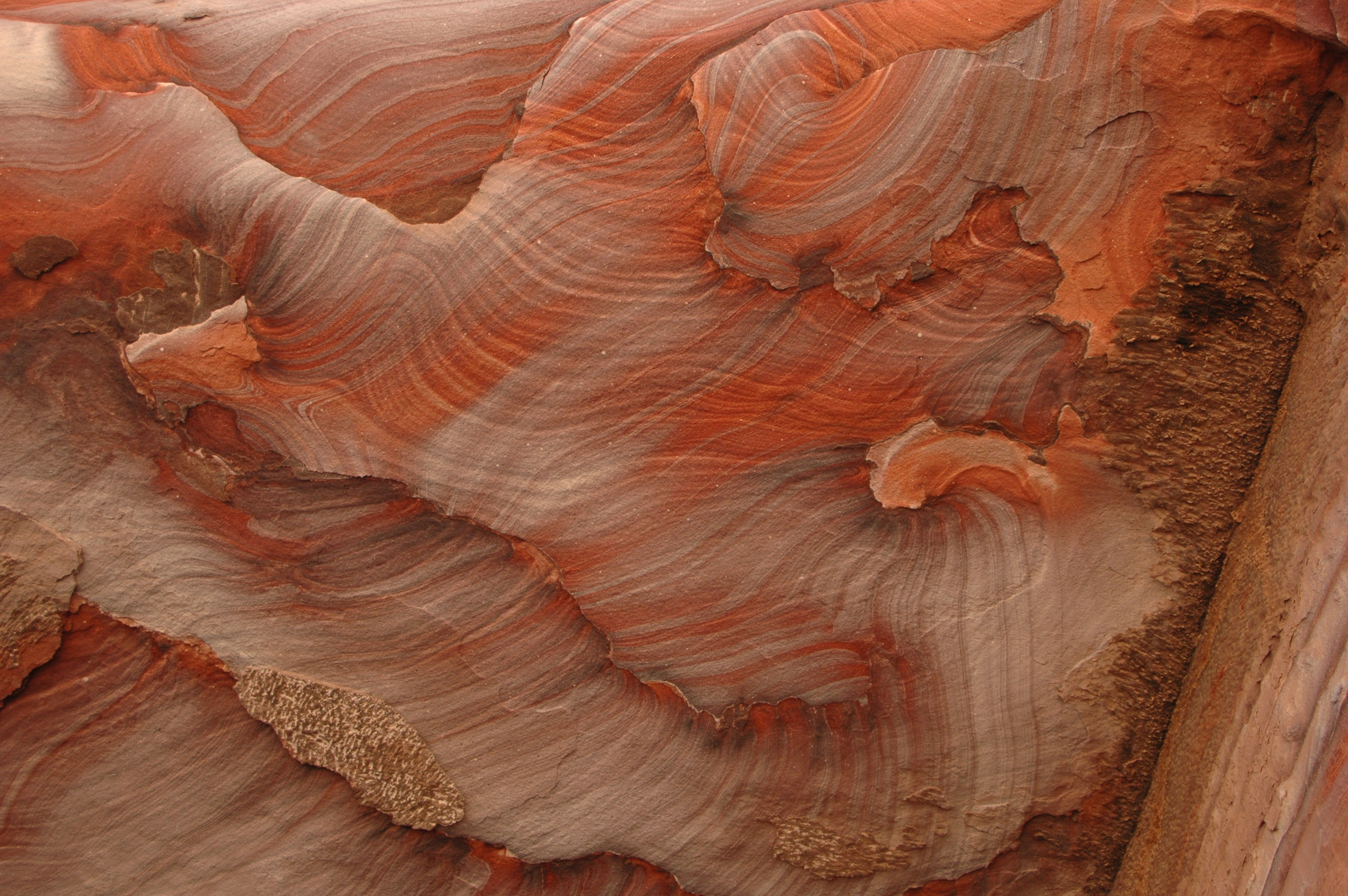
Grès rose et rouge.
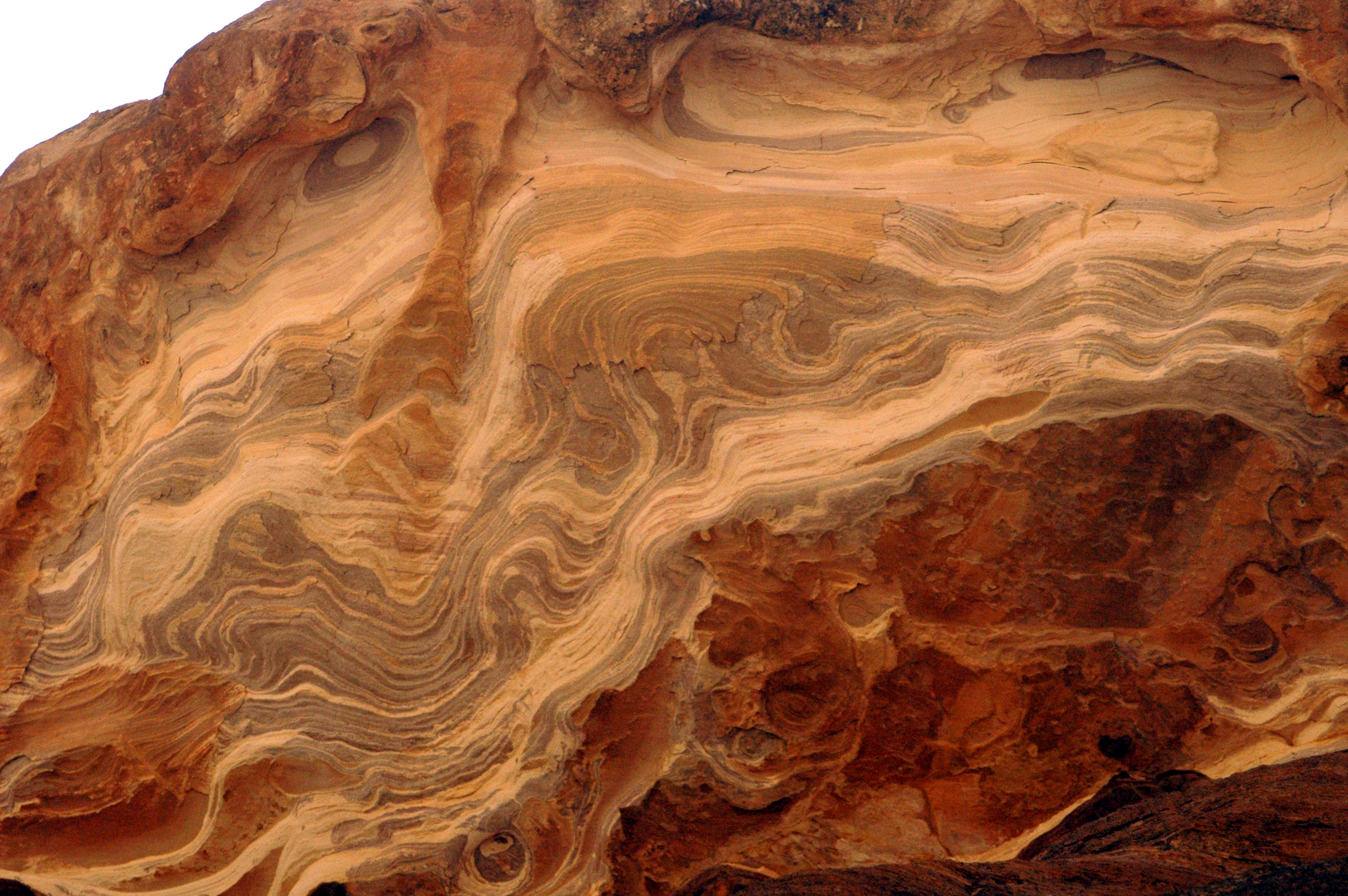
Grès jaune et orange.
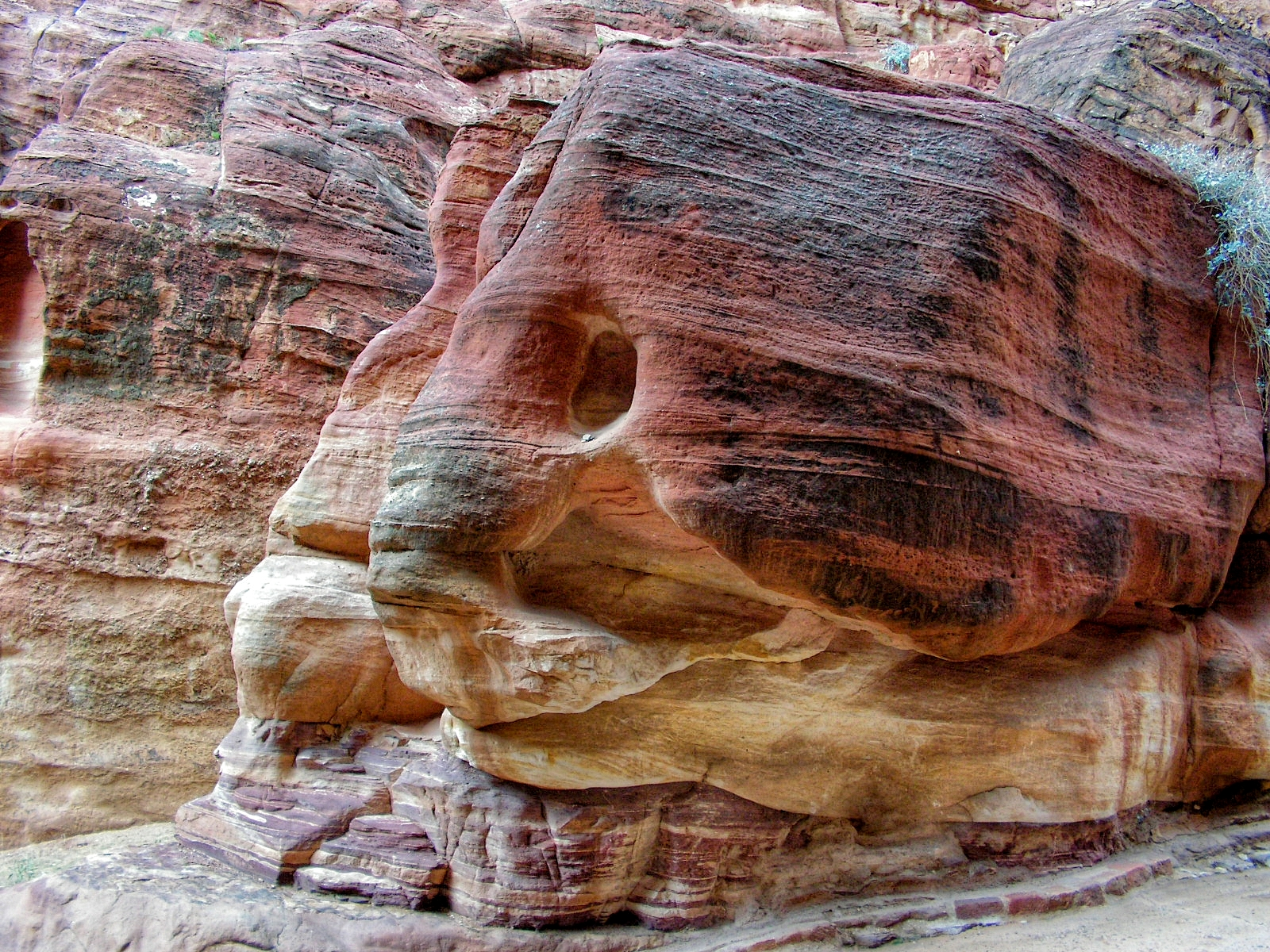
L'hétérogénéité du grès permet à l'érosion différentielle de façonner des taffoni.
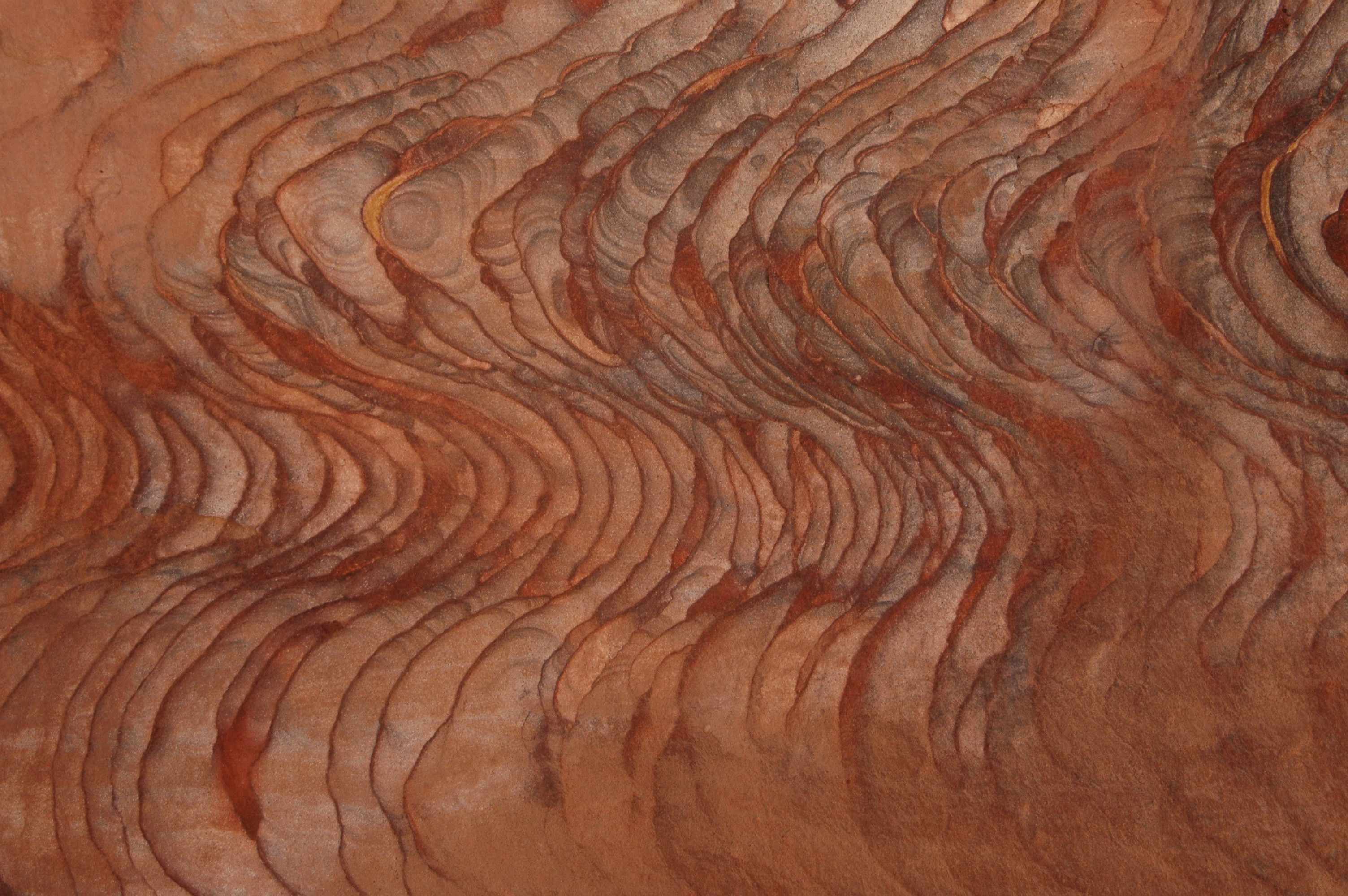
Grès rose.
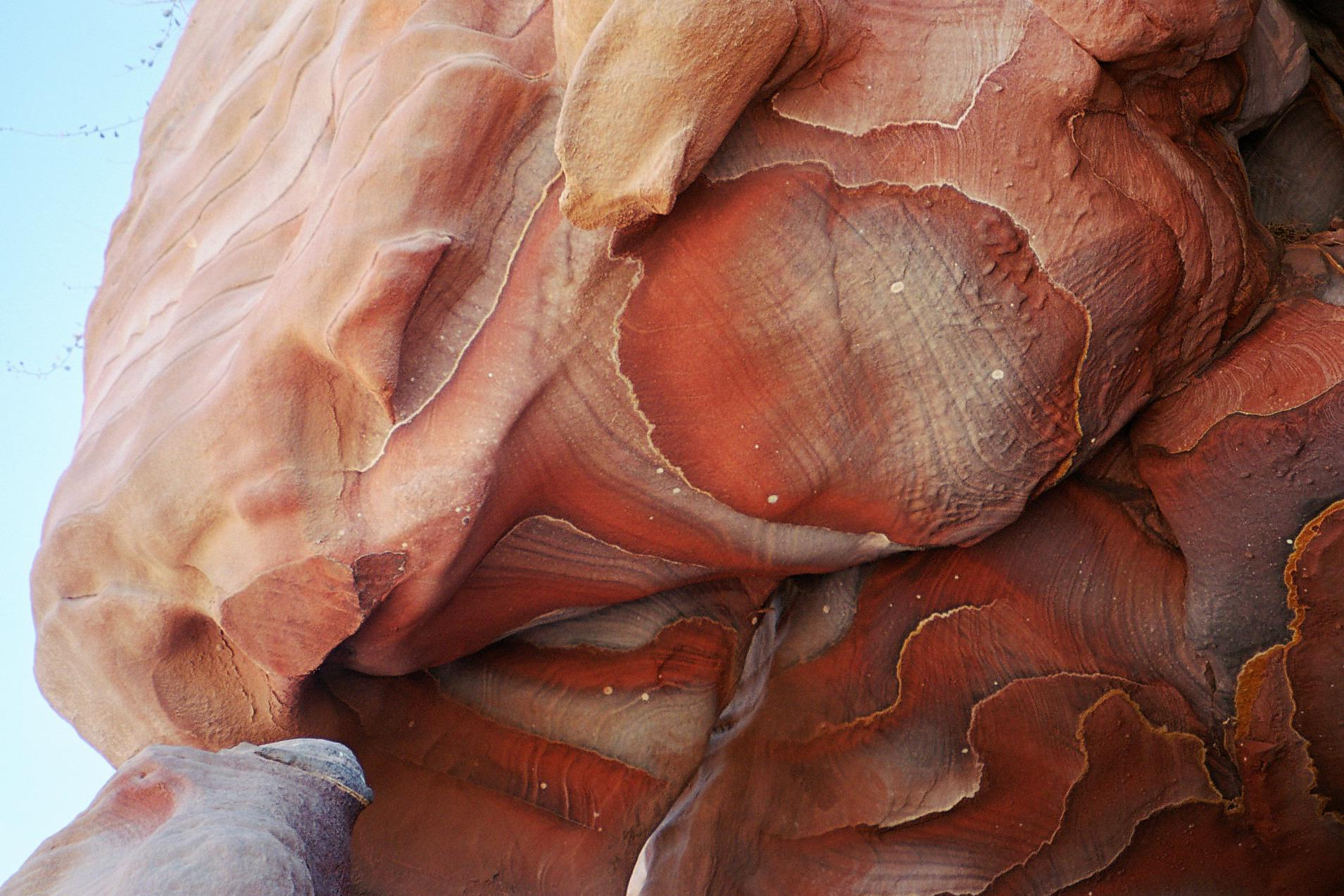
Grès rouge et blanc.
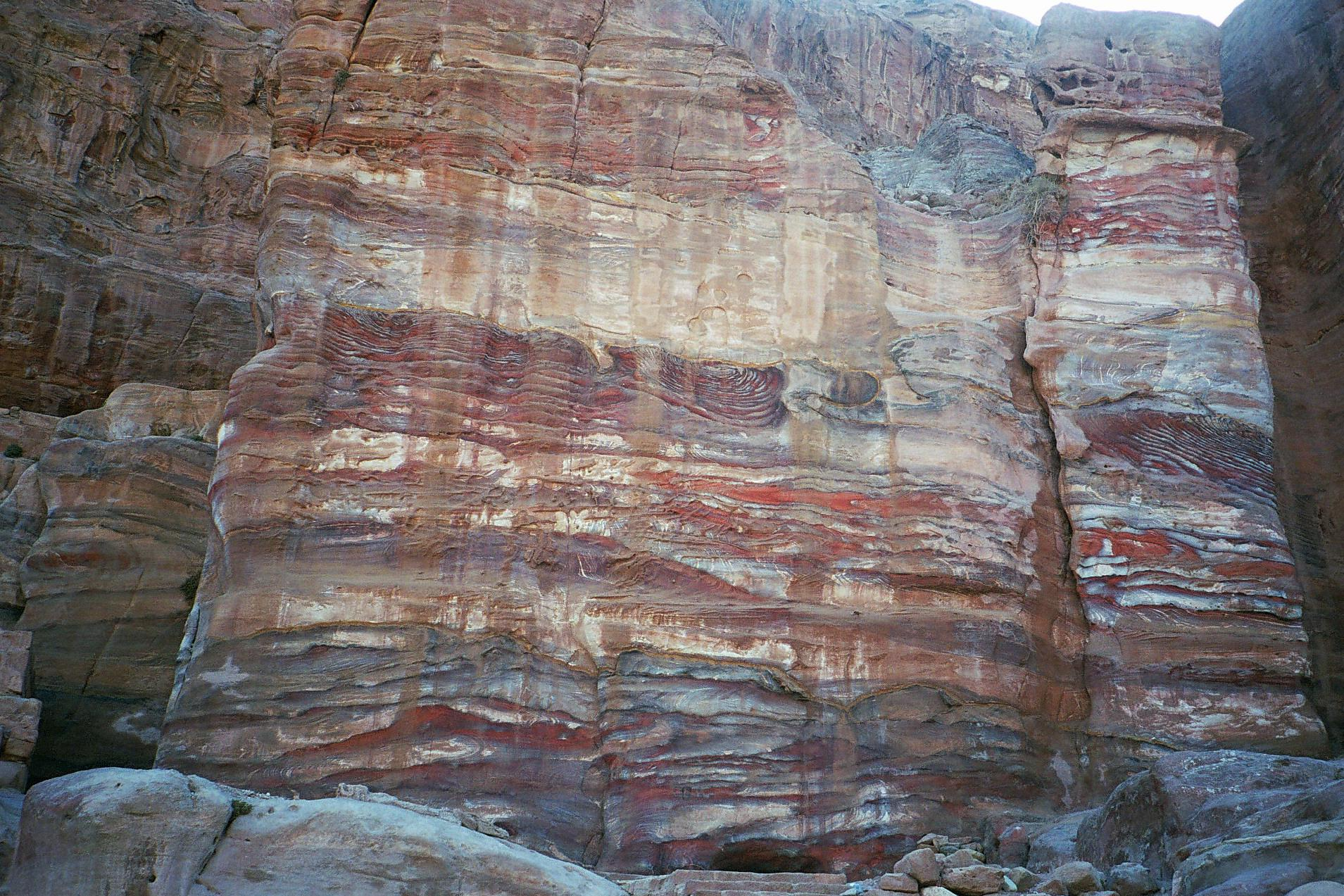
Grès rouge, jaune et orange.
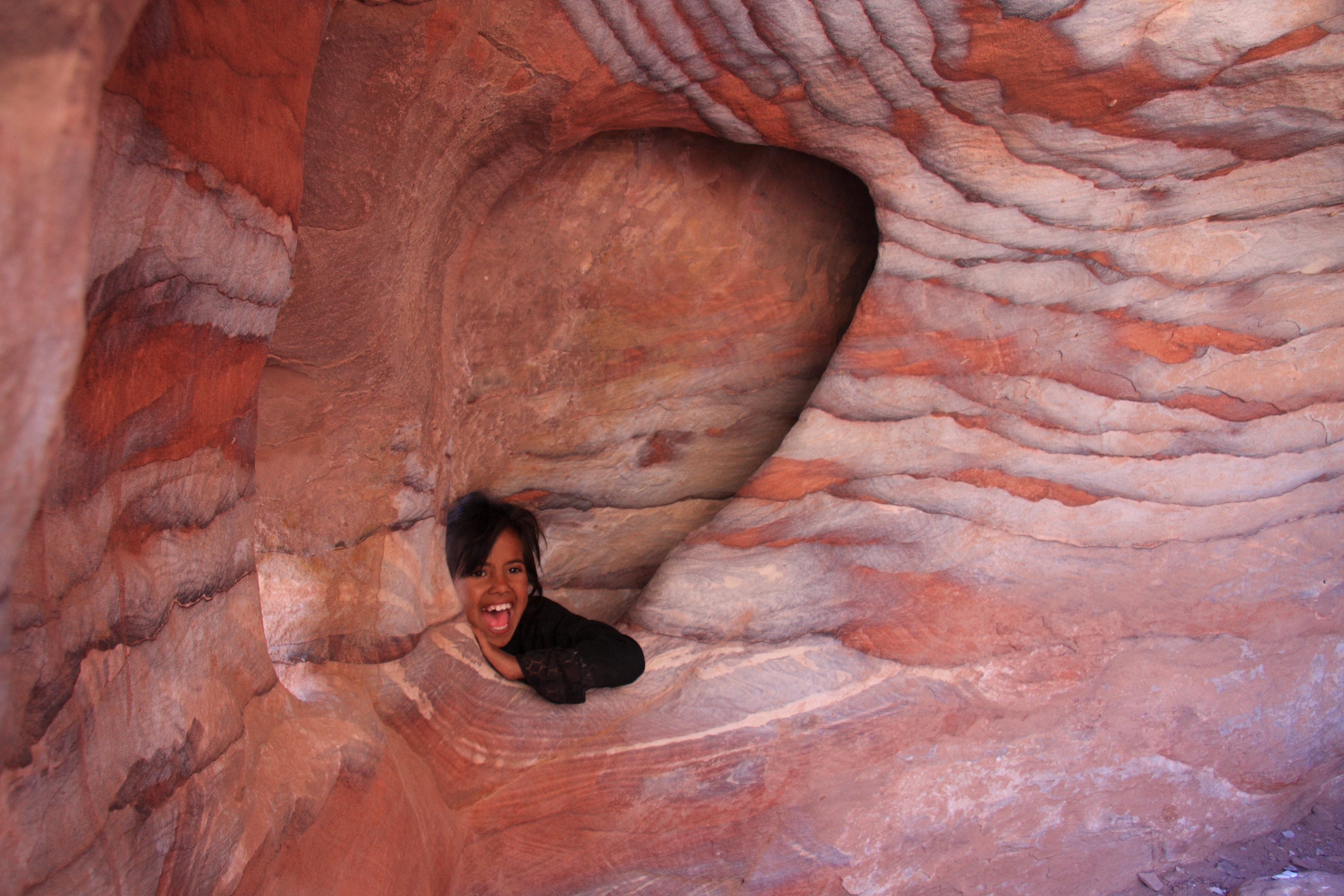
Différentes couches à l'intérieur d'une tombe.

### L'alimentation en eau
Les sources étant peu abondantes dans cette région semi-désertique, c'est l'eau de pluie, environ 150 mm par an (aujourd'hui de 50 à 250 mm), qui assurait l'essentiel des besoins. Les sources locales seules ne pouvaient fournir de l'eau que pour quelques familles.
Pétra, située dans une cuvette, pouvait récupérer les eaux pluviales d'un bassin de 92 km2 grâce à la relative imperméabilité des roches. Cette faible perméabilité du sol posait néanmoins de nombreux problèmes, comme le déclenchement de crues saisonnières des wadis (hiver et printemps) très puissantes et donc destructrices (notamment le Wadi Moussa). En effet, jusqu'à ce qu'il soit dévié au XXe siècle, le cours d'eau du Wadi Moussa (« ruisseau de Moïse »), qui coule depuis la source d'Aïn Moussa (« source de Moïse ») dans le Sîq jusqu’au village de Wadi Moussa, était à l'origine de crues meurtrières, comme en 1963 lorsque 24 visiteurs français participant à un pèlerinage, dont l'abbé Jean Steinmann, meurent noyés, surpris par l'arrivée d'une vague monstrueuse,. Le danger des crues n'est cependant pas entièrement écarté : en novembre 2018 douze personnes ont trouvé la mort dans des intempéries dans les environs de Pétra et 4 000 touristes ont dû être évacués du site touristique. Il existe aussi un « petit Sîq » qui rejoint le Sîq principal près des tombes royales.

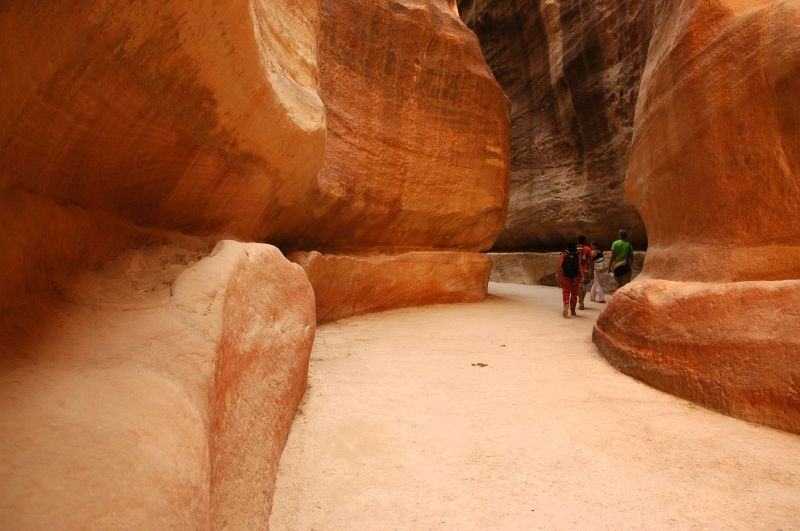
Les deux aqueducs creusés dans les parois du Sîq pour acheminer l'eau.

Au Ier siècle, Strabon dira que les habitants de Pétra « ont des sources en abondance, que ce soit pour des fins domestiques ou pour arroser leurs jardins ».
Des installations de collecte et de distribution d'eau destinées à stocker et à transporter l'eau en s'affranchissant du relief escarpé sont encore visibles de nos jours, notamment des cinq barrages hydrauliques et des réservoirs à ciel ouvert. Il existait également un important réseau de citernes souterraines. Au nord-est et sud-est de Pétra, les eaux du Sîq coulaient dans deux aqueducs, une galerie ouverte (recueillant les eaux ruisselant des parois) taillée dans la roche et enduites de plâtre imperméable, une autre fermée, en pente douce, constituée de tuyaux en terre cuite ou en céramique,. Les eaux pluviales alimentaient le premier aqueduc, l'Aïn Moussa le second, les 200 citernes (dont plusieurs sur le mont Umm el-Biyara, ou « Mère des citernes »), beaucoup de réservoirs et un nymphaeum, ou fontaine publique. Un réseau de plus gros débit permettait aussi de capter l'eau de sources plus éloignées et d'alimenter des quartiers en hauteur. On estime que ces réseaux amenaient environ 40 millions de litres d'eau par jour à Pétra. Ce système de distribution d'eau, comparable à celui de Rome à la même époque, était donc suffisant pour couvrir les besoins de la cité.
Il semble évident que l'administration de ce système de transport d'eau a été confiée à une autorité centrale probablement responsable de sa création et de son entretien régulier, y compris des opérations telles que le nettoyage et les réparations. À titre d'exemple, dans les diverses zones de la région de Wadi Farasa à l'est de Pétra, un réseau de transport d'eau s'étend depuis sa source, traversant des zones agricoles avant de rejoindre la ville en traversant plusieurs quartiers. Il est probable qu'une collaboration étroite entre les habitants de ces régions et l'autorité centrale ait été essentielle. Ainsi, cette gestion des ressources hydriques dans la région de Pétra témoigne de la mise en place d'une administration centrale efficace avec des règles de répartition aux habitants. Il s'agit d'une réalisation urbaine centralisée d'autant plus remarquable qu'elle a été mise en œuvre par d'anciens nomades,.

### L'agriculture et l'élevage
Lorsque la ville était en plein essor, l'eau servait essentiellement à la consommation des habitants et du bétail ainsi que, dans une phase plus tardive, à l'arrosage des jardins. Des céréales, comme l'orge ou le blé, des arbres fruitiers et des vignes étaient sans doute cultivés à Pétra. Des pressoirs creusés dans le rocher ont été retrouvés, datant probablement de la période de domination romaine, qui avait donné au vin une grande importance.
De nos jours, des aménagements agricoles sont visibles autour du site, comme des cultures en terrasses dans le secteur de Zurrabeh, créés pour lutter contre l'érosion des sols et obtenir des rendements plus élevés. Depuis l'abandon du site, vers la fin du Ve siècle de notre ère, le manque d'entretien des aménagements hydrauliques a entraîné la destruction de l'essentiel des barrages ; seuls quelques vestiges sont encore visibles, tels qu'un ouvrage destiné à la distribution de l'eau dans le lieu-dit des « jardins romains ».
Actuellement, des troupeaux de chèvres noires sont également visibles autour du site de Pétra. Leur domestication est prouvée depuis le Néolithique.

## Toponymie
Pétra dérive du grec ancien πέτρα (pétra), « rocher » ; nom à partir duquel elle est dénommée الْبَتْرَاء (al-Batrāʔ) en arabe. De son nom sémitique Reqem ou Raqmu (« la Bariolée »), la ville aurait été connue en Chine dès le IIe siècle av. J.-C. sous le nom de Li-kan (chinois : 黎靬 ; pinyin : Líjiān) qui serait une translittération de Reqem,.

## Histoire
L'histoire de Pétra est longue et sa vallée est particulièrement prisée pour sa facilité de défense. Les premiers habitants sont préhistoriques. Il existe quelques traces matérielles d'habitations utilisées par ceux-ci non loin de Pétra. C'est à partir des environs de 1200 av. J.-C. que le lieu commence à être habité. Ensuite, quelques siècles avant notre ère, à l'époque nabatéenne, se développe une ville principalement creusée dans la roche. La civilisation nabatéenne s'y installe pour plusieurs siècles, jusqu'à l'époque romaine. Après la période byzantine, le site est pratiquement abandonné. Le peu de sources à propos de cette dernière période rend la reconstitution de l'histoire de la ville difficile. Il existe encore quelques traces écrites qui datent du Moyen Âge, après quoi, la ville est oubliée.

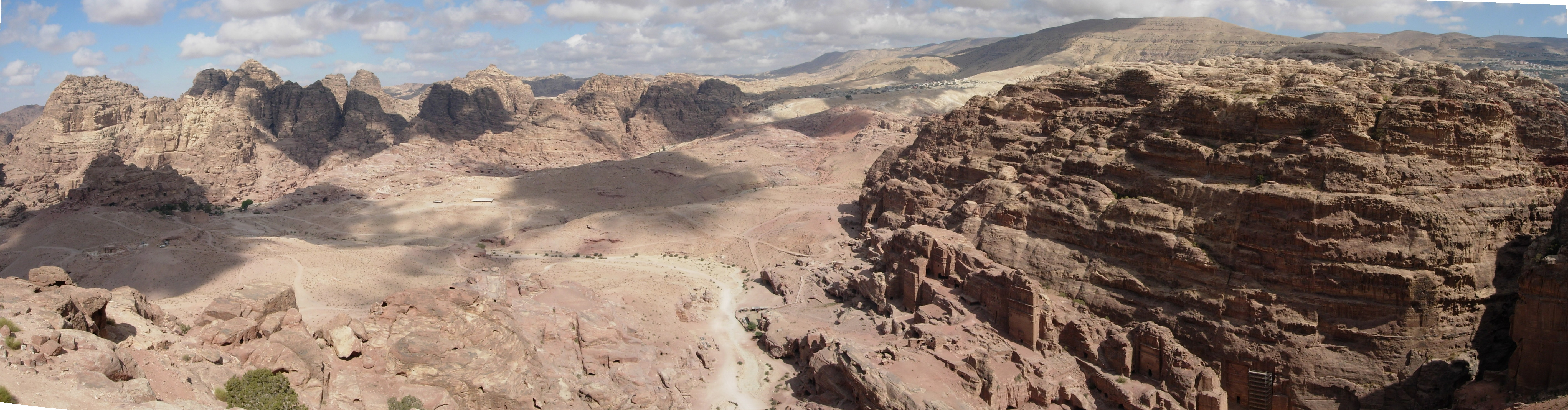
Vue panoramique du Haut-lieu du Sacrifice sur la ville basse de Pétra.

### Néolithique
Entre 1957 et 1968, l'archéologue Diana Kirkbride fouille pour la British School of Archaeology in Jerusalem (en) le site néolithique de Beidha qui se trouve non loin au nord de Pétra à proximité de la Petite Pétra. Le site est occupé à partir du Natoufien par une population semi-nomade jusqu'en 6500 av. J.-C.. La présence de meules à bras et de bâtiments qui attestent une agriculture extensive font penser que ce site n'est le témoin que d'une petite partie de l'activité préhistorique qui aurait pu avoir lieu dans la région de Pétra.

### Antiquité

#### Période édomite

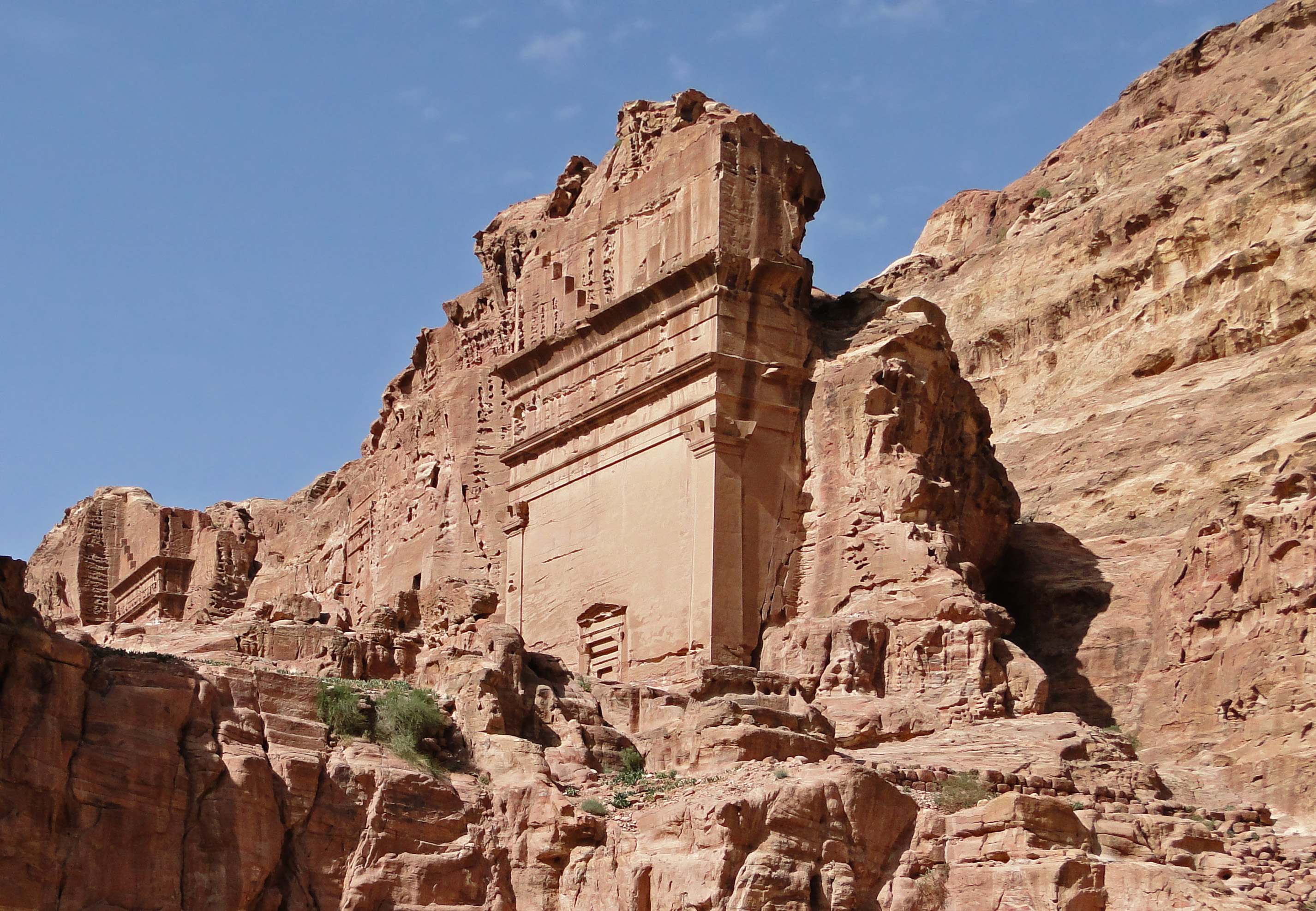
Tombeau d'Aneishu à Pétra.

Probablement dans les environs de 1200 av. J.-C., le lieu est progressivement occupé par un groupe d'origine sémitique connu dans les écrits bibliques sous le nom d'« Édomites » — leur installation est attestée au VIIe siècle av. J.-C.. Ils s'installent dans l'actuel bassin de Pétra, mais au-delà des falaises protectrices qui entourent le site vers l'est. Entre 1958 et 1963, l’archéologue Crystal Bennett (en) retrouve au sommet de la montagne Umm el-Biyara (« La mère des citernes ») d'anciennes habitations aux parois en pierre sèche ainsi que quelques vestiges culturels. Dans l'une des habitations, les archéologues découvrent un sceau avec l'inscription « Qws G… ». Il s'agit probablement de « Qōs-Gabr », roi d'Édom dans le courant de la première moitié du VIIe siècle av. J.-C. Des fouilles ultérieures effectuées juste à l'extérieur du bassin ont également révélé de considérables installations villageoises,.
Les Édomites fabriquent textiles et céramiques de qualité et possèdent une certaine maîtrise du travail des métaux. Une ligne de fortins installés au sommet de promontoires rocheux assure la défense du territoire en direction de l'ouest. Ce système de fortifications protège leur territoire contre les incursions des tribus nomades du désert.
Selon la Bible, les Édomites sont les descendants d'Ésaü, frères ennemis des Hébreux et se seraient opposés au passage de Moïse lors de l'Exode. Pétra, comme Bosra, sera identifiée jusqu'au XXe siècle comme étant la ville mentionnée dans la Bible (II Rois, XIV, 7 ; Isaïe, XVI, 1) sous le nom de Sela (de סֶּלַע (sela), « rocher » en hébreu), la capitale des Édomites, avant que des recherches archéologiques démontrent qu'il s'agissait de deux villes différentes, Sela étant plus au nord.
La fin de l'occupation des Édomites se perd dans les brouillards de l'histoire. Entre l'avènement et la chute de l'Assyrie, l'Empire néo-babylonien et les conquêtes d'Alexandre le Grand, les informations historiques et archéologiques de la fin de l'âge du fer au Proche-Orient se perdent ou se mélangent. Quand les Édomites réapparaissent du côté ouest du Jourdain, dans la région d'Hébron, ils sont connus sous le nom d'Iduméens et laissent la future Pétra à un peuple nomade en voie de sédentarisation : les Nabatéens.

#### Période nabatéenne

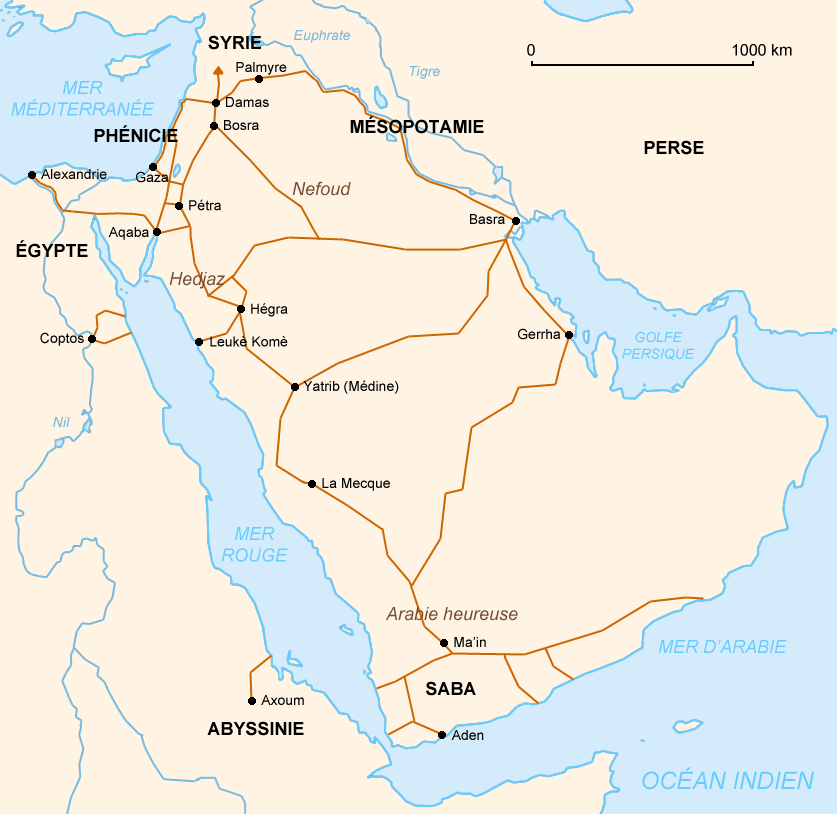
Les principales routes commerciales terrestres des Nabatéens font de Pétra un centre de commerce important pour l'époque.

L'arrivée des Nabatéens, peuple nomade arabe, remonte probablement au VIe siècle av. J.-C., date à laquelle ils entrent en pays d'Édom et prennent le contrôle de Pétra. À cette époque, les Nabatéens sont connus par les historiens comme une tribu nomade convoyant des aromates de la péninsule arabique vers le port de Gaza depuis l'époque perse et peut-être même depuis l'époque néo-babylonienne.
Les Nabatéens apparaissent ensuite, avec Pétra, dans l'histoire du monde hellénistique au cours d'événements relatés par l'historien grec Diodore de Sicile : en 312 av. J.-C., le général diadoque macédonien Antigone le Borgne cherche à se faire payer les taxes que les habitants de « la Roche » (en grec ancien, Pétra) versent déjà en nature (sous forme d'épices) aux Perses. Il charge son général Athénaïos de s'emparer de la ville. Après une longue marche forcée, les soldats parviennent à entrer dans Pétra presque déserte, la majorité des hommes étant partis en pèlerinage. Ils tuent ou capturent la plupart des habitants et emportent une grande part des réserves de myrrhe, d'encens et environ 500 talents d'argent. Cependant, avertis de la razzia, les pèlerins nabatéens parviennent à rattraper les agresseurs exténués, les massacrent et récupèrent ainsi leurs familles et leurs biens. Mais Antigone ne renonce pas et envoie son fils Démétrios qui, en échange de ne pas entrer dans la ville, accepte des otages et des présents,.
Diodore de Sicile décrit les Nabatéens comme une population composée d'à peine 10 000 personnes. Ils sont, d'après lui, très riches, nomades et vivent comme des Bédouins du commerce d'épices et d'aromates dans lequel ils excellent. Diodore de Sicile et Strabon sont les seuls auteurs connus de cette époque à laisser des témoignages écrits sur Pétra. Ces textes font état des importantes richesses de ce peuple arabe, provenant du commerce caravanier vers l'Europe, mais ne s'accordent pas sur son mode de vie : sédentaire ou nomade, paysan ou citadin. Cependant, des fouilles effectuées sous l'espace sacré des alentours du Qasr al-Bint révèlent pour les IVe et IIIe siècles av. J.-C. des restes de bâtiments — inclus dans un réseau de rues — constitués de matériaux de grande qualité pour le moins étonnante au regard d'un endroit saturé de grès : salles dallées, murs enduits et brique crue. De nombreux objets d’importation attestent pour l'époque de Diodore de Sicile d'un haut niveau de qualité de vie : amphores rhodiennes, céramique grecque à vernis noir. Il est par ailleurs probable que la population de Pétra puisse s'élever à 20 000 habitants. À cette époque, Pétra sert à entreposer les richesses que les Nabatéens se procurent par le commerce qu'ils entretiennent avec l'Arabie heureuse. Au IVe siècle av. J.-C., la ville de Pétra s'étend sur plus de 10 km2 et constitue sans doute déjà un centre religieux important. Les Nabatéens se font également connaître pour leur technique de poterie de très haute qualité,, un savoir qui leur a sûrement été transmis par les Édomites.
Vers la fin du IVe siècle av. J.-C. et jusqu'au début du IIe siècle av. J.-C., les Nabatéens semblent totalement indépendants, malgré la domination régionale des Ptolémées. Vers la fin du IIIe siècle av. J.-C., les Nabatéens soutiennent Antiochos III qui repousse les Ptolémées vers le Sud.
Entre 93 et 90 av. J.-C., le roi nabatéen Obodas Ier bat Alexandre Jannée sur le plateau du Golan, mettant fin aux vues expansionnistes des Hasmonéens sur Pétra et son royaume. Il conquiert ainsi les pays de Moab et de Galaad, à l'est du Jourdain, qu'il reperdra malgré une nouvelle victoire sur Jannée vers 82 av. J.-C..
En 85 av. J.-C., Obodas Ier bat le séleucide Antiochos XII, qui est tué au combat. À sa mort, Obodas sera déifié par les Nabatéens, qui organisent son culte et construisent le Deir en son honneur.
Le roi Arétas III, fils d'Obodas Ier étend le royaume des Nabatéens jusqu’à Damas. La cité se développe grâce au commerce de la route de l'encens. Cet itinéraire terrestre historique partait du Yémen, en restant proche de la côte occidentale de l'Arabie et se divisait à Pétra en une branche nord-occidentale qui conduisait à Gaza, et en une nord-orientale en direction de Damas. L'eau et la sécurité ont fait de Pétra une halte pour les caravanes du sud de l'Arabie, chargées principalement de produits de luxe (épices et soie en provenance d'Inde, ivoire en provenance d'Afrique, perles de la mer Rouge et encens du sud de l'Arabie, entre autres produits hautement convoités). La résine du Boswellia (l'« arbre à encens ») était convoitée dans le monde antique tout entier comme une offrande religieuse particulièrement précieuse, mais également comme médicament,. Le commerce intermédiaire et des droits de douane produisaient d'importants profits pour les Nabatéens, qui donnaient aux caravaniers de l'eau et leur indiquaient contre paiement où s'abriter la nuit.

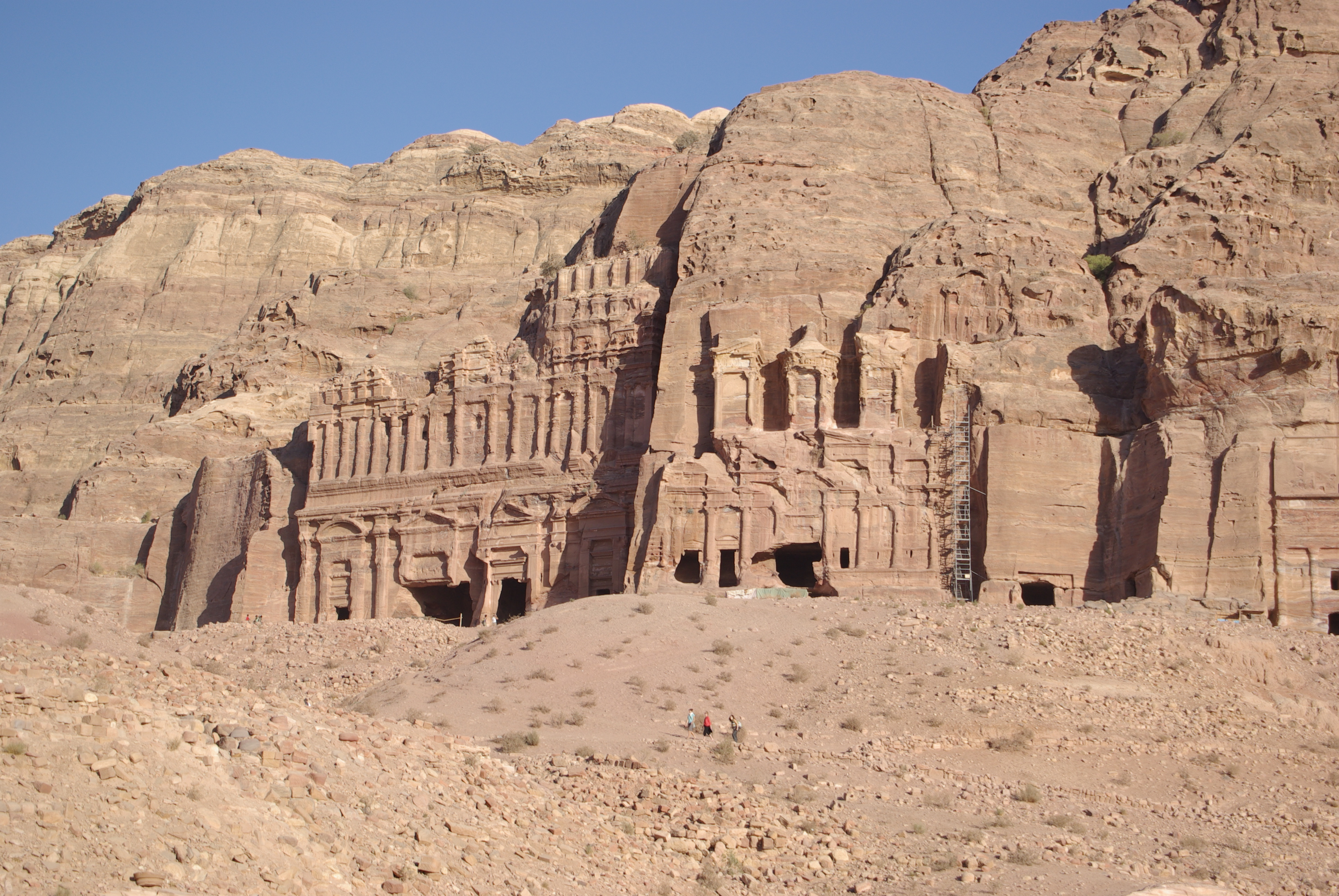
Tombeaux royaux.

Les rois nabatéens Malichos Ier puis Obodas III font échouer plusieurs expéditions romaines vers l'Arabie heureuse, dont celle vers 25 et 24 av. J.-C. du préfet d'Égypte Caius Aelius Gallus. Les Romains tentent en effet de découvrir l'origine des épices et des parfums dont les Nabatéens font commerce afin de ne plus passer par leur intermédiaire.
La ville atteint son apogée en l'an 50. Elle aurait abrité à cette époque jusqu’à 20 000 habitants, mais les sources divergent fortement sur ce nombre : d'autres estimations vont de 30 000 à 40 000 habitants.
Durant le règne du roi nabatéen Arétas IV, d'environ 9 av. J.-C. à 40, le royaume connaît un important mouvement culturel. C'est à cette époque que la plupart des tombeaux et temples sont construits.
Les Nabatéens adorent les dieux et les déesses arabes des temps pré-islamiques, aussi bien que quelques-uns de leurs rois déifiés. Dusarès est à l'époque le principal dieu masculin, accompagné d'une trinité féminine : Uzza, Al-Lat et Manat. Beaucoup de statues taillées dans la roche représentent ces dieux et déesses.

#### Période romaine

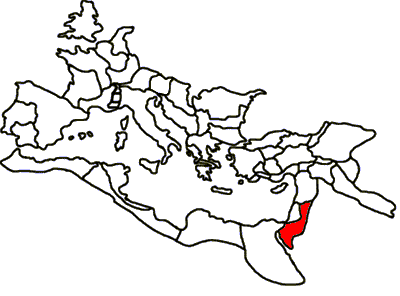
La province romaine d'Arabie Pétrée.

En l'an 64 av. J.-C., les Romains établissent une province romaine en Syrie. Ils créent une confédération de dix cités-États : la Décapole. Celle-ci entrave toute future expansion des Nabatéens.
En 106, sans doute après la mort du dernier roi nabatéen Rabbel II le royaume est annexé, puisqu'il n'y a eu apparemment aucun combat, sur l'ordre de l'empereur romain Trajan par Cornelius Palma, gouverneur de Syrie. Celui-ci fait de Bosra, qui devient rapidement la deuxième ville nabatéenne en importance, la capitale de la nouvelle province romaine d'Arabie (provencia Arabia). L'empereur Trajan renomme Bosra (alors appelée Bostra) en Nea Traiane Bostra, ou « Nouvelle Bostra de Trajan », et Pétra reçoit le titre honorifique de métropole (metropolis). Un peu plus tard, en 114, Pétra devient la base de départ pour les attaques romaines contre l'empire des Parthes en Iran, à l'est.
L'ouverture des routes maritimes à l'époque romaine détourne les flux commerciaux de la ville et porte un coup fatal à Pétra et aux Nabatéens. À partir de l'occupation romaine, quelques caravanes s'arrêtent encore à Pétra, mais au fil du temps elles deviennent de plus en plus rares malgré la construction d'une route romaine de 400 km reliant Bosra, Pétra et le golfe d'Aqaba,.
En 131, l'empereur Hadrien se rend sur le site et lui donne son nom : Pétra Hadriana. Durant la « Pax Romana », la multiplication des constructions révèle que la ville connaît malgré tout une période prospère. Lors de la réorganisation de l'Empire commencée par l'empereur Dioclétien, elle devient la capitale de la « Palaestina taertia » ou « Palaestina salutaris ».

#### Période byzantine

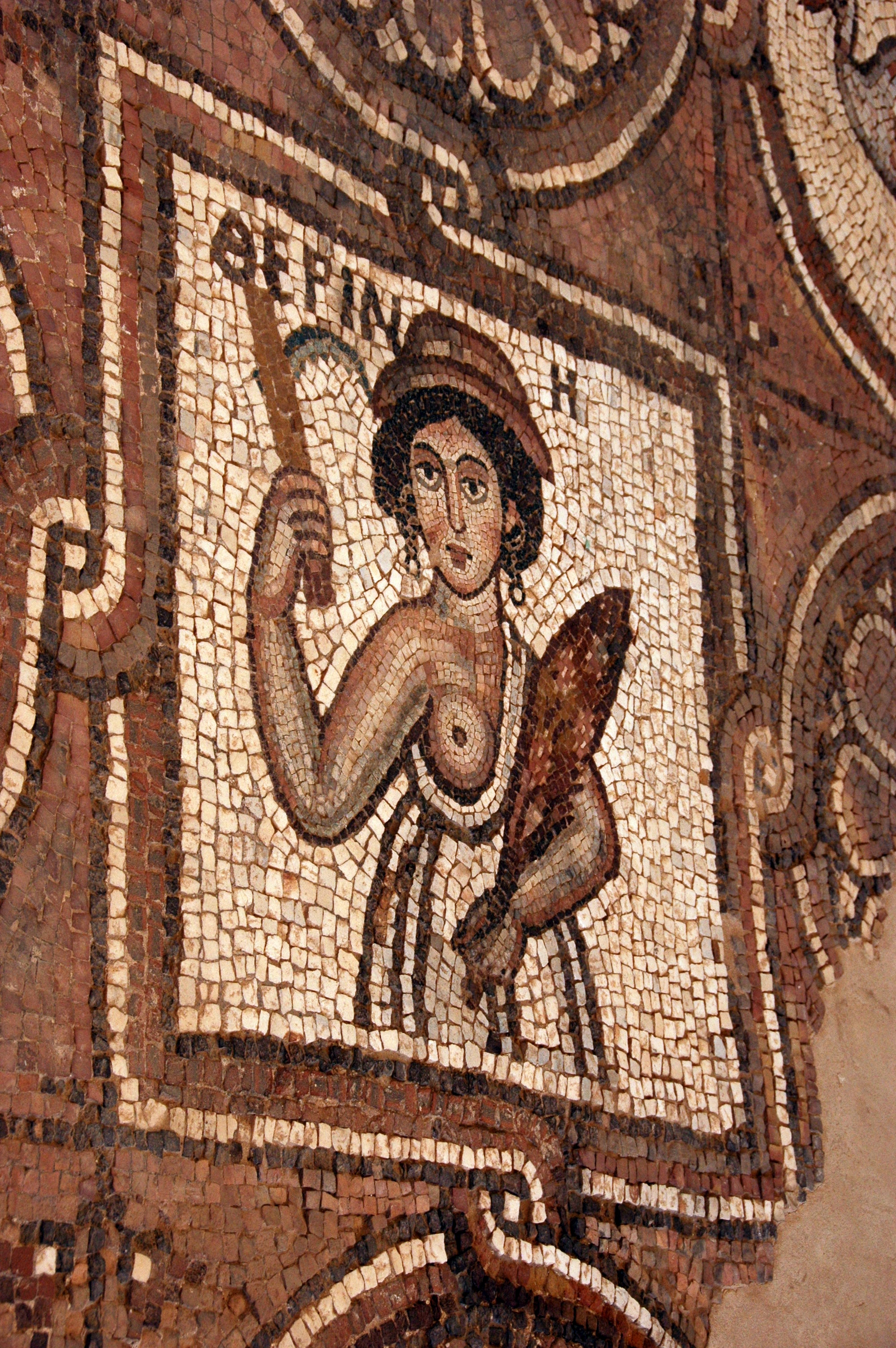
Détail d'une mosaïque de l'église byzantine de Pétra.

En l'an 330 le premier empereur chrétien, Constantin Ier, fait de Byzance sa nouvelle capitale et la renomme Constantinople. Pétra fait désormais partie de l'Empire romain d'Orient et l'empire y encourage comme sur tout son territoire la diffusion de la foi chrétienne en construisant des églises. Les habitants de la ville restent d'abord fidèles à leurs croyances, mais en 350 un évêque est nommé à Pétra, et un siècle plus tard de grandes églises sont édifiées dans la ville. Athanase d'Alexandrie mentionne un évêque de Pétra nommé « Asterius ». Le Deir sera même utilisé comme église durant cette période, des croix peintes sur ses murs, et trois autres églises seront découvertes lors de recherches. La vaste « Tombe de l'urne » de l'époque nabatéenne, qui correspond à la tombe de Malichos II ou d'Arétas IV, devient une sorte de cathédrale en l'an 446. Au nord de Pétra, on trouve plusieurs tombes avec des croix gravées, indiquant que les chrétiens y enterraient leurs morts.
Un violent tremblement de terre frappe Pétra le 19 mai 363, endommageant des monuments, dont le théâtre, et les aqueducs. D'après Cyrille, évêque de Jérusalem, « presque la moitié » de la ville est détruite quand le tremblement de terre frappe « à la troisième heure, et particulièrement à la neuvième heure de la nuit ». La ville déjà affaiblie depuis le début de la domination romaine par la diminution de ses activités commerciales, n'est pas reconstruite et se vide lentement de ses habitants.

### Moyen Âge

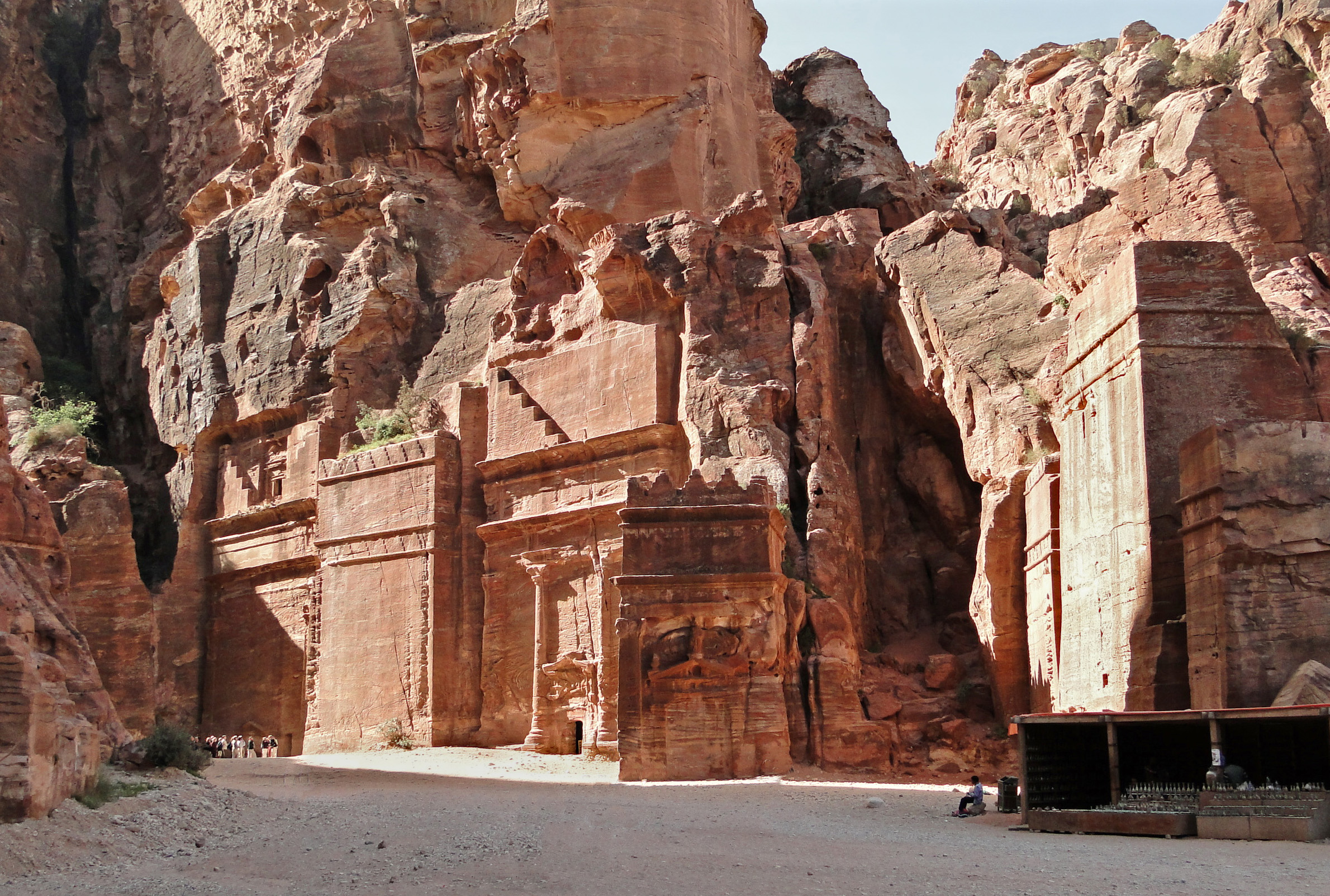
Tombeaux sur la rue des Façades.

La dernière mention de Pétra se trouve dans un texte écrit par Anthenogenes, évêque de la ville, vers la fin du Ve ou le début du VIe siècle.
La conquête islamique de 629–632 passe par la région et semble avoir ignoré Pétra. Conquise par les Arabes, dont l'impact sur la ville n'est pas connu, Pétra, qui s'est progressivement vidée de ses habitants, est devenue un simple village vers 700.
Cependant, l'historien Dan Gibson soutient dans son livre Qur'anic Geography que la ville sainte du Coran serait Pétra et que la relocalisation de la pierre noire par Abd Allah ibn az-Zubayr à l'emplacement actuel de La Mecque aurait fait sombrer la ville dans l'oubli,.
Au cours de la première croisade, la ville est occupée par Baudouin Ier, du royaume de Jérusalem, et forme le deuxième fief de la baronnie d'Al-Karak dans la seigneurie d'Outre-Jourdain. Durant la domination franque, plusieurs fortifications croisées seront construites, dont les forteresses Al-Wu'ayrah et Al-Habis. La ville reste entre les mains des Francs jusqu'en 1187, année où Saladin les repousse lors de la bataille de Hattin et à Al-Karak, et prend possession de la région,.
Un pèlerin allemand nommé Thetmar révèle être passé près de Pétra en 1217, et le sultan Az-Zâhir Rukn ad-Dîn Baybars al-Bunduqdari traverse la ville en 1276,. La ville tombe ensuite dans l'oubli.

## Architecture

### Généralités

Plan au sol de l'église byzantine.
I : Cour
II : Atrium
III : Baptistère
IV : Mosaïques
V : Parchemins.

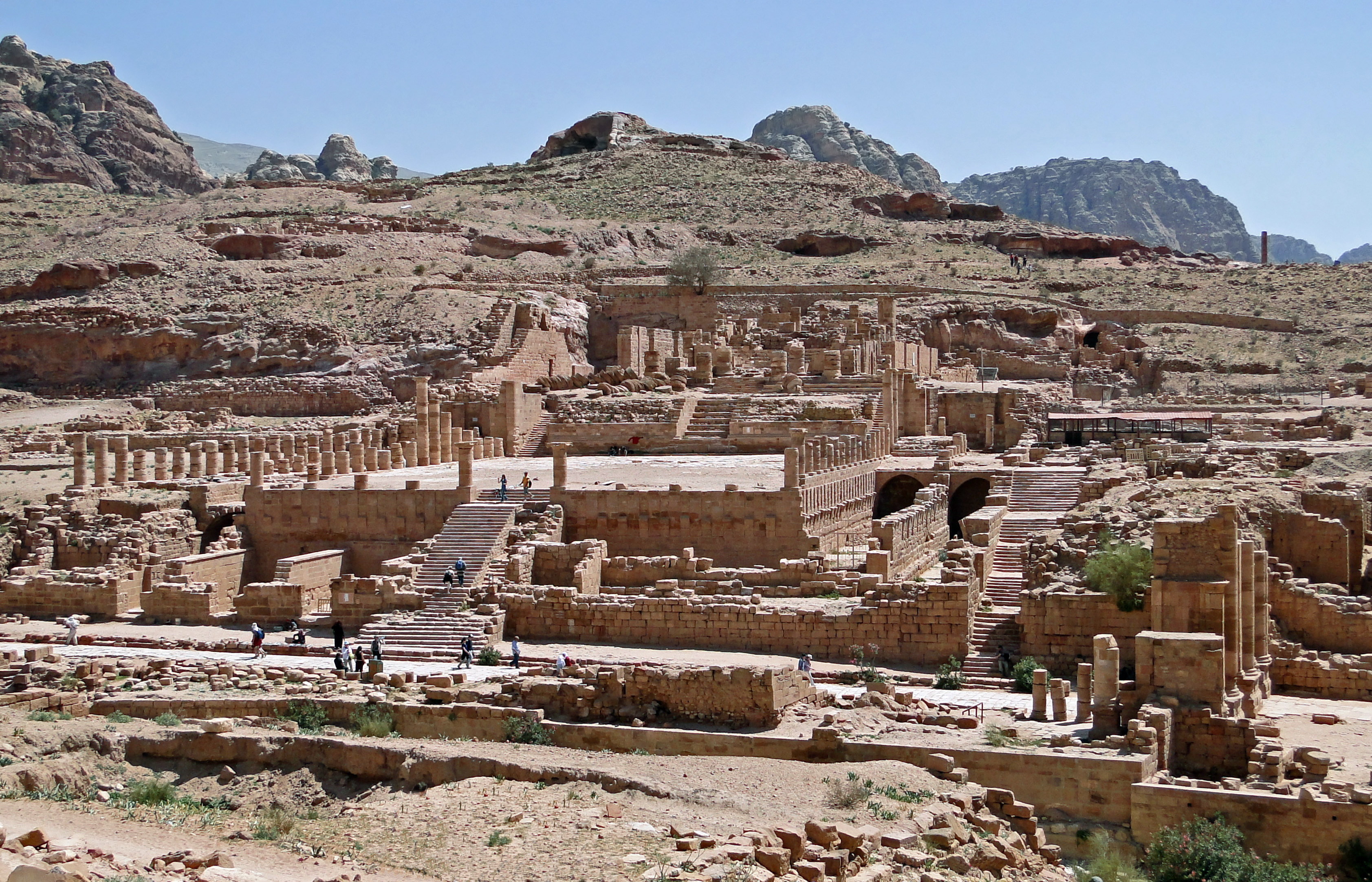
Grand Temple de Pétra.

À l'origine, les Nabatéens étant un peuple nomade, leurs constructions sont de simples tentes en peau de chèvre installées le long du Wadi Moussa vers le IVe siècle avant notre ère.
Ces campements temporaires sont remplacés au cours des deux siècles suivants par des quartiers d'habitations très simples taillées dans la roche : dotées de façades lisses, elles ont une porte excavée dans la partie inférieure avec une ou deux découpes en forme d'escalier. Cette sédentarisation nabatéenne s'exprime dans des édifices qui sont une adaptation des tombeaux de Syrie ; étant en contact constant avec les civilisations environnantes, ils s'inspirèrent du style de plusieurs d'entre elles, en particulier d'Alexandrie.

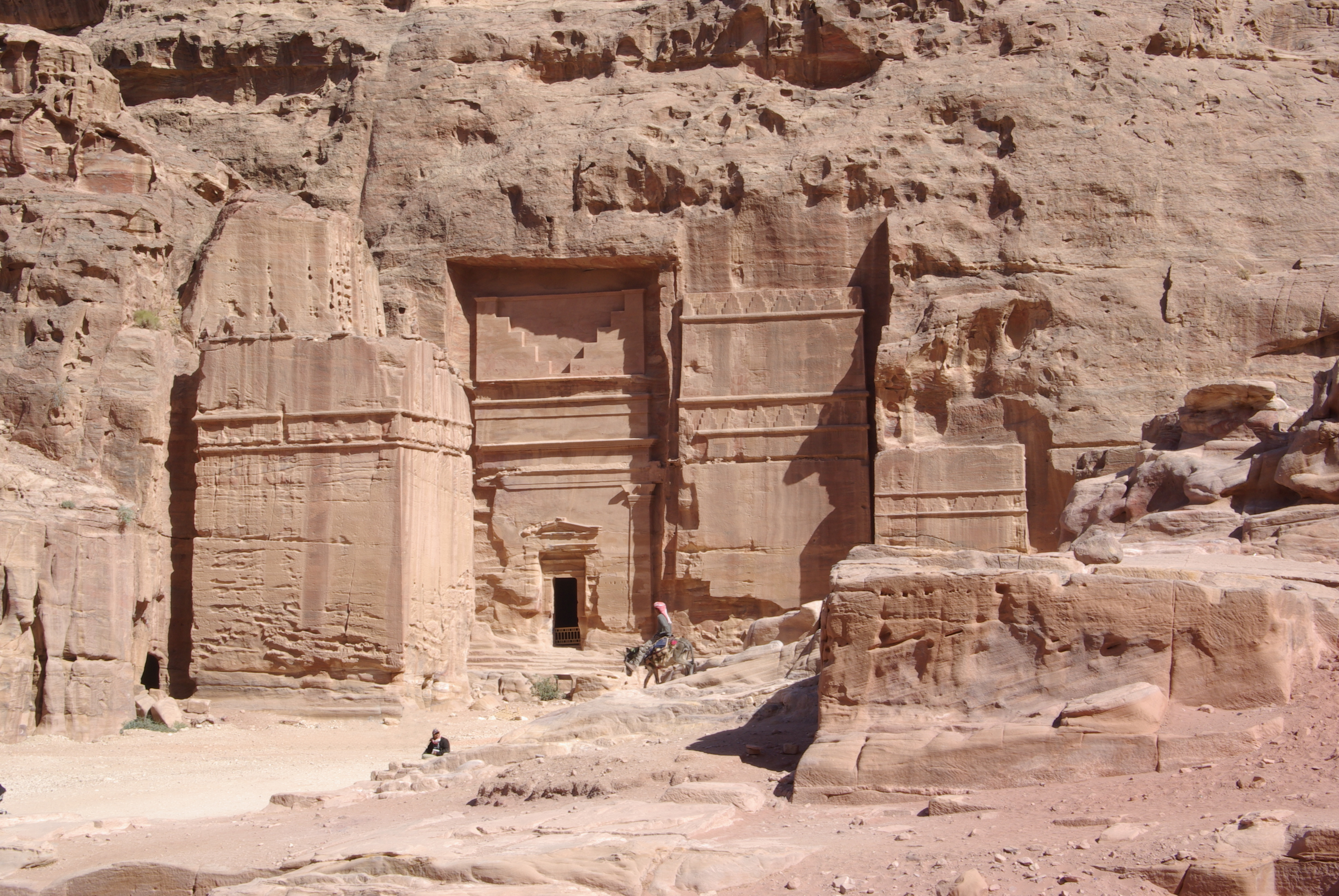
Baroque arabe.

Au Ier siècle av. J.-C., l'affirmation de la monarchie nabatéenne se traduit par une planification urbaine : les quartiers sont rasés pour faire place à la construction du centre urbain monumental. Au Ier siècle, parallèlement avec l'essor économique des Nabatéens, démarre la construction de structures monumentales : le Deir et les tombeaux du Palais et du Corinthien. Durant le IIe siècle les bâtisseurs de la cité adoptent des détails architecturaux hellénistiques (frise, architrave, pilastre…) et créent un nouveau style de chapiteau encore aujourd'hui appelé « nabatéen ». Ils utilisent de plus en plus de structures uniquement décoratives, dont certaines inspirées de la culture autochtone : rosettes, animaux de la région ou d'ailleurs (éléphants, lions, aigles...), sculptures inspirées de la Grèce antique (dont celles de Méduse, qui transformait tout être qui la regardait en pierre), de sphinx, de griffon…,. Les familles les plus riches de la ville embauchent des architectes pour créer des tombeaux comportant des façades très décorées. Elles font également décorer l'intérieur de leurs demeures, le stuc y étant peint en couleurs vives. Strabon dira qu'à Pétra les autorités « condamnent publiquement à une amende ceux qui diminuent leur richesse et confèrent des honneurs à ceux qui les augmentent » ; les habitants font étalage de leurs richesses en faisant construire des tombeaux et des monuments imposants : pas moins de 620 tombes monumentales côtoient de nombreuses tombes à fosse. Parmi les innombrables tombes à façades sculptées dans la roche, les plus anciennes présentent des similarités frappantes avec celles de Mleiha, ville d'Arabie du Sud, avec leurs façades décorées de deux bandeaux de merlons à degrés superposés (motifs en escaliers) et de demi-merlons d’angle. Selon l'archéologue du CNRS Michel Mouton, cette analogie suggère que les Nabatéens sont originaires de la péninsule arabique, vers le IVe siècle avant notre ère mais à Pétra, ces monolithes abritent des chambres funéraires tandis qu'en Arabie, ce sont des blocs pleins accompagnés d'une fosse sépulcrale souterraine.

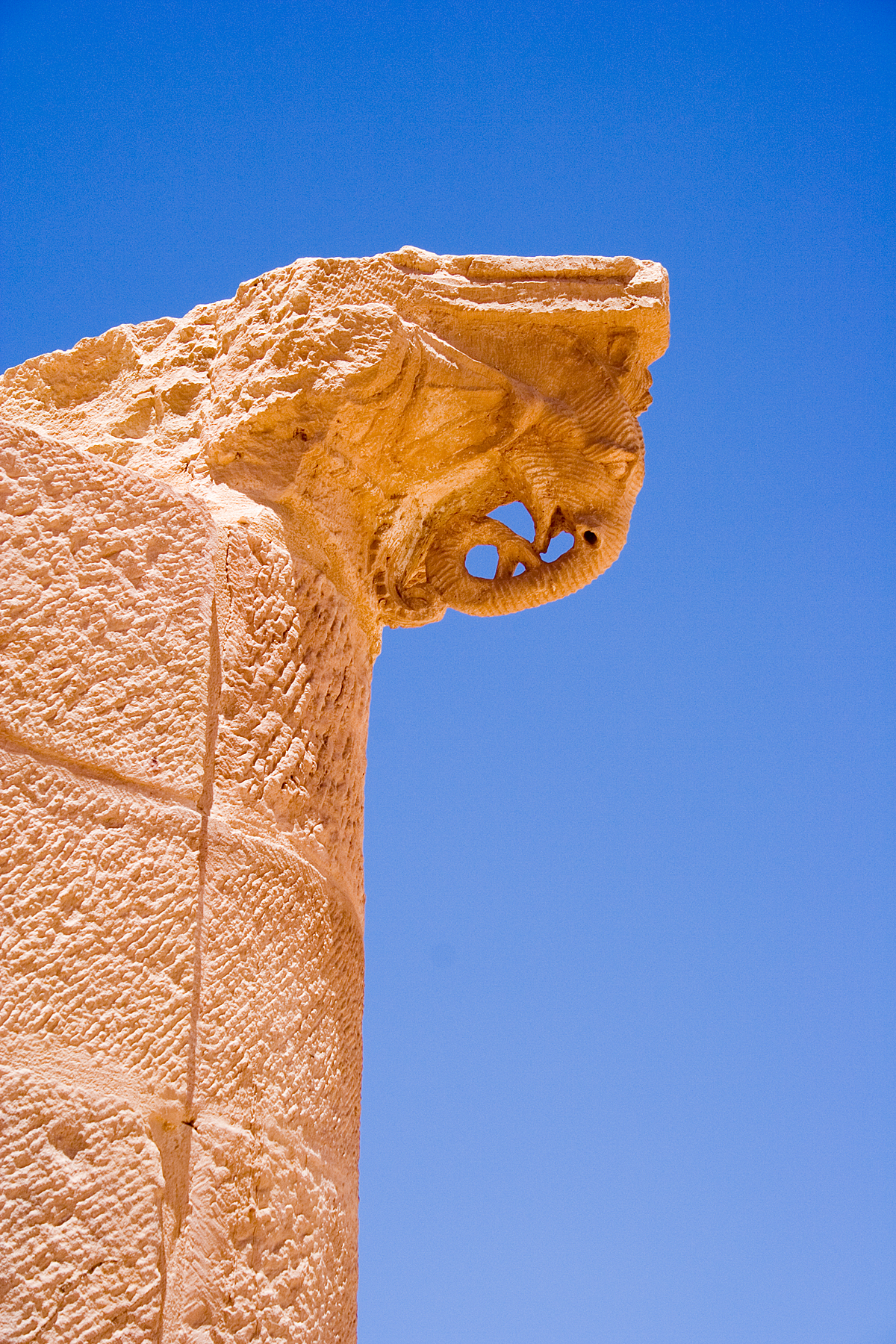
Détail de colonne avec décoration en forme de tête d'éléphant

Bien que les bâtiments publics, les monuments et les tombeaux indiquent une forte influence hellénistique et d'autres civilisations, avec leurs colonnes, péristyles et autres détails étrangers, les espaces privés, où les Nabatéens dorment, mangent et travaillent, sont plutôt de style arabe. Souvent dépourvus de fenêtres, ils donnent sur de petites cours intérieures tranquilles, comme c'est encore le cas au Moyen-Orient. Les toits des habitations basses (d'un ou deux étages), sont plats et sans tuiles et tous sauf les riches, qui préféraient les mosaïques, ont des sols dallés. Il y a souvent des bancs en pierre où s'asseoir pendant les repas, mais le reste des meubles semble avoir été en bois, car on n'en trouve pratiquement pas de traces. Les cuisines sont situées dans un bâtiment éloigné de l'habitation principale afin de minimiser le risque d'incendie, comme c'est encore le cas dans beaucoup de pays. On a pu parler de « baroque arabe » pour les grands monuments nabatéens de Pétra, par combinaison de styles (encadrement de porte romain, colonnes à chapiteaux à cornes typiquement nabatéens, gorge égyptienne surmontée de merlons, etc.) et empilement des niveaux.
Les habitants de Pétra construisent également beaucoup de colonnes, les utilisant à l'extérieur et à l'intérieur de leurs bâtiments. À l'extérieur, elles servent à séparer les cours intérieures et d'autres structures et, à l'intérieur, à décorer et à séparer les différentes pièces. Lors de l'occupation romaine, les Romains construisent une rue rectiligne, bordée de portiques à colonnes, vers le marché de la ville ; auparavant toutes les rues suivaient les contours de la vallée, la rue principale suivant le cours du Sîq.
La plupart des bâtiments de Pétra ne sont pas construits sur un quadrillage de voies, mais sur les terrasses naturelles le long des parois des vallées, ou creusées à même la roche. Les quartiers sont centrés sur les sources et ont pu avoir pour origine de simples camps tribaux. À ez-Zantur, un quartier au-dessus de la voie romaine, on trouve des traces d'une habitation en pierre du Ier siècle av. J.-C. ; sur le même emplacement on trouve une riche villa construite au Ier siècle.
Les architectes planifient leurs œuvres en sculptant des plans sur la roche à des hauteurs allant jusqu’à 30 mètres. Ils pouvaient construire une façade de deux manières : de haut en bas avec une seule équipe, ou avec deux équipes travaillant simultanément, une partant du haut et une autre du bas. Quand ils construisaient de haut en bas, ils utilisaient en général une plateforme taillée à même la roche ; quand une section était finie, ils détruisaient le niveau supérieur pour faire une plateforme plus basse. Les ouvriers utilisaient les fissures préexistantes dans la roche pour faciliter l'excavation ; quand ce n'était pas possible, on devait creuser un trou dans la roche et y insérer du bois, qui, une fois mouillé, gonflait et exerçait une pression intense sur la roche environnante, la brisant.
Aux endroits considérés comme sacrés, les Nabatéens mettent des pierres levées appelées « bétyles », littéralement « demeures divines ». Elles servent à signaler la présence d'un dieu.
Jusqu'en 1896, l'entrée du Sîq est surmontée d'une grande arche d'une hauteur de 16 m. Elle est détruite par les ravages de l'érosion, des tremblements de terre et des crues. Il n'en reste aujourd'hui que des traces sur un côté du canyon et sa forme est connue grâce à de nombreux croquis et notes des premiers explorateurs de la cité. Tout au long des murs on trouve de petites niches contenant des sculptures de dieux,.
Une muraille, dont il ne reste que peu de traces, protégeait Pétra et sa vallée d'attaques ennemies.
La bonne conservation relative des monuments vient du fait que, par tradition, les habitants des villages voisins « entretenaient » la cité et ce jusqu'aux environs du XIXe siècle.

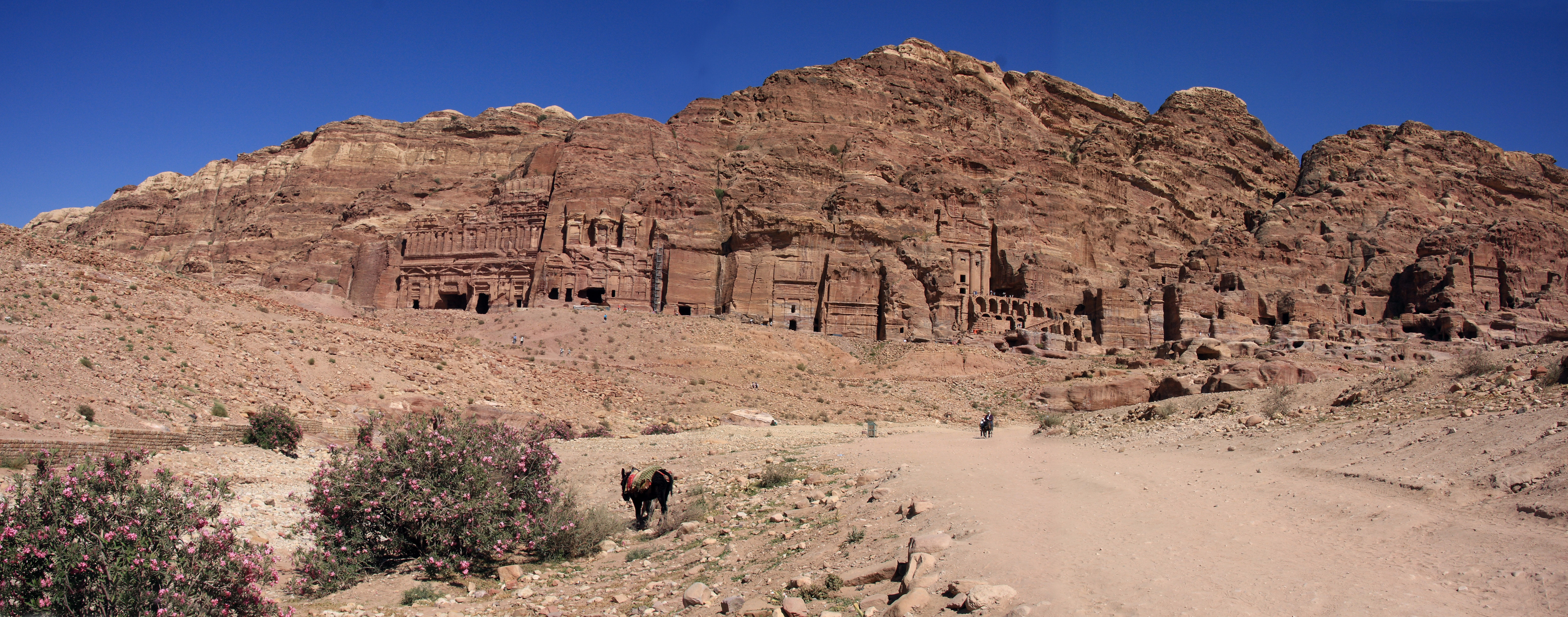
Panorama sur un ensemble de tombes

### Principaux monuments
On trouve autour de Pétra des tombeaux, des sanctuaires et des oratoires creusés à même la roche et qui présentent des façades de type hellénistique dont la célèbre Khazneh et le Deir. Beaucoup sont construits pendant le règne du roi Arétas IV (de l'an 9 av. J.-C. à l'an 40). Rien que pour l'aspect religieux, le site de Pétra comptait, en 1998, environ 680 monuments cultuels,. Mais il y a aussi d'autres types de monuments comme un théâtre romain et vingt rochers appelés les « djinns », qui représentaient peut-être des dieux veillant sur la ville.

#### Khazneh
Photographiée des milliers de fois à partir de la sortie du Sîq et décrite par Jean Louis Burckhardt comme « l'un des plus élégants vestiges de l'Antiquité existant en Syrie », la Khazneh est le monument le plus connu de Pétra. Taillée dans le grès, à l'architecture composite influencée par l'art d'Alexandrie, avec notamment un chapiteau corinthien, un péristyle pourvu de deux chambres latérales et, à l'étage, une rotonde décorée d'une Isis-Tyché tenant une corne d'abondance, c'est, sans aucun doute, la sépulture d'un roi ou d'une reine. Sa date de construction — probablement autour du Ier siècle av. J.-C. — est cependant encore discutée.

La Khazneh
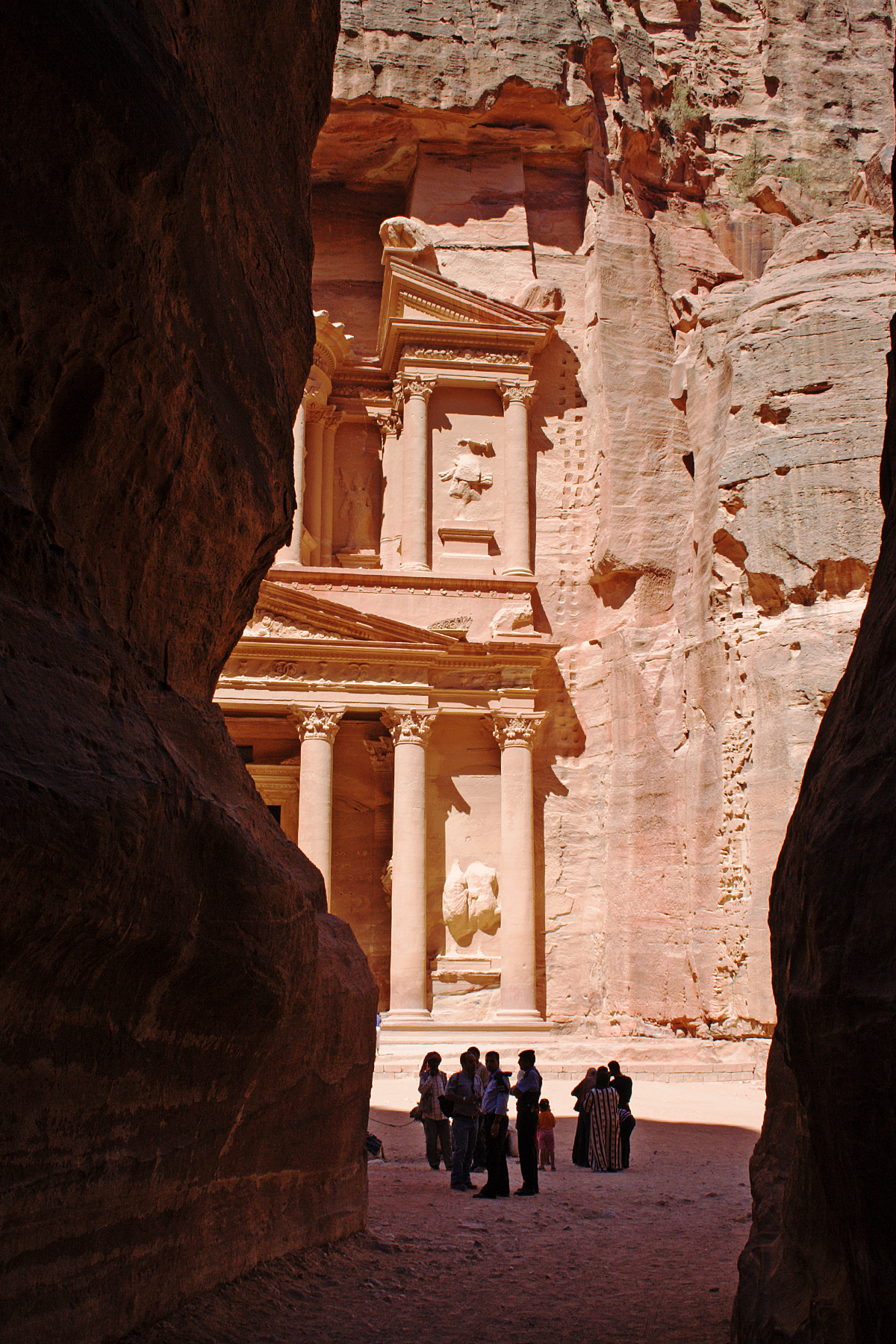
La Khazneh est le monument « le plus célèbre » de Pétra[90].
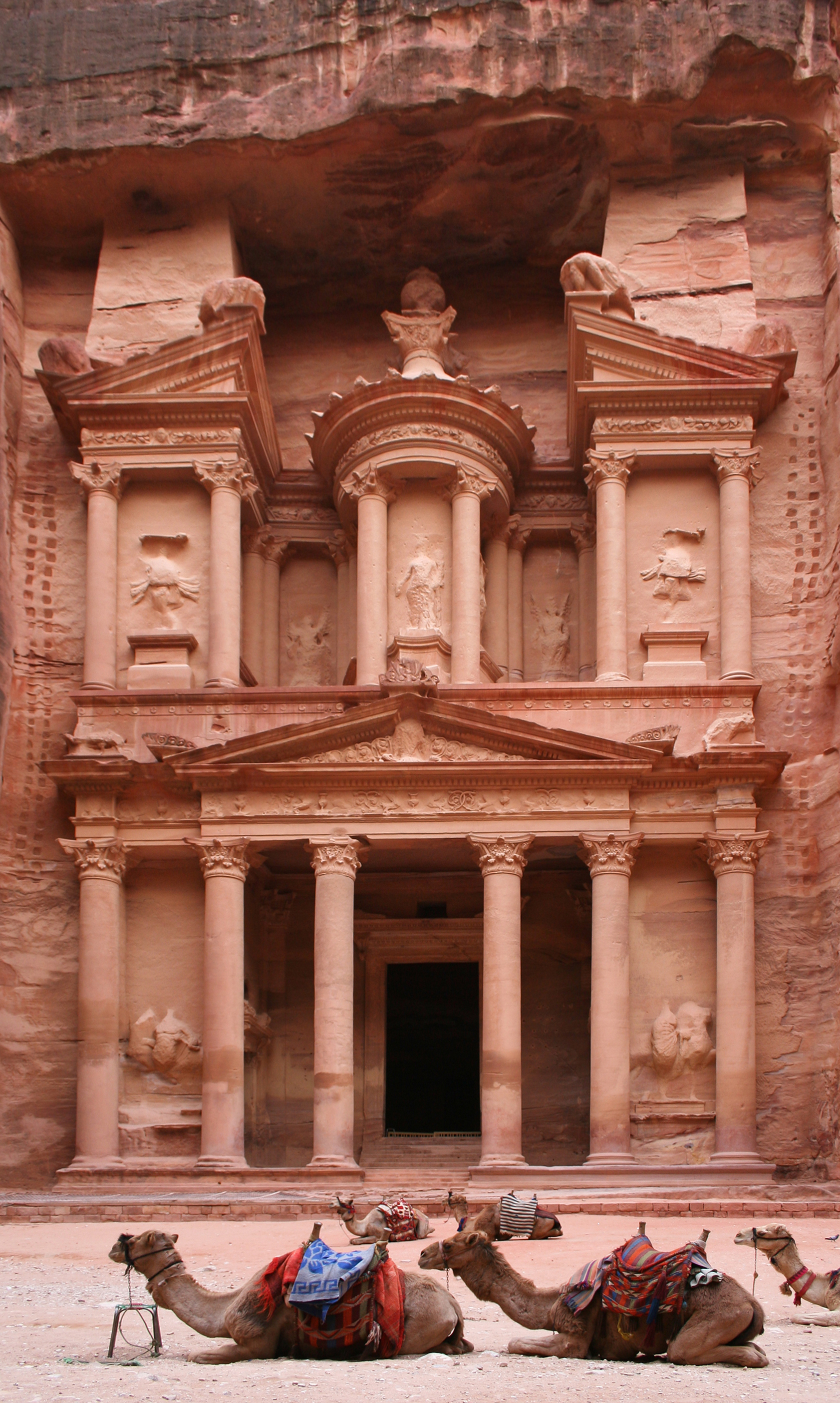
La Khazneh ensoleillée.
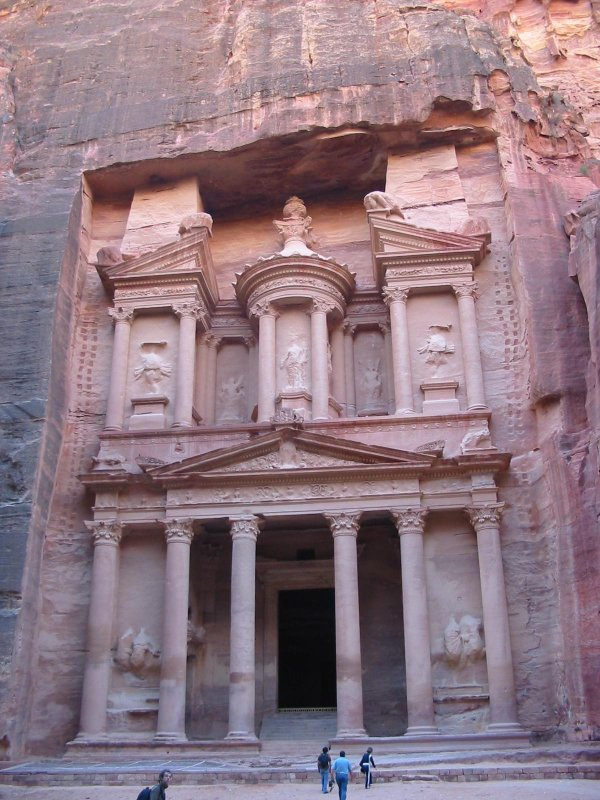
La Khazneh à l'ombre.
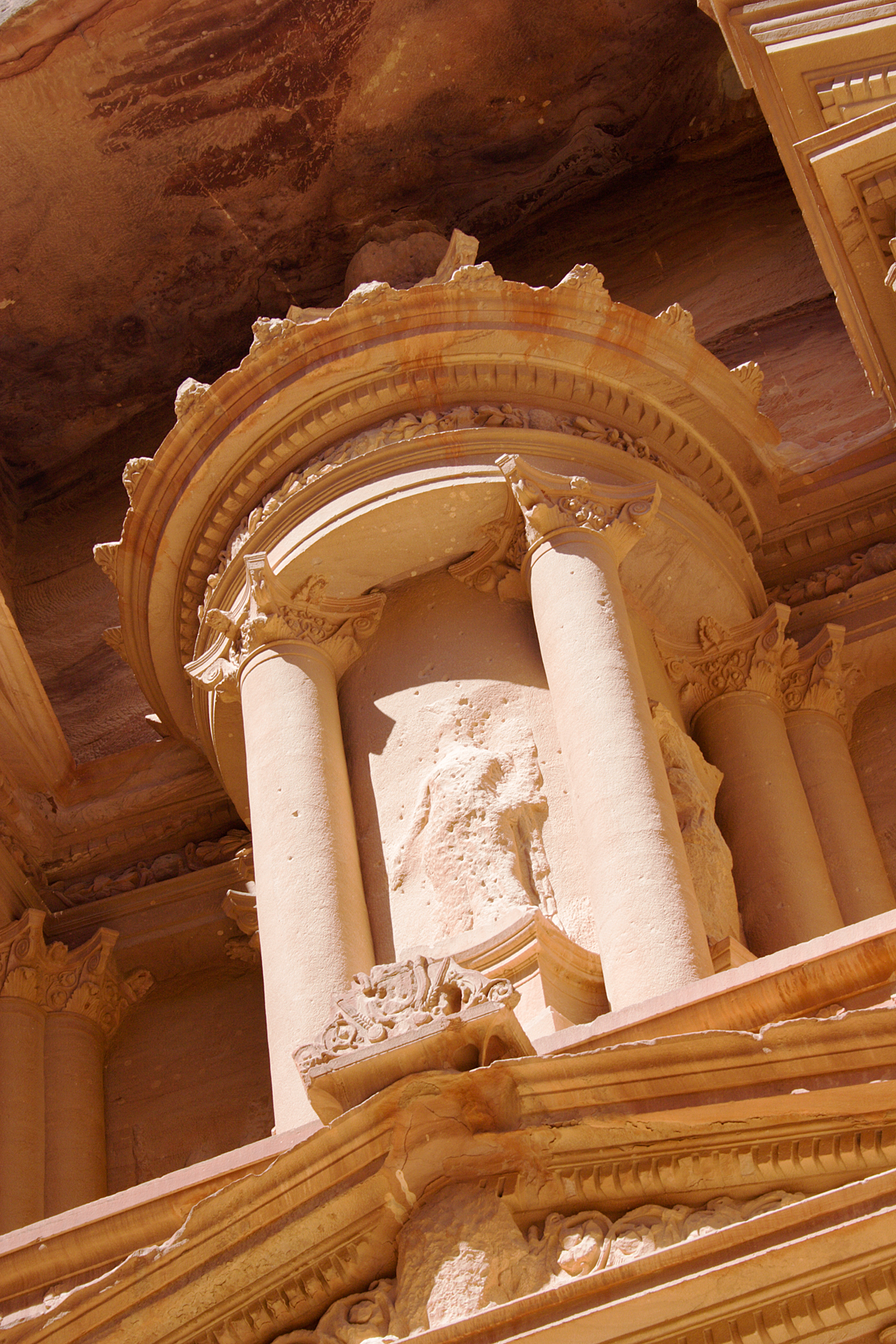
Gros plan sur l'urne de la Khazneh.

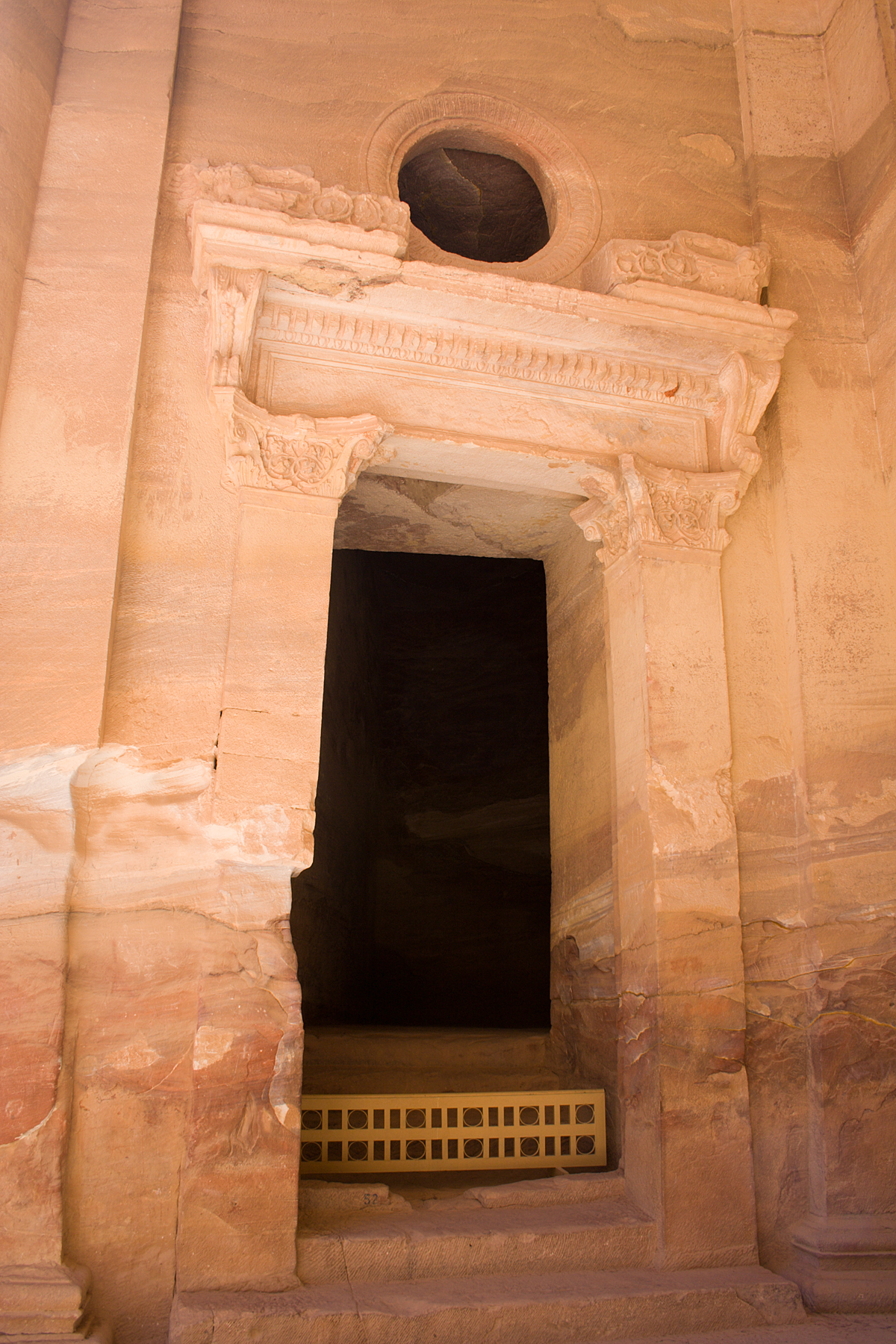
Une des deux antichambres du monument.
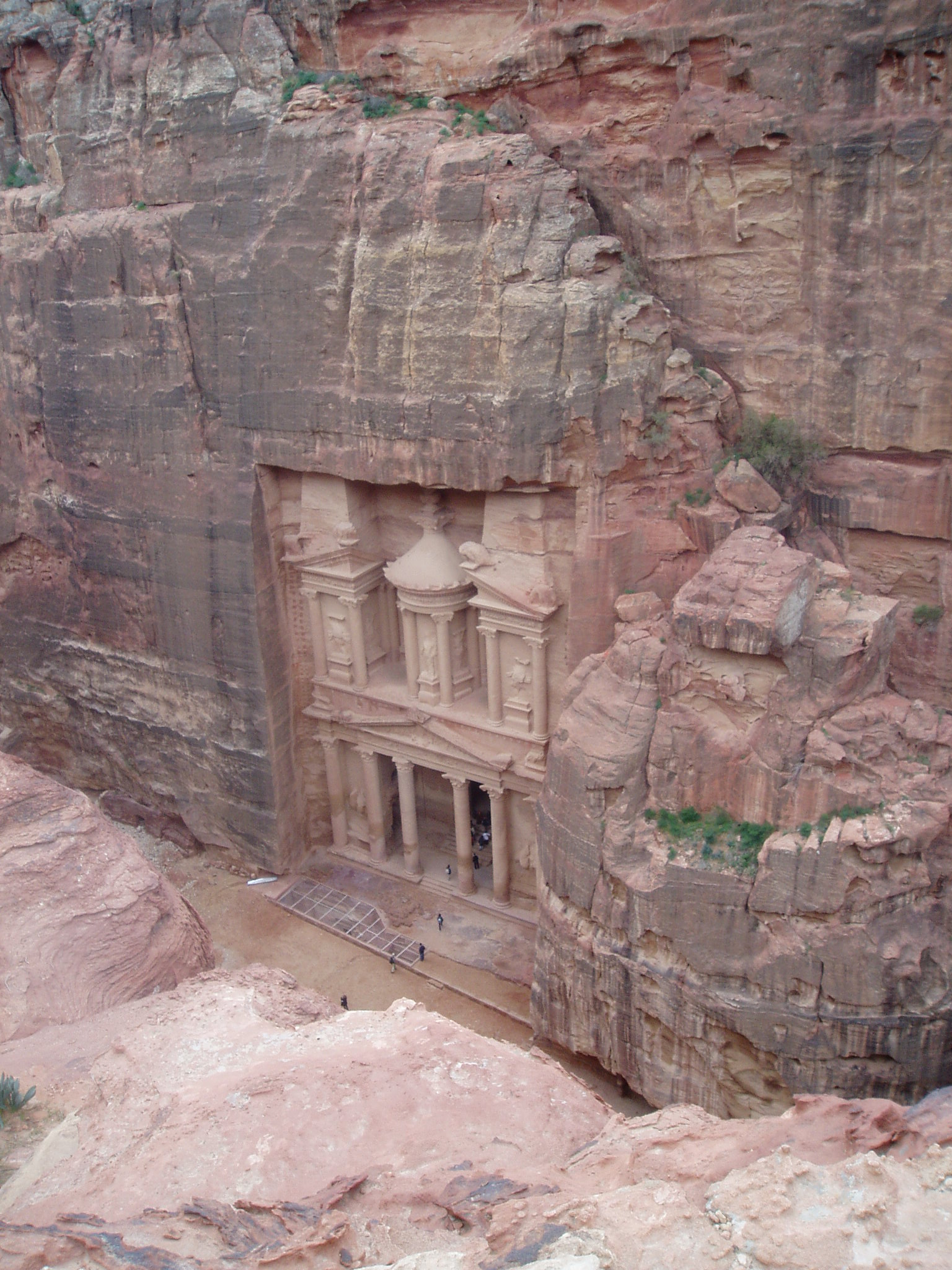
La Khazneh vue depuis le Djebel Khubtha.
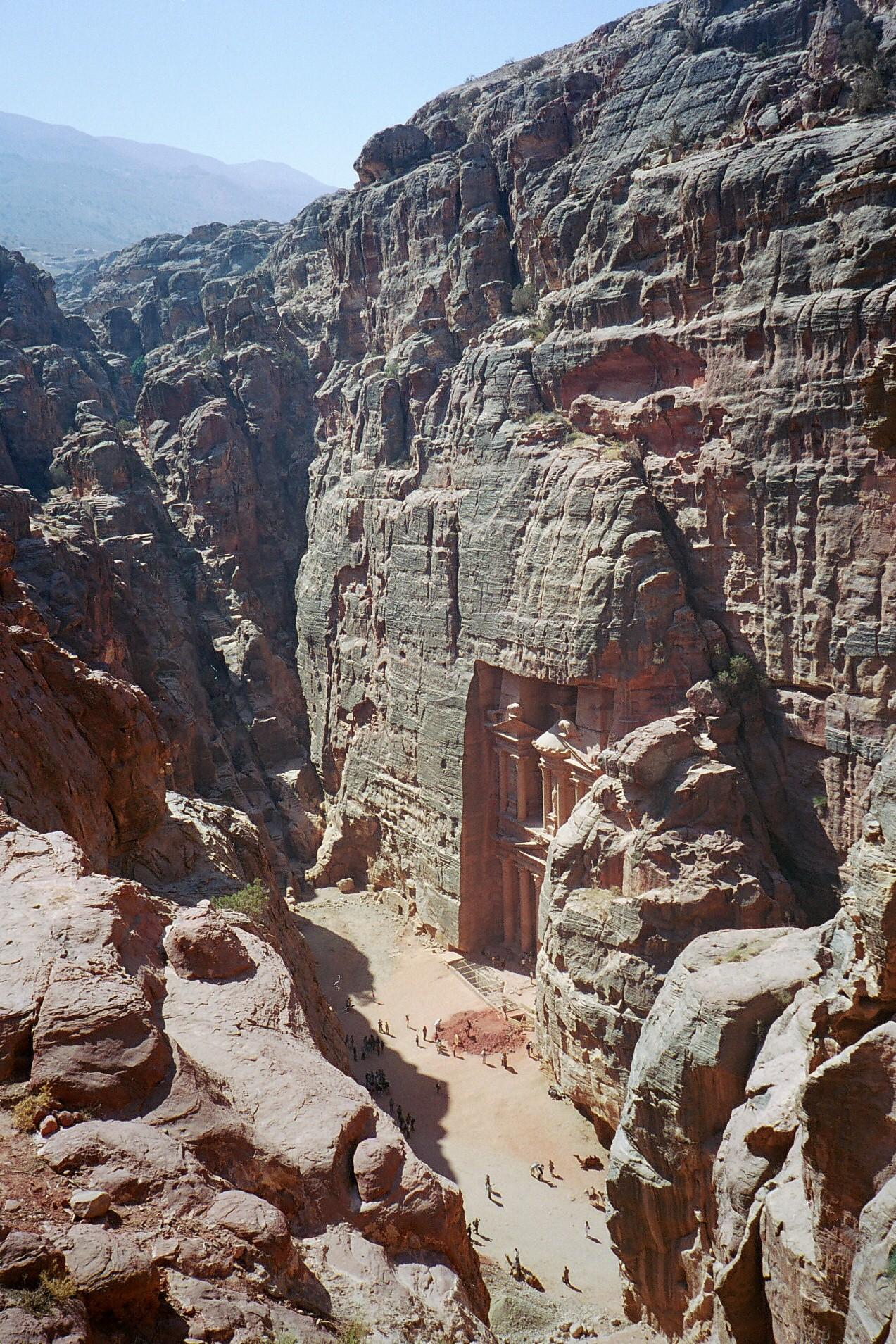
La Khazneh vue depuis le Djebel Khubtha.

#### Deir
Le Deir est un monument de 45 mètres de largeur et 42 mètres de hauteur qui se trouve sur un plateau situé à quelque 45 minutes de marche du centre de la ville. Construit entre les années 40 et 70 de notre ère, au bout d'une voie processionnelle qui passe par d'autres sanctuaires, il s'agit probablement d'un oratoire où se réunissaient prieurs, adorateurs mais aussi les membres d'un thiase — pour lequel est gravé, à quelques mètres de là, le texte de fondation — ou d'un culte à mystères dédié au roi divinisé Obodas Ier,. Au IVe siècle, l'édifice est utilisé par les chrétiens comme monastère, ce qu'il lui vaut son nom : « el Deir » qui veut dire « le monastère ».

Le Deir
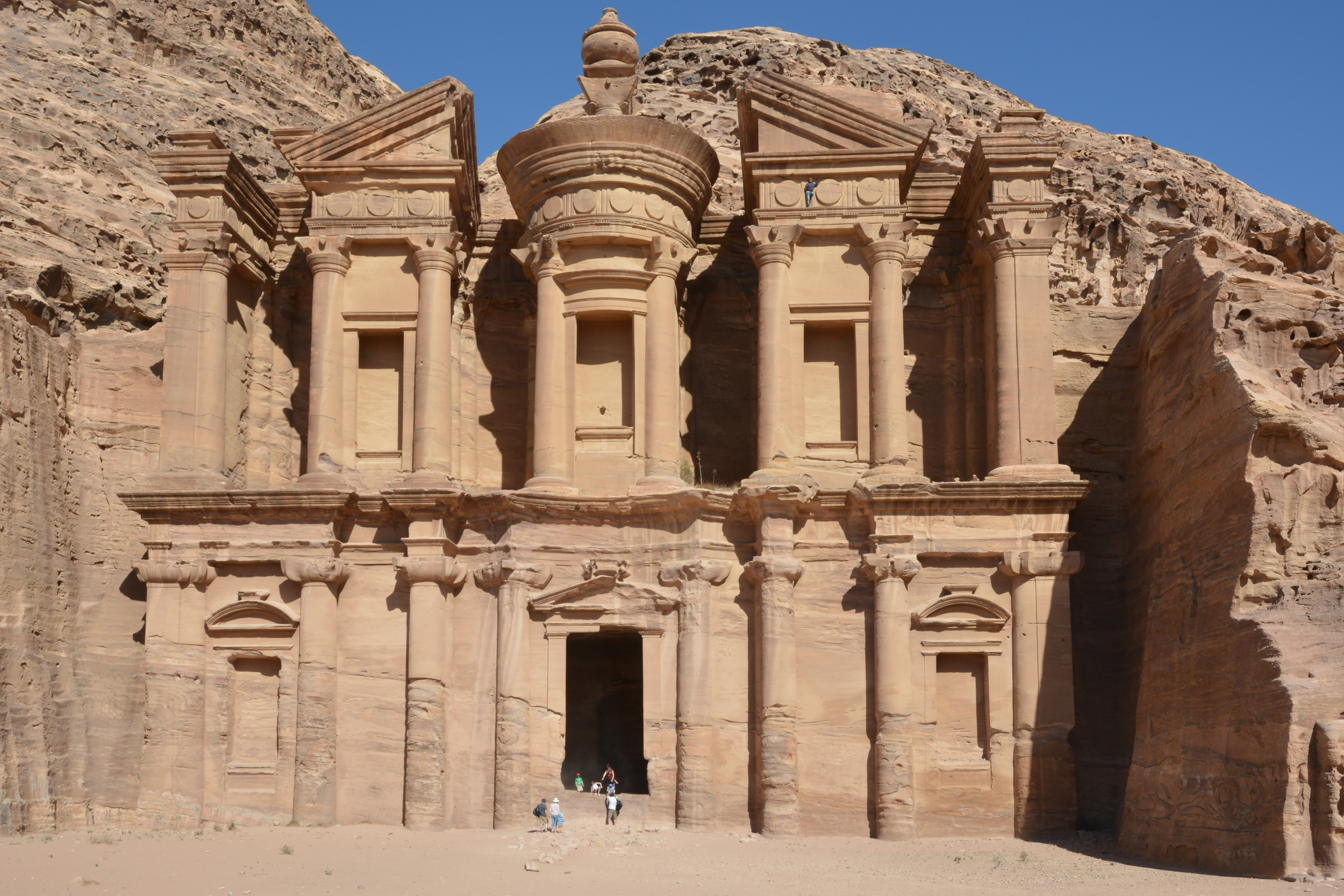
La façade du Deir est haute de 45 m.
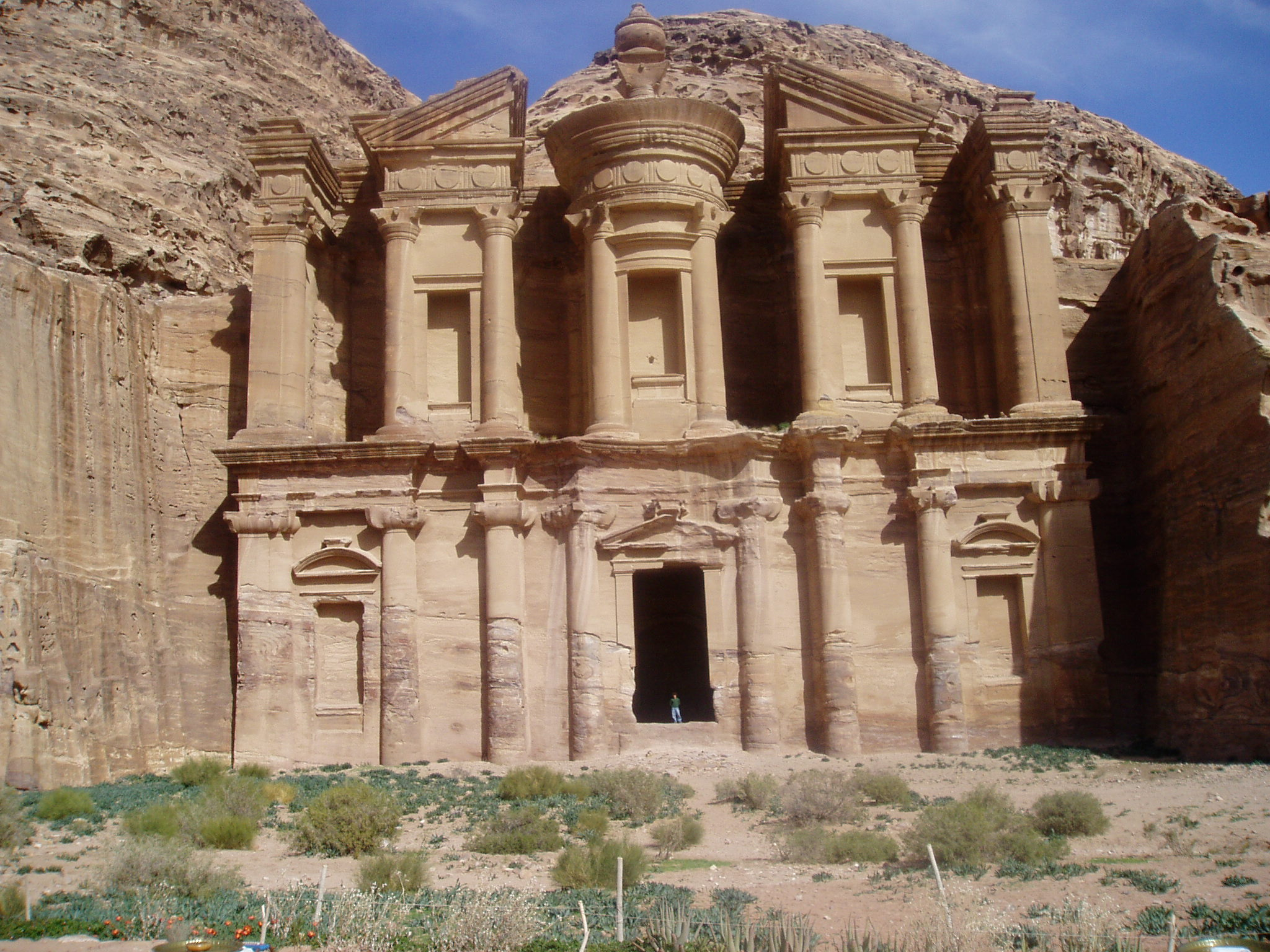
Une personne se trouve sur le seuil et permet de comparer la taille.
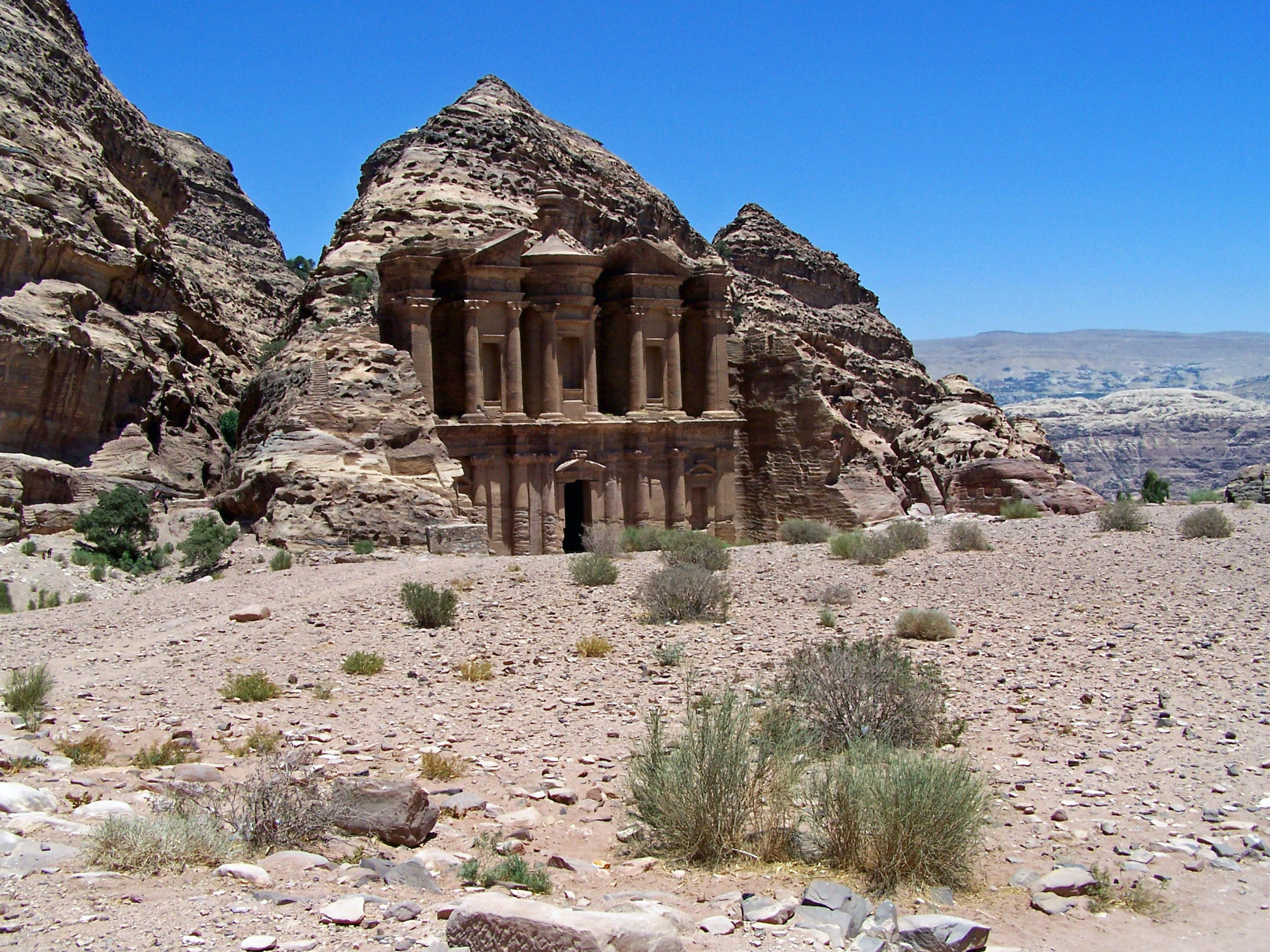
L'esplanade du Deir.

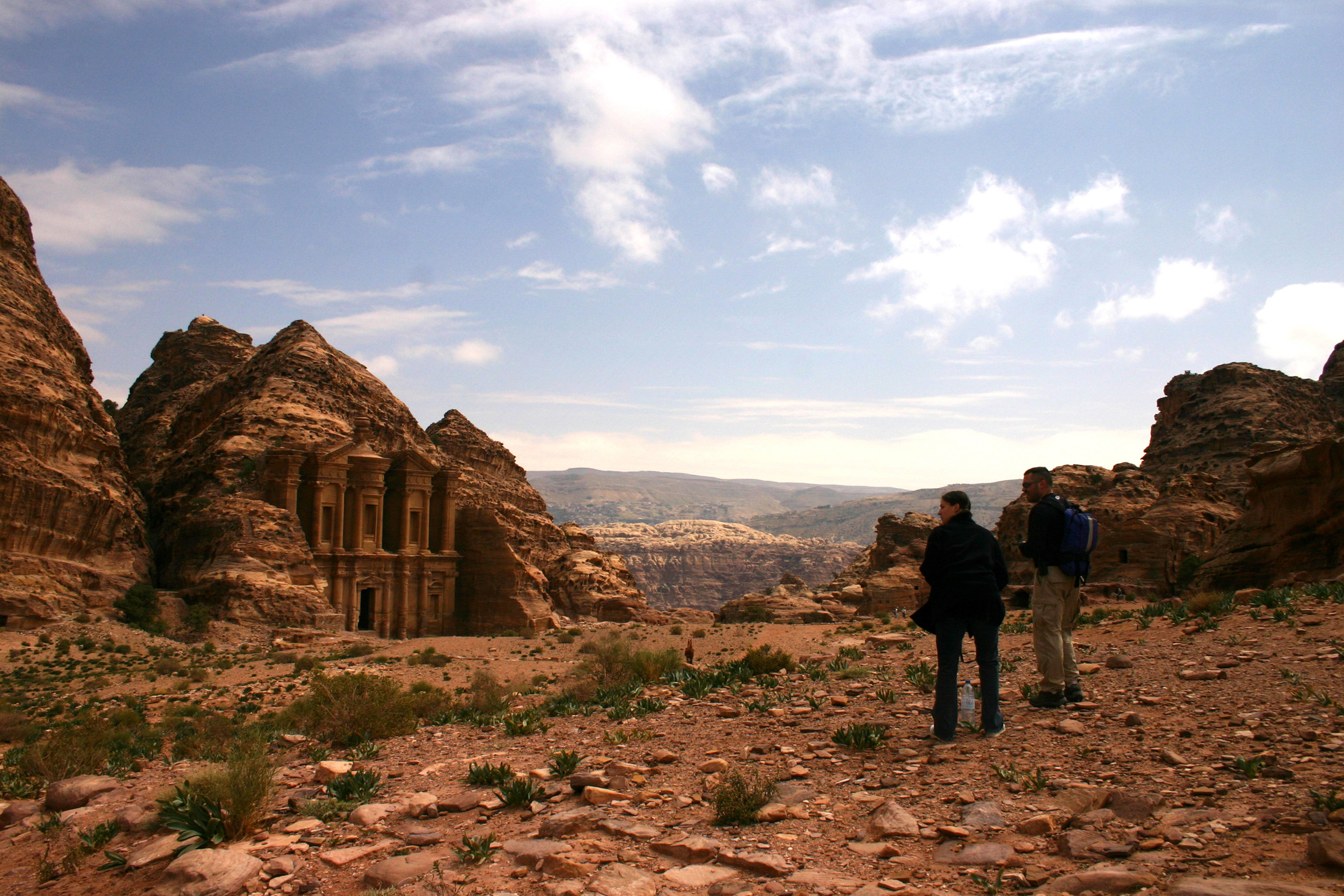
Le Deir et son esplanade.
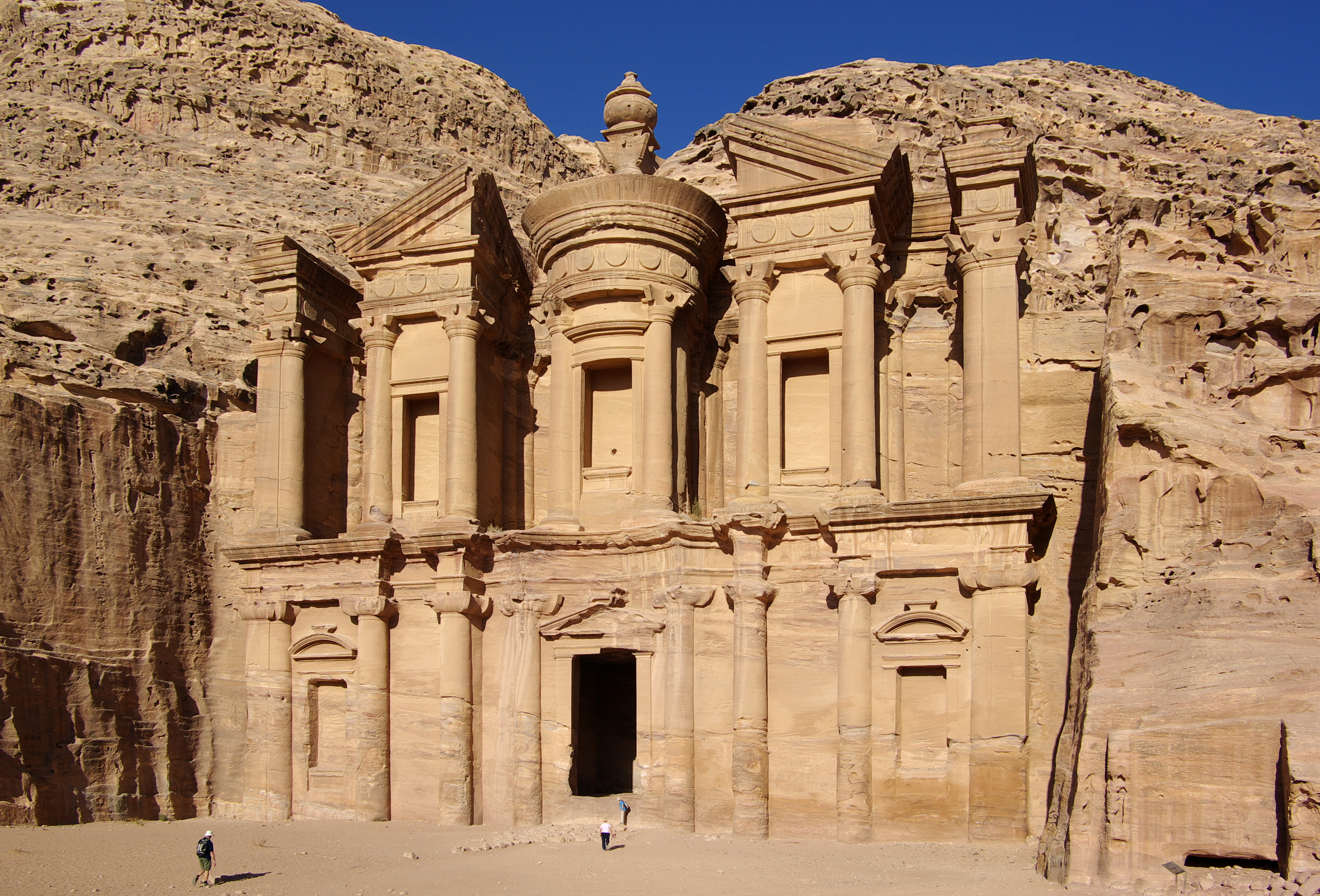
Le Deir
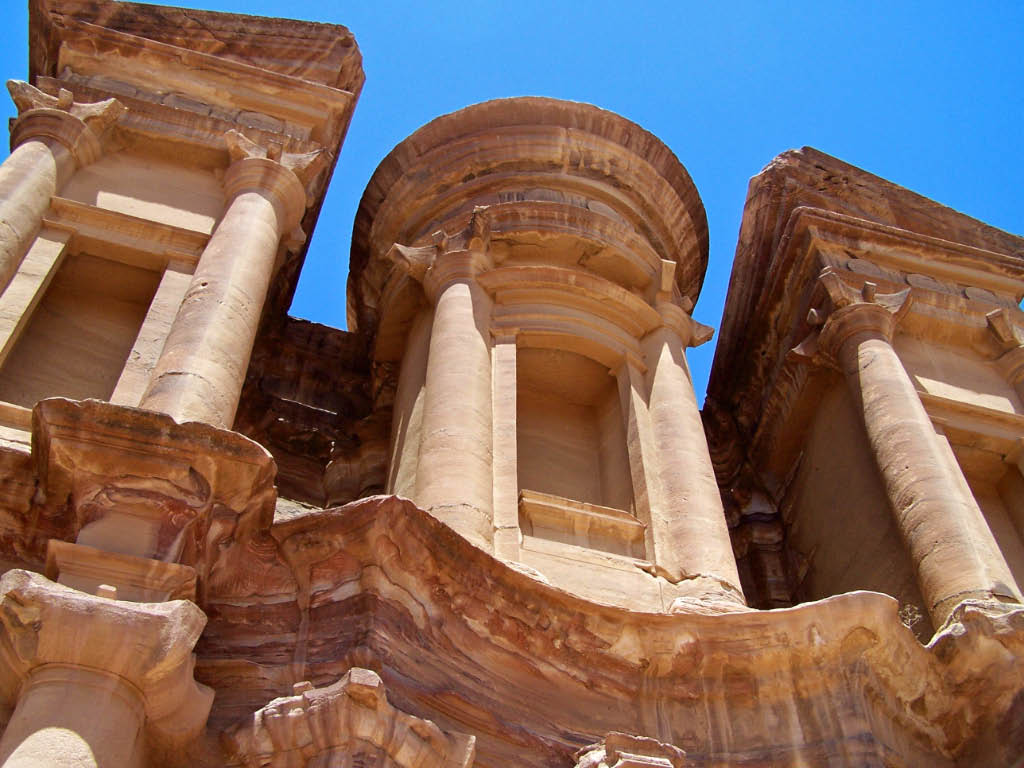
Gros plan sur la façade.

#### Temple de Qasr al-Bint
Avec ses 23 mètres de haut, le temple de Qasr al-Bint est un des principaux temples de la cité. Il se trouve au bout d'une large esplanade pavée qui se termine par une longue colonnade. Centre d'un important secteur monumental, c'est une des rares structures construites plutôt que creusées dans la roche. Embelli à l'époque romaine, c'est un bâtiment construit de grès et recouvert de stuc. Malgré ses poutres de genévrier disposées en un dispositif anti-sismique, le temple de Qasr al-Bint a connu une destruction partielle lors d'un tremblement de terre. Au fond du temple une statue de l'idole de Susarés — dont la naissance était célébrée le 6 janvier — était supportée par une plate-forme accessible par deux d'escaliers. D'autres divinités étaient également célébrées dans ce temple.
Des fouilles effectuées au XXIe siècle démontrent que le Qasr al-Bint ne reprèsente qu'une faible partie de l'espace sacré de Pétra. Les restes d'un autre temple, sans doute tombé dans un tremblement de terre, ont été découverts sous l'édifice.

#### Temple des Lions ailés
La déesse Al-Uzza était vénérée non loin de là par les habitants de Pétra, dans le temple des Lions ailés. Ce temple construit par les Nabatéens au cours du Ier siècle est un grand complexe muni d'un long escalier montant, d'une grande entrée flanquée de colonnes, et d'une salle de culte intérieure avec un podium surélevé. Le temple doit son nom aux sculptures à motif de lions qui couronnent les chapiteaux corinthiens des colonnes qui entouraient l'édifice. Dans le foyer du temple, au sommet du podium reposait probablement une statue de la déesse al-Uzza. Les prêtres et les dévots se disposaient probablement autour de la statue afin de prier la déesse. Des motifs floraux et figuratifs, ornaient les murs et de petites niches entouraient le podium dans lesquelles étaient sans doute placées des offrandes ou des idoles. Prospère jusqu'à la période romaine, le temple des Lions ailés est détruit et cesse d'être utilisé à la suite du tremblement de terre qui frappe Pétra en 363.

#### Théâtre romain
Construit au Ier siècle, un théâtre nabatéen suivant le modèle romain, taillé dans la roche, pouvait accueillir de 3 000 à 8 500 personnes, selon les sources, (30° 19,5′ N, 35° 26,82′ E). C'était un mélange de roche taillée et de maçonnerie ; il avait un orchestre semi-circulaire et des gradins en trois niveaux superposés en forme de lune croissante. Déjà mentionné par Jean Louis Burckhardt en 1830, le théâtre est exhumé en 1961 par une équipe d'archéologues américains autour de P.C. Hammond en collaboration avec le Département des Antiquités de Jordanie.

Le Théâtre romain
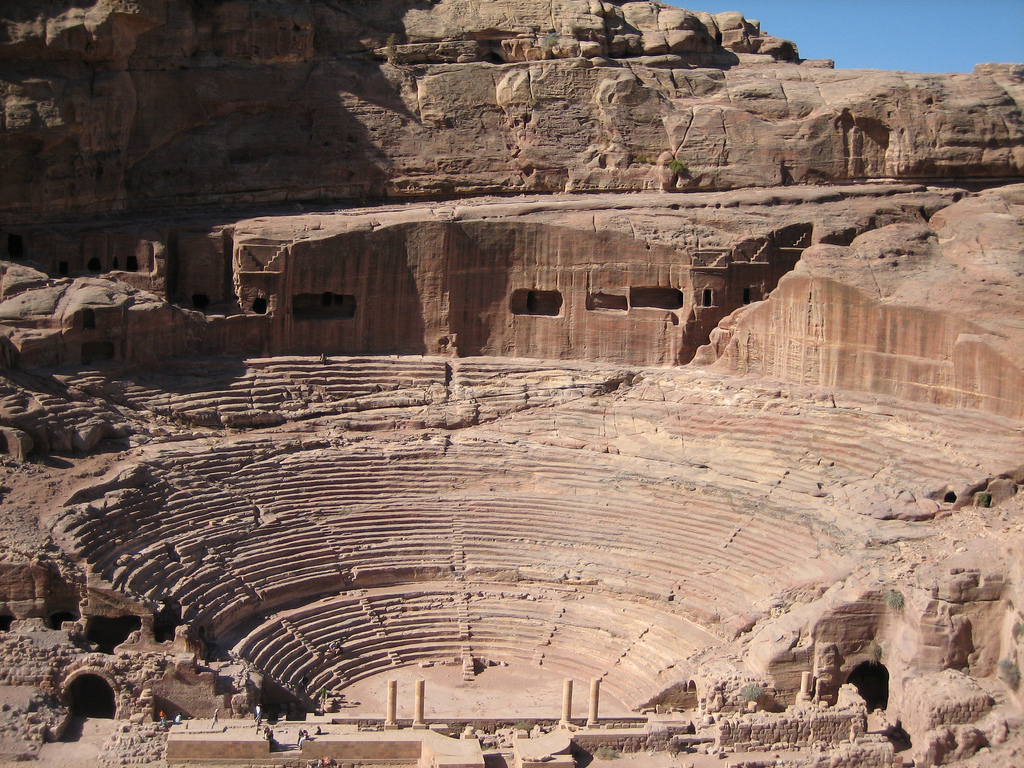
Le Théâtre romain vu de face. Le mur de la scène a été détruit.
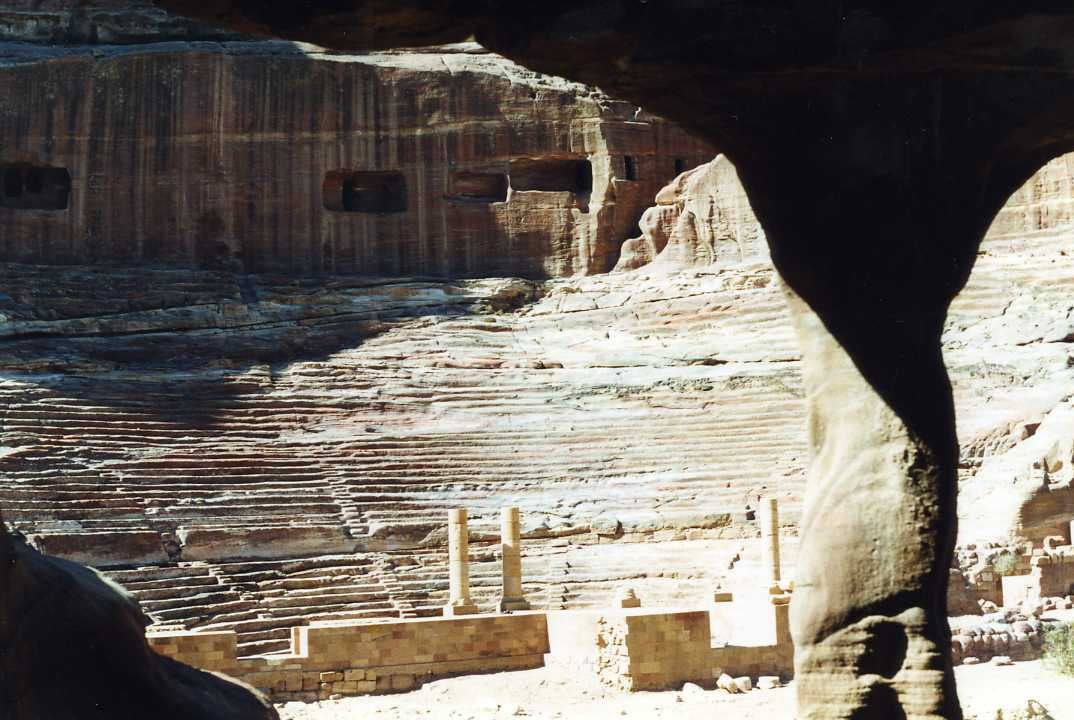
Le Théâtre photographié depuis la voie centrale de Pétra.
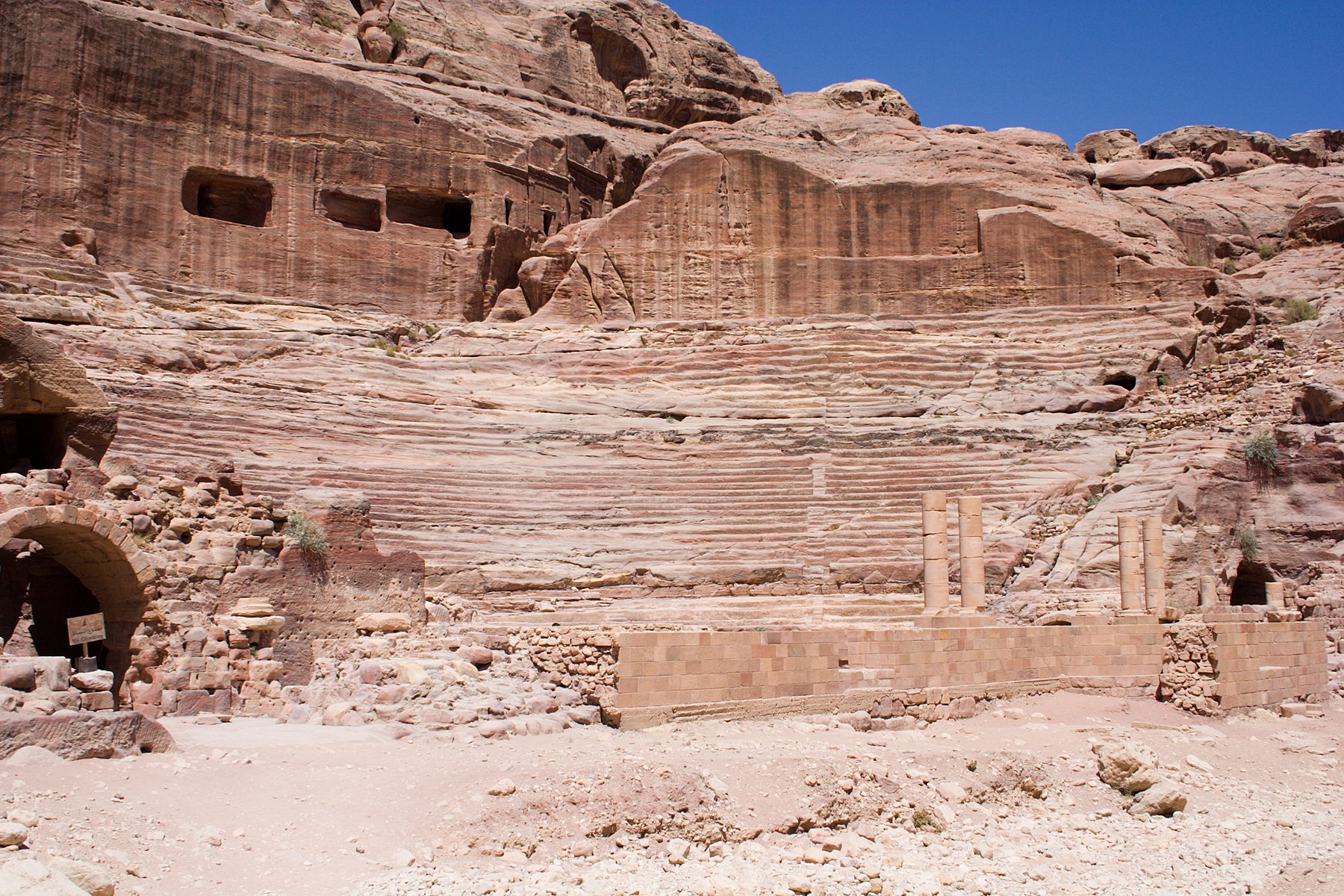
Les tombes découvertes lors de fouilles sont visibles.

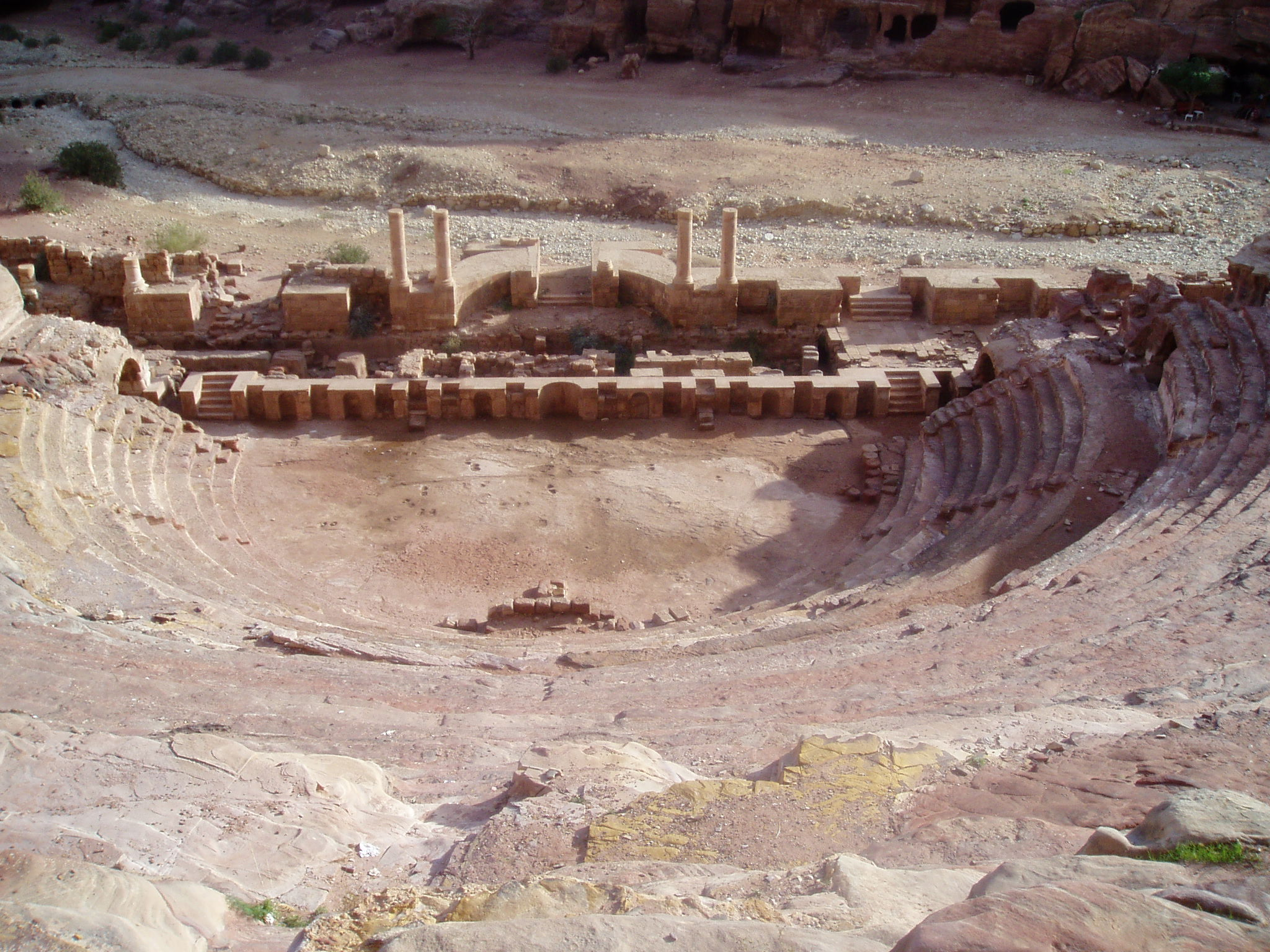
Le Théâtre depuis les gradins.
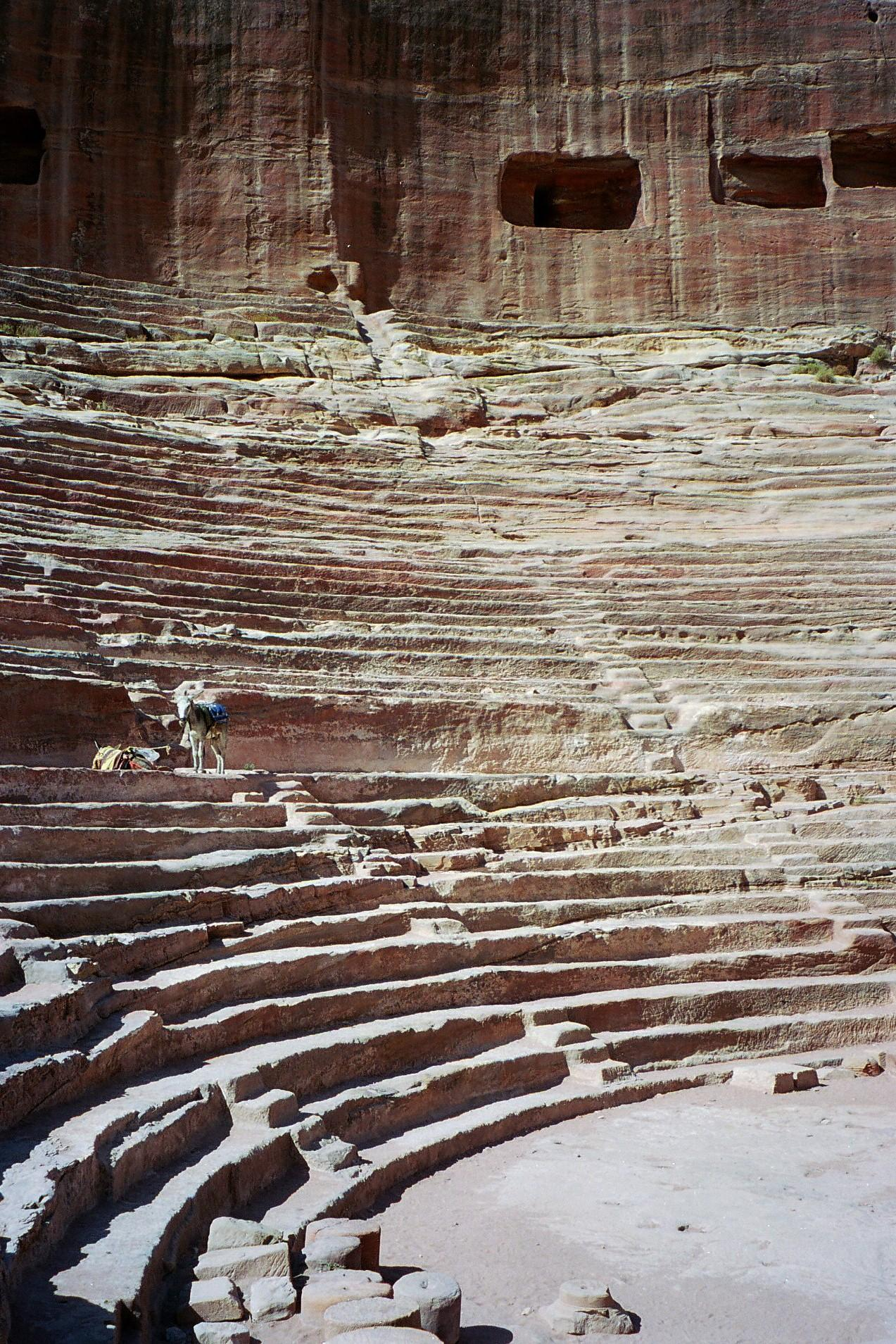
Âne solitaire sur les gradins du Théâtre.

#### Église byzantine
Pendant la domination byzantine, on construit de grandes églises fastueusement décorées de pierres venant de la Grèce, d'Égypte, et d'autres terres lointaines. On utilise souvent du marbre et du granit des anciens temples nabatéens et romains. L'église byzantine, découverte en 1990, a été bâtie au Ve siècle ; elle se trouve au nord de la rue à colonnades (30° 19,845′ N, 35° 26,68′ E). À l'époque, elle était décorée de mosaïques et de tesseras en verre et en pierre, parfois recouvertes de feuille d'or. Son style était plutôt gréco-romain avec des détails inspirés de Pétra et de ses environs, ses plantes et ses animaux. L'église est victime d'un incendie à la fin du Ve siècle qui détruit le marbre (éparpillé en plus de 4 000 fragments retrouvés par les archéologues), et abîme plus de 140 papyri gardés dans une chambre connexe par une famille aisée.

#### Complexe de la «Tombe du soldat»
Le complexe de la Tombe du soldat se trouve dans le Wadi al-Farasah et fait l'objet de fouilles régulières, depuis 2000, dans le cadre du projet international de recherche Wadi Farasa Project.
Il comprend plusieurs éléments situés sur la « terrasse inférieure » tels que la « Tombe du soldat », le « triclinium coloré » et des aménagements hydrauliques. Les contraintes d'usage des divers édifices amènent les chercheurs à s'interroger sur le rattachement à cet ensemble de la maison à péristyle dite « Temple du jardin » et de la citerne, toutes deux associées et situées juste au sud, sur la « terrasse supérieure ».
Dans son état du dernier quart du Ier siècle, soit quelques années avant la conquête romaine, il forme un ensemble funéraire comprenant un tombeau (la Tombe du soldat) et une salle de banquet. Ceux-ci sont creusés dans le grès, de part et d'autre du wadi, et reliés par un péristyle ; au nord, un porche et plusieurs autres bâtiments ferment ce complexe. Certains d'entre eux disposant d'un dispositif de chauffage, comme en témoignent des vestiges d'hypocauste, les chercheurs s'interrogent sur la présence éventuelle d'un habitat, peu commune en contexte funéraire dans le monde méditerranéen antique.

## Recherches archéologiques

### Un voyageur déguisé

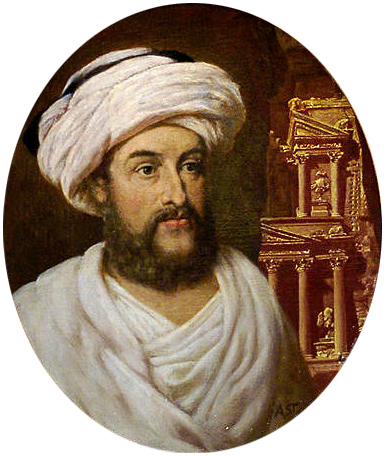
Jean Louis Burckhardt.

Pétra est révélée au monde occidental en 1812 par Jean Louis Burckhardt, un voyageur suisse déguisé en Arabe, qui se fait appeler Cheikh Ibrahim. Il suit la route reliant Damas à l'Égypte et qui passe par la Jordanie. Il a entendu dire qu'à proximité du village de Wadi Moussa se trouvait, au milieu d'une forteresse naturelle, des vestiges extraordinaires. Dans cette région qui appartenait alors à l'Empire ottoman, on se méfie des personnes curieuses d'antiquités considérées comme « œuvres des Infidèles » ; car à cette époque la situation politique et religieuse est tendue. Burckhardt se présente alors comme un pèlerin souhaitant sacrifier une chèvre au prophète Aaron dont le tombeau, construit au XIIIe siècle, est censé se trouver au-delà des ruines, au sommet du djebel Haroun. Accompagné par son guide, il traverse la ville antique le 22 août 1812 sans pouvoir un seul instant s'arrêter pour prendre des notes ou dessiner, mais conscient de l'importance de tels vestiges et du fait que les ruines proches de Wadi Moussa sont celles de Pétra. Enthousiaste, il répand la nouvelle parmi les Occidentaux installés en Orient et en Égypte. Il fait part de ses conclusions dans son livre Travels in Syria and the Holy Land qui est édité en 1822 cinq ans après sa mort.

### Le Mythe nabatéen
La nouvelle de la découverte de Jean Louis Burckhardt se répand parmi les Européens qui résident au Levant. Ainsi, en mai 1818 (soit six ans après l'expédition de Burckhardt), l'égyptologue William John Bankes et une dizaine de personnes (dont le Drogman Giovanni Finati et les officiers de marine C. L. Irby (en) et J. Mangles (en)) se rendent de Jérusalem à Pétra et, malgré la méfiance des tribus locales, parviennent à rester quelques jours sur le site. Ils parcourent une grande partie de la ville et Bankes réussit à faire quelques croquis ; les conclusions du voyage sont rendues publiques la même année que la sortie du livre de Burckhardt, mais les croquis restent inédits jusqu’à la fin du XXe siècle.

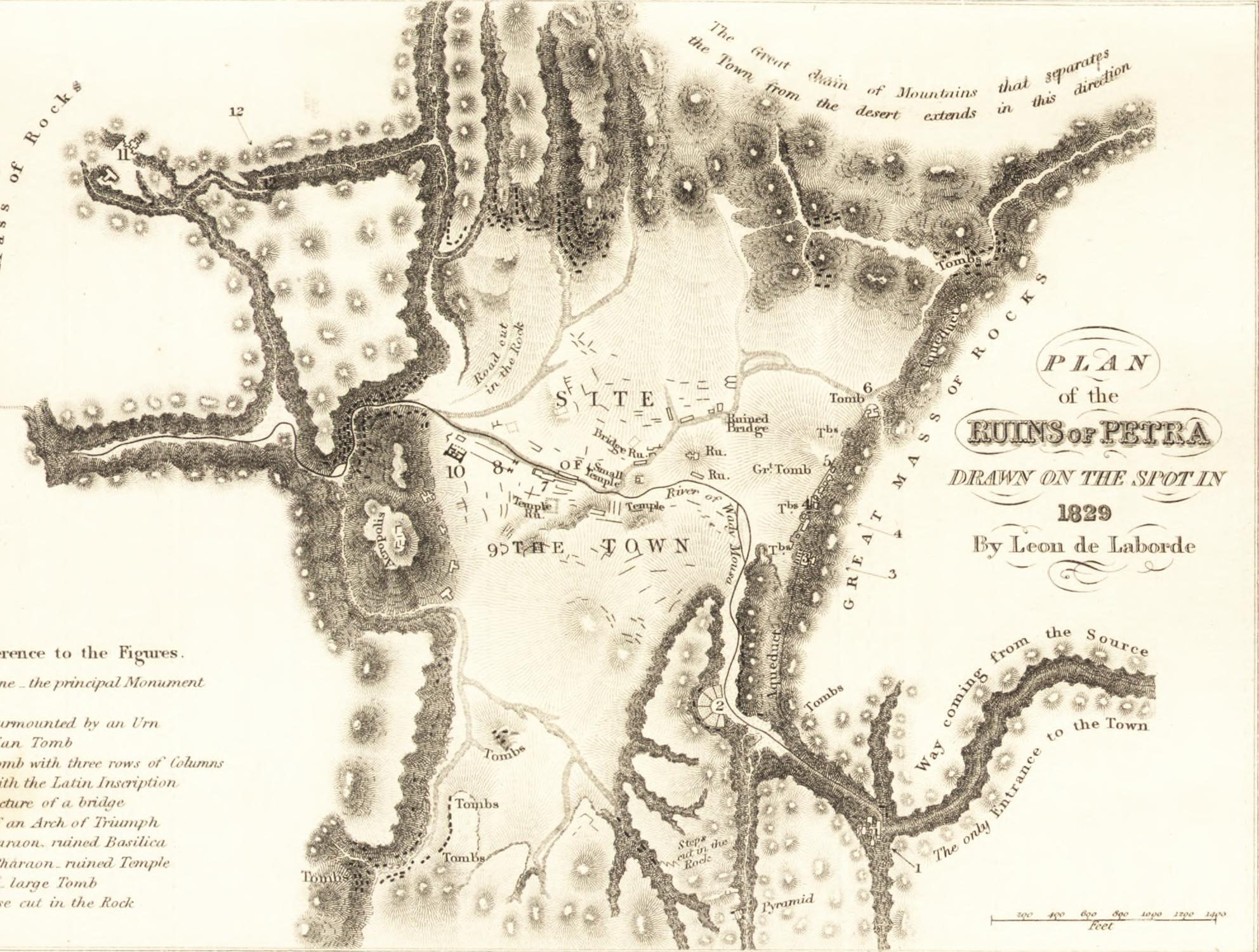
Plan de la ville de Pétra par Léon de Laborde.

En 1828, une première véritable expédition archéologique est menée par les Français Léon de Laborde et Louis Maurice Adolphe Linant de Bellefonds. Les explorateurs et les seize personnes qui les accompagnent campent près des ruines et ce, malgré la crainte de la peste qui sévit dans le village proche de Wadi Moussa. Leurs relevés nombreux et précis, établis en six journées de travail, permettent de dresser la première carte de la ville.

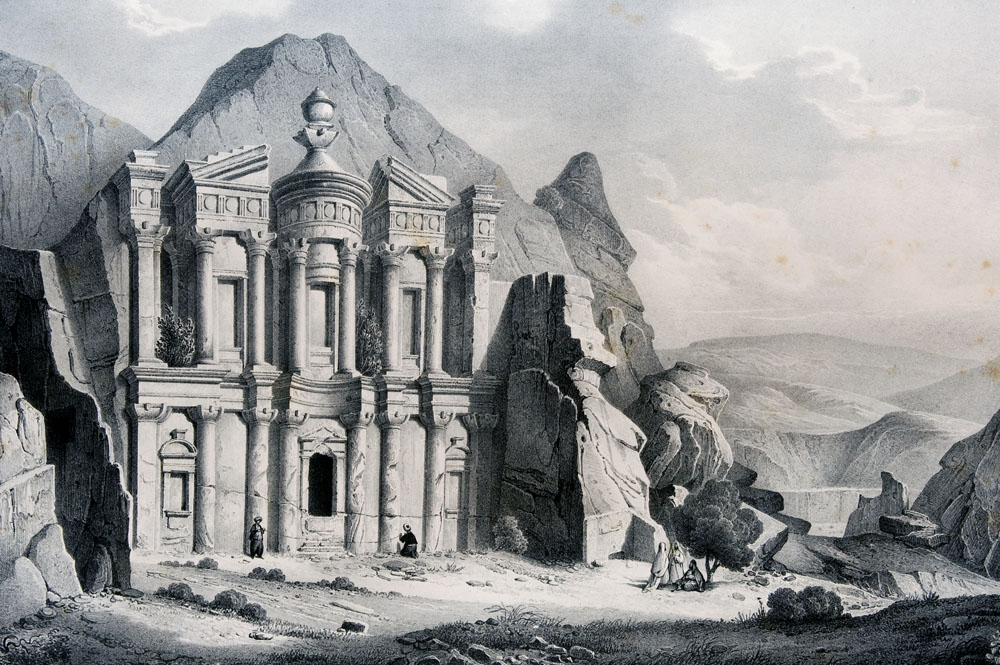
Lithographie du Deir vu par Léon de Laborde.

Ce sont les nombreux documents, gravures et dessins archéologiques réalisés par les deux archéologues français au cours de leur mission de 1828 et compilés dans le livre Voyage de l'Arabie Pétrée (1830) qui posent les bases du « Mythe nabatéen ». L'engouement suscité par le livre et les illustrations des archéologues français dépasse très vite le cercle des historiens et crée une sorte de mystère qui entoure ces Nabatéens sortis du fin fond des âges. L'orientalisme à la mode parmi les intellectuels de l'époque amène l'occident à exagérer un peu le rôle des anciens habitants de Pétra et leur donne une sorte d'aura de prestige propre à attirer l'attention du monde occidental sur les vestiges de Pétra.
En outre, les historiens contemporains de Léon de Laborde sont pour la plupart pétris d'archéologie biblique et, dans une moindre mesure, de lectures des auteurs grecs et latins. Et donc, même si Diodore de Sicile et Strabon écrivent deux textes qui mentionnent les Nabatéens comme un peuple de marchands dont la capitale se trouve à Pétra, un archéologue comme Léon de Laborde, dont l'un des grands buts est de retracer géographiquement les différentes étapes de l'Exode, a tendance à se référer à l'Ancien Testament. Mais, les Nabatéens en sont totalement absents — au temps présumé de l'Exode ou au moment de l'écriture de la Bible, les habitants de Pétra sont les Édomites, montrés comme les ennemis de Moïse — et, de ce fait, jouissent encore d'un plus grand attrait aux yeux des intellectuels de l'époque. Même si les recherches de Léon de Laborde sont les premières à rendre Pétra aux Nabatéens, il est difficile à l'archéologue d'écarter Pétra du théâtre des événements de l'Exode, comme il lui est tout aussi difficile de ne pas remarquer de noms bibliques de lieux comme le « Ruisseau de Moïse » (Wadi Moussa) ou le « Trésor du Pharaon » (Khazneh).
Plusieurs missions archéologiques suivent, notamment celles des géographes Gotthilf Heinrich von Schubert et Jules de Bertou en 1837, du spécialiste des études bibliques Edward Robinson en 1838, de l'assyriologue Austen Henry Layard en 1840 et de l'archéologue Honoré Théodoric d'Albert de Luynes en 1864. Les premières études portent sur les tombeaux les plus spectaculaires alors que plusieurs autres vestiges sont laissés de côté. Mais les recherches ne se limitent pas au site : Charles Montagu Doughty découvre à une certaine distance de Pétra une autre ville nabatéenne : Hégra. Cependant, les populations locales se montrent souvent hostiles aux recherches et ne permettent pas l'organisation de véritables fouilles.

### De minutieux relevés

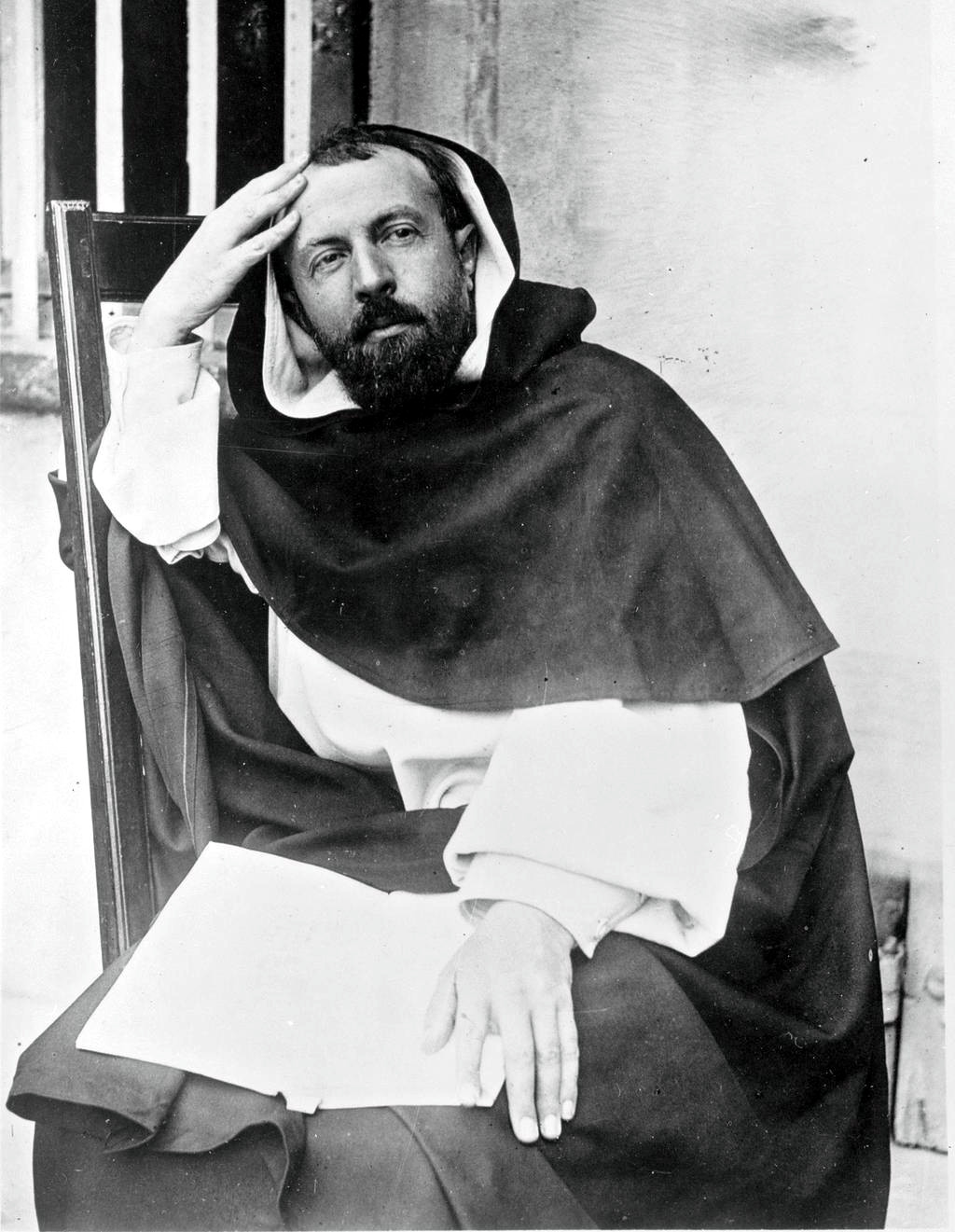
Marie-Joseph Lagrange en 1895.

Vers la fin du XIXe siècle, les provinces de l'Empire ottoman s'ouvrent de plus en plus à l'arrivée de chercheurs occidentaux et, même si les problèmes avec les communautés locales bédouines persistent, les expéditions archéologiques sont dorénavant organisées par de grands organismes — universités, centres installés en Égypte ou au Proche-Orient — qui, par ailleurs orientent leurs recherches vers des objectifs plus précis. Par exemple, l'École biblique et archéologique française de Jérusalem concentre ces efforts sur le rassemblement des inscriptions dans la ville de Pétra. Un des premiers à se lancer dans ce type de recherche est le père dominicain Marie-Joseph Lagrange qui, en 1897, sur commande de l’Académie des inscriptions et belles-lettres de Paris, est chargé de retrouver une inscription nabatéenne jadis observée mais depuis lors perdue. Il prend, par ailleurs, d'autres relevés d'inscriptions et inspecte plusieurs monuments de la ville. Il est suivi en 1910 par d'autres frères dominicains comme les pères Jaussen et Savignac qui recueillent également des inscriptions à d'autres endroits autour de Pétra et font paraître un impressionnant ouvrage : Mission archéologique en Arabie. Parallèlement, en 1910, l'allemand Heinrich Kohl se lance dans des recherches sur le temple de Qasr al-Bint que W. Bachmann et H. Wiegand continuent en 1917 en pratiquant des sondages sur les murs ouest et nord de l'édifice.
Dans la mouvance des dominicains, d'autres chercheurs effectuent toute une somme de travaux de relevés systématiques de temples, édifices et endroits particuliers. En 1907, le spécialiste morave du monde arabe Alois Musil publie dans son œuvre cartographique Arabia Petraea les résultats d'une des premières expéditions à vocation scientifique ayant entrepris de faire l'inventaire de tous les sites de l'Antiquité visibles à l'époque. Suivent ensuite, les travaux de G. Dalman qui dresse entre 1908 et 1912 le relevé et la description de tous les monuments de culte de Pétra.

### Une nouvelle perspective

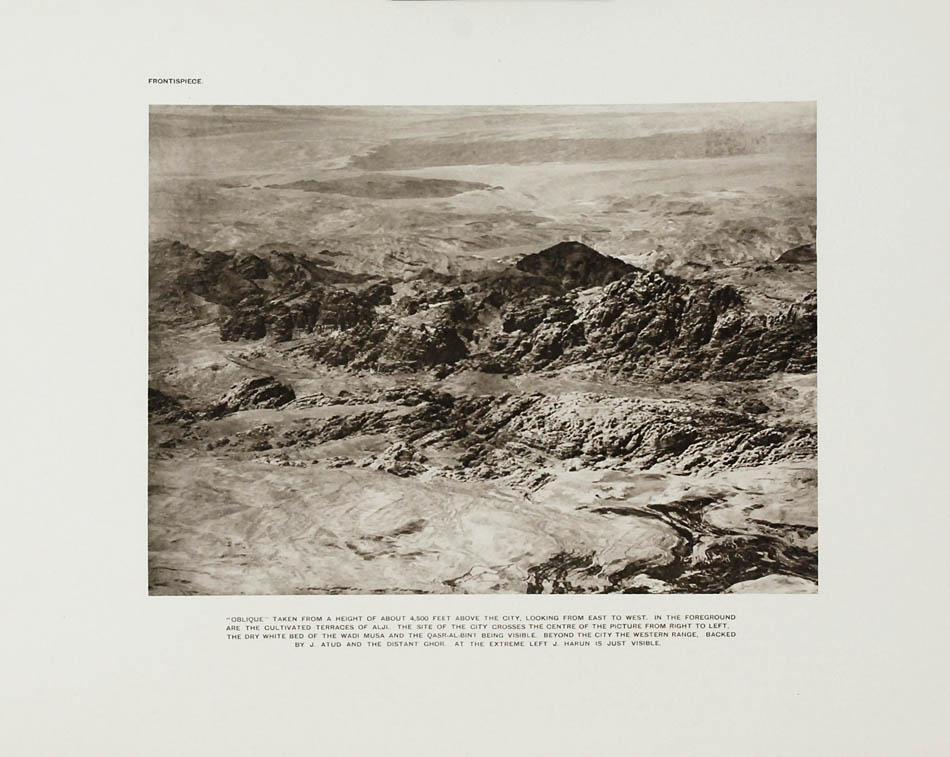
Photo aérienne du Wadi Musa, Petra, Jordanie. Par Alexander Kennedy (1925)

Pendant la Première Guerre mondiale, les principales missions sont allemandes. Commandées par les autorités turques, elles ont pour principaux objectifs, la « protection des monuments » de Pétra. Ces missions vont pousser les chercheurs à accorder plus d'importance qu'auparavant aux vestiges de l'époque romaine et aux constructions civiles. Pétra sort, ainsi, de la branche biblique de l'archéologie et la civilisation nabatéenne est alors analysée sous un angle plus large. Les inventaires et différents corpus rassemblés par les missions précédentes sont relus et présentés sous forme de synthèses historiques. Après la guerre, la Transjordanie est placée sous mandat britannique et Pétra continue d'accueillir des chercheurs comme Alexander Kennedy qui publie en 1925 des ouvrages de vulgarisation illustrés par de nombreuses photographies dont quelques-unes sont aérienne prises par la Royal Air Force.
En 1929, les archéologues britanniques George Horsfield et son épouse Agnes Conway entreprennent des fouilles dans la ville et s'intéressent davantage aux habitations et à la période édomite de Pétra,. Jusqu'à la Seconde Guerre mondiale, d'autres fouilles sont entreprises par des équipes britanniques et américaines, elles se concentrent, alors sur quelques tombeaux importants et notamment sur la Khazneh.
En 1946, le département des Antiquités du nouveau royaume de Jordanie pousse à de nouvelles investigations et, en 1954, l'attention est dirigée sur le centre monumental de Pétra afin de dresser une chronologie des constructions et d'enfin savoir comment les Nabatéens se sont installés sur le site. En parallèle, pour la première fois, des travaux plus orientés sur la conservation des monuments sont menés sur l'antique ville.

### Une multitude de fouilles
À partir de ce moment, les fouilles se font plus concrètes, elles s'orientent de plus en plus vers la vie quotidienne des Nabatéens et se basent sur l'observation des installations hydrauliques et la recherche d'objets usuels comme la céramique, les ossements et les pièces de monnaie. Le recoupement d'informations venant d'autres sites nabatéens, des photographies aériennes et par satellite ainsi que l'étude des différentes langues et d'anciens papyrus permettent d'en savoir davantage sur la culture des Nabatéens. C'est, notamment, le cas des travaux de l'abbé Jean Starcky qui, en 1966, produit une remarquable synthèse sur la religion des Nabatéens,. Par ailleurs, la même année le site édomite est rouvert par l’archéologue Crystal-M. Bennett qui se concentre sur les habitations de ces derniers.
À compter de 1973, le département des Antiquités de Jordanie entame une collaboration avec plusieurs universités américaines pour la conduite des fouilles. Les archéologues jordaniens, français, suisses et américains font d'importantes découvertes au cours d'une grande campagne de fouilles qui dure de 1993 à 2002 : en 1998, un grand complexe de bassins est découvert près du Grand Temple.
Dans les années 2000, le Centre national de la recherche scientifique (CNRS) effectue des fouilles au Qasr al-Bint, principalement financées par le ministère des Affaires étrangères français, qui mettent en relief le caractère proprement urbain de Pétra,, poursuivies ensuite sous la direction de l'autorité des Antiquités jordaniennes par des scientifiques américains de l'Université Brown de Providence qui révèlent également des vestiges dans le secteur autour de l'espace sacré. En 2000 une riche villa nabatéenne située hors du Sîq et en 2003 des tombes taillées dans la roche en dessous de la Khazneh sont également fouillées. En 2001 et en 2013, un sanctuaire tribal à la périphérie de la ville est fouillé et se prolonge par la découverte de nouveaux sanctuaires non loin de là pour lesquels deux campagnes sont programmées pour mai et octobre 2016. En 2020, force est de constater que seulement 6 % de la ville de Pétra est connue et qu'il reste encore énormément d'installations de vie à découvrir dans les environs du Qasr al-Bint.
En 2015, une équipe française fouille des bains situés à 6,5 kilomètres du centre de Pétra et, en décembre 2016, des photographies aériennes permettent de découvrir une structure souterraine à 800 mètres du centre de Pétra.

### L'écriture
Ce sont les recherches sur les inscriptions de Pétra ou d'Hégra qui permettent les plus grandes avancées. Les rochers de Pétra sont couverts de près de 4 000 inscriptions, dont 80 % sont des signatures, principalement de pèlerins des religions pré-Islamiques y laissant trace de leur piété. Les Nabatéens ayant le plus souvent écrit sur du papyrus et du cuir, qui se décomposent rapidement, il ne reste que les inscriptions gravées dans la pierre, à Pétra et ailleurs au Moyen-Orient, où l'alphabet nabatéen était assez courant.
Dès 1840, le savant E. Beer déchiffre l'alphabet, une forme particulière de l'écriture araméenne mêlée à l'arabe (elle est peut-être à l'origine du style d'écriture de cette dernière), et les Français Eugène-Melchior de Vogüé puis William Henry Waddington complètent les recherches. Écrit de droite à gauche, l'alphabet se compose de vingt-deux consonnes ; comme certaines langues apparentées, dont l'hébreu, les voyelles doivent être déduites par le lecteur. Il semble que le style de l'écriture présente sur les rochers, ses ligatures et ses courbes, dérive de celui d'une écriture sur papyrus créée par les scribes, et que ce style était repris lors de la gravure des inscriptions sur la roche à l'aide du marteau et du burin.
Pendant l'Antiquité, les Nabatéens sont en contact permanent avec d'autres grandes civilisations de l'époque ; ils utilisent le grec ancien et le latin pour leurs documents les plus importants. Plusieurs inscriptions trouvées à Pétra sont bilingues, en araméen et en grec. En effet, l'araméen est la langue la plus en usage au Proche-Orient ; aussi les Nabatéens écrivent-ils l'arabe en utilisant l'alphabet araméen.
Les numismates parviennent à identifier les pièces de monnaie émises pendant environ deux siècles par les Nabatéens, qui imitent alors la monnaie grecque, et retracent ainsi les grandes lignes de l'histoire de la royauté nabatéenne.

## Pétra dans les arts

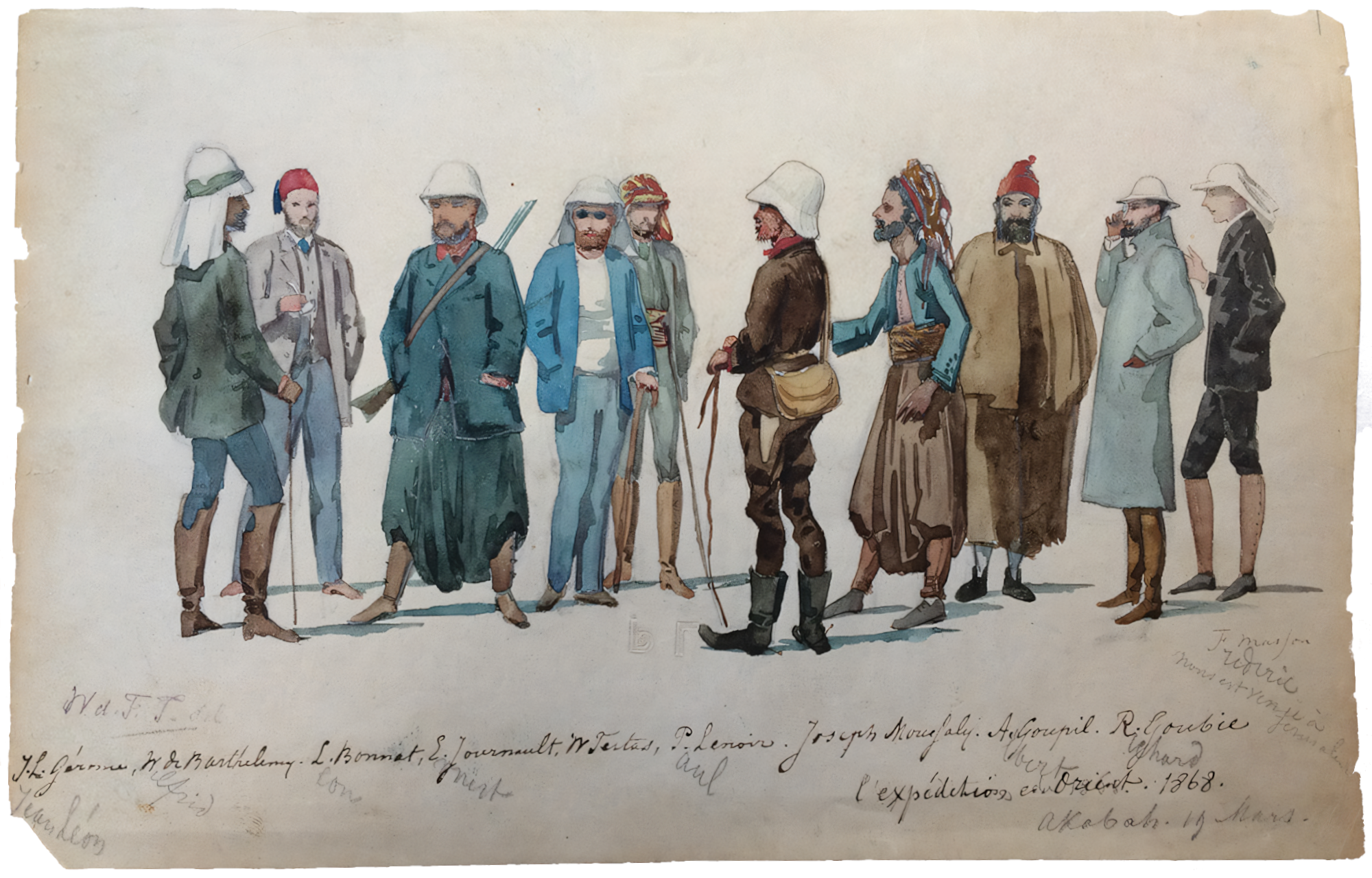
Willem de Famars Testas - Les membres de l’ « Expédition en Orient » (aquarelle, crayon et encre sur papier). Sous l’image, une légende manuscrite identifie les membres de l'expédition en Orient de 1868, dont Gérôme, Bonnat, Lenoir, etc. - Rijksmuseum van Oudheden - Leyde

La société anglo-saxonne a pris connaissance de l'existence de Pétra principalement à travers les récits du religieux britannique John William Burgon qui la décrivait comme « a rose-red city half as old as time » (« une cité vermeille, moitié vieille comme le temps »), mais lui-même, comme nombre de ses contemporains, ne s'est jamais rendu dans la ville et il ne la connaissait que par les lithographies et peintures de l'Écossais David Roberts, qui dès 1839 les publia dans son livre Égypte, Syrie et Terre sainte.
En 1868, les peintres Jean-Léon Gérôme, Léon Bonnat, Paul Lenoir, le guide-interprète Mousali et le photographe Goupil, dans la « caravane des peintres français », tentent de dépeindre lors de leur voyage les atouts culturels de la ville de Pétra.  Cependant, le résultat est décevant, car pendant deux jours, des pluies torrentielles ne permettent pas de travailler. Le récit du voyage est écrit dans l'ouvrage Le Fayoum le Sinai et Petra,.
Dans les années 1930, Agatha Christie situe l'intrigue de son roman policier Rendez-vous avec la mort (1937) à Pétra.
Tintin, héros de bande dessinée belge, visite Pétra dans l'album Coke en stock. Toutefois, dans cet album, le site ne se trouve pas en Jordanie. Cependant, il est transposé dans l'état imaginaire du Khemed.
Hollywood, à travers des films tels que Indiana Jones et la Dernière Croisade (1989), Mortal Kombat : Destruction finale, Le Retour de la momie et Transformers 2, profite des décors particuliers de Pétra, notamment du Siq et de la Khazneh,.
En février 1988, le site de Pétra est également le lieu de tournage d'un clip du groupe The Sisters of Mercy accompagnant le single Dominion (album Floodland).

Pétra dans les arts
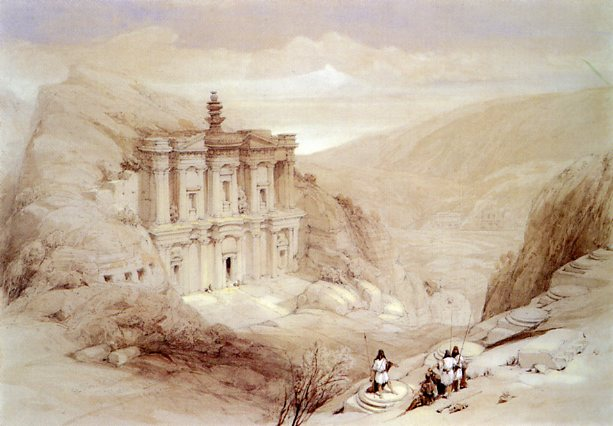
Le « Deir » sur un dessin archéologique de 1839 par David Roberts
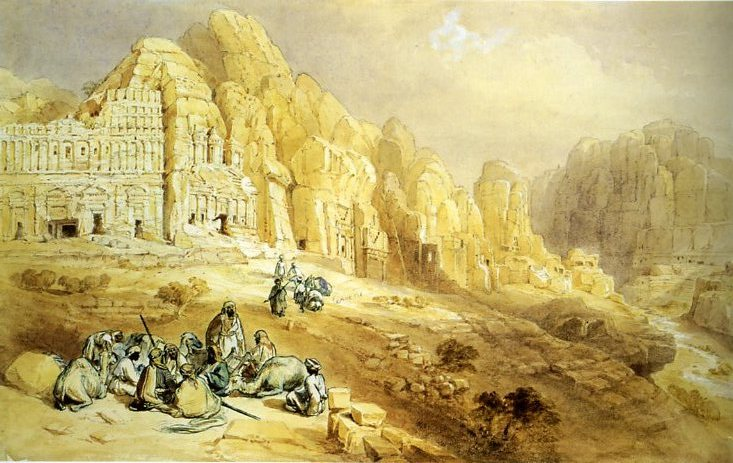
Les tombes royales vues par William Bartlett en 1845
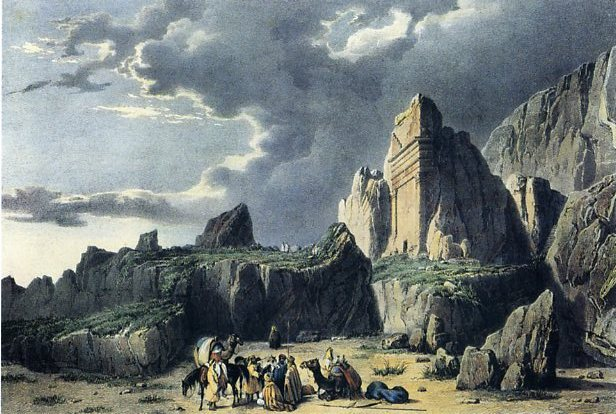
Lithographe de Deroi, 1830
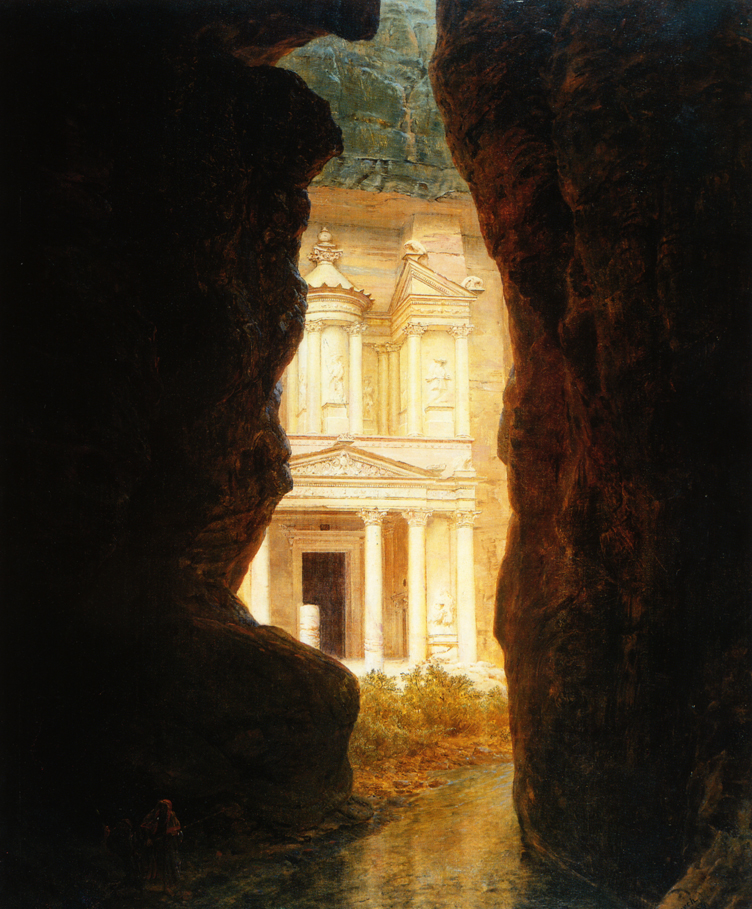
Le Khazneh vu par Frederic Edwin Church en 1874
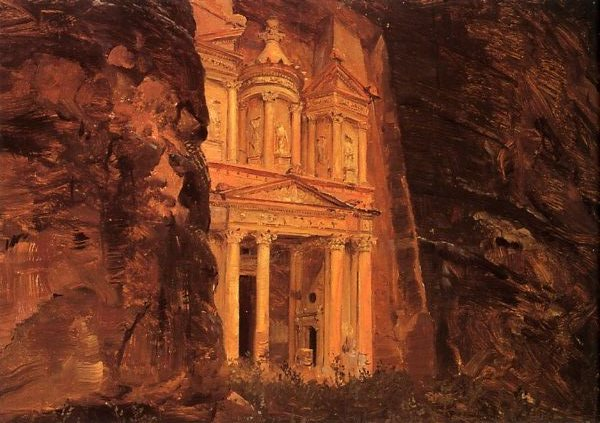
Premier essai de Frederic Edwin Church sur le Khazneh, 1868
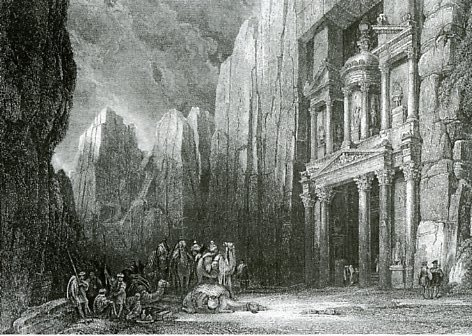
Gravure du Khazneh, par Edward Francis Finden en 1836
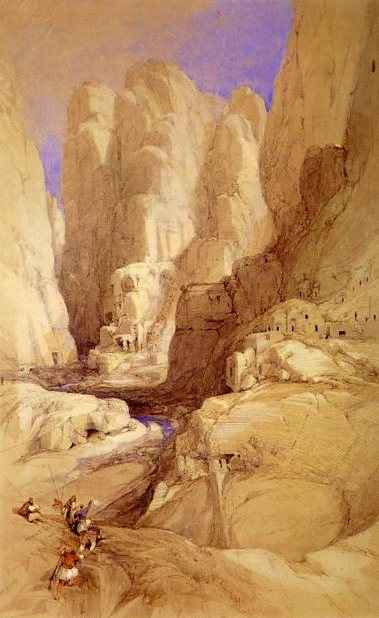
Une autre œuvre de David Roberts, 1839
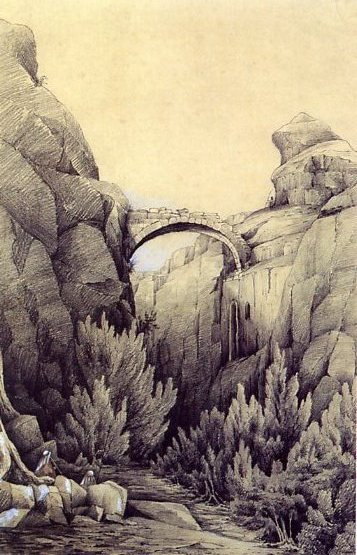
Le Sîq et son arche vus par Lady Louisa Tenison en 1843

## Tourisme

### Terre des bédouins
À partir de 1830, le site de Pétra devient un lieu de visite, complément de pèlerinages religieux, mais également lieu de découvertes pour érudits, amateurs éclairés, savants de toutes provenances, assyriologues, spécialistes des études bibliques, artistes et géographes qui sont souvent attirés par ce que l'on appelle le « mythe nabatéen ». Les chefs bédouins des alentours de Pétra trouvent dans cette nouvelle affluence les sources de nombreux profits. Cependant, en fonction de l'état des rivalités entre tribus, certains de ces chefs parfois hostiles à l'arrivée des visiteurs rendent fort dangereux un voyage déjà coûteux en engagement de guides interprètes, en droits de passage ou en location de bêtes de somme.
En 1923, l'émir Abdallah Ier (à la tête la Transjordanie de 1921 et roi de Jordanie de 1946 jusqu'à sa mort en 1951) entre en pourparlers avec les scheiks des cinq tribus Bedul. À la suite de ces pourparlers, les tribus se constituent en une entité unique conduite par le chef de l'une d'entre elles : Hweimel Salem Eid. L'émir lui accorde et enregistre officiellement les droits d'occupation et d'utilisation des territoires de Pétra. Il autorise la nouvelle entité « Bedul » à gérer et taxer ces territoires en échange de l’acceptation de la tutelle du gouvernement. Depuis cet accord, un tourisme plus important et plus sécurisé commence à se développer à Pétra. Mais, ces derniers temps[évasif], les bédouins sont expulsés de leurs habitations originelles où ils sont nés, dans la zone touristique.

### Et des touristes

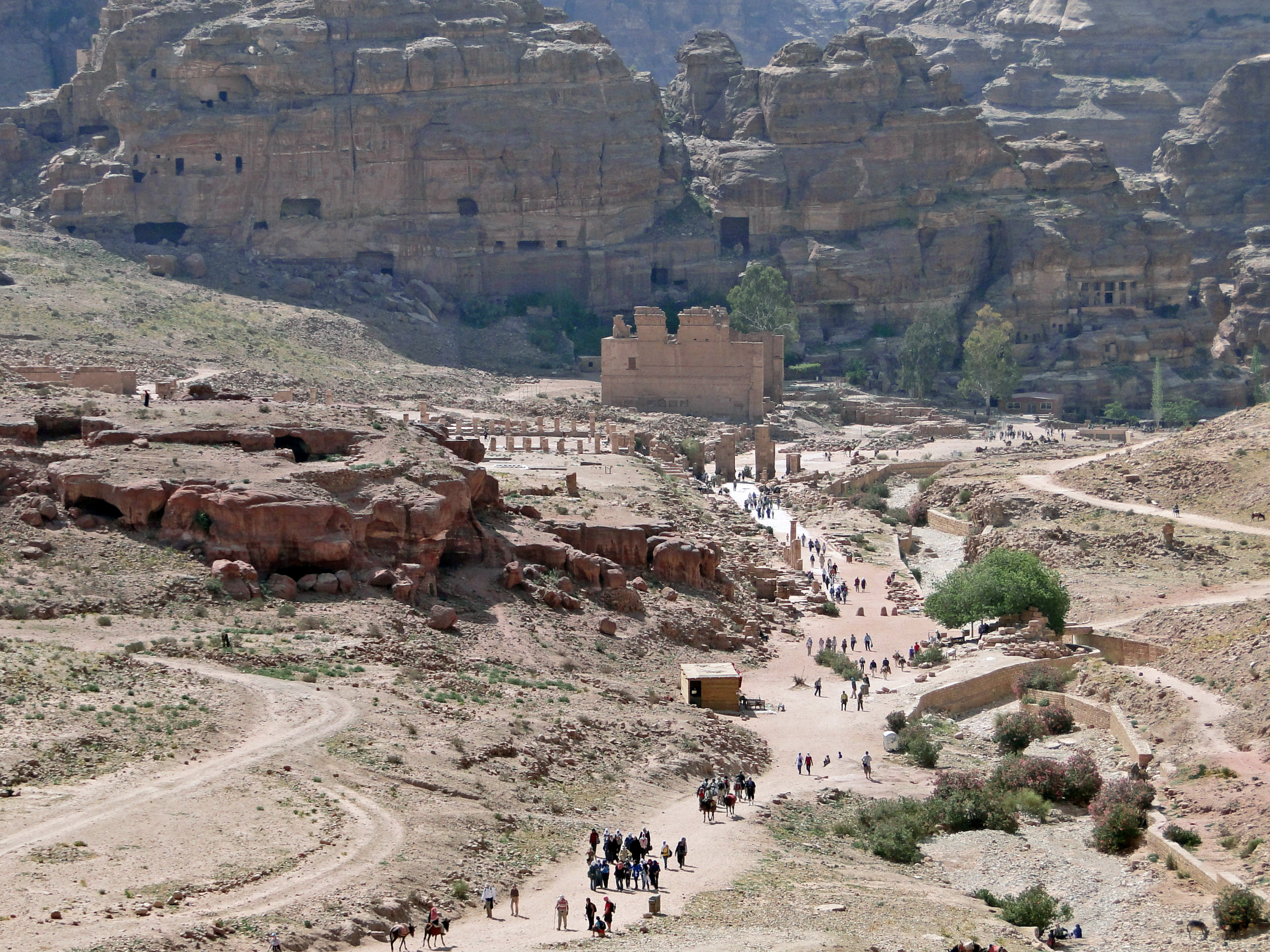
La ville basse de Pétra

Vers la fin des années 1960, l'USAID et l'U.S. National Park Service sont appelés à superviser le futur de Pétra. Ceux-ci, afin de faciliter la visite des lieux et de préserver les vestiges de Pétra, conseillent la délocalisation des bédouins hors du site historique de Pétra. Ces bédouins vivent alors dans les vestiges de la ville et dans de grandes tentes noires construites aux abords des ruines. En 1985, le gouvernement construit le village d'Umm Siehoun afin de les y héberger, ce qui leur donne accès à de meilleures conditions d'éducation et de soins de santé, mais les éloigne de leurs terres pastorales et agricoles traditionnelles et des rentrées financières liées au tourisme. Mais certains refusent de rejoindre le village et environ 150 membres de la communauté Bedul choisissent alors de rester dans des grottes de Pétra.
Parallèlement, en décembre 1985, le site de Pétra est inscrit sur la liste du patrimoine mondial de l'UNESCO qui impose aux divers programmes de recherche de respecter les projets d'aménagements touristiques et de protection du site de Pétra, destination de foules toujours plus denses. De plus, pendant la même année, s'attendant à un afflux de touristes, le gouvernement jordanien interdit le pèlerinage annuel vers le Djebel Haroun, à l'est de la cuvette de Pétra, lieu saint consacré au prophète Aaron, considérant qu'il s'agissait d'une tradition sans fondement.
En 1994, rappelant le traité conclu en 1923 entre le gouvernement jordanien et les tribus Bedul, le Petra National Trust (en) (PNT) entame une campagne de réintégration des bédouins sur Pétra. Tout en gardant leur base dans le village de Umm Siehoun, le projet du Petra National Trust est d'intégrer les bédouins dans l'économie touristique de Pétra et de mettre leur culture à profit afin de montrer aux visiteurs l'aspect plus traditionnel du site. Au XXIe siècle, les Bedul sont guides touristiques, artisans ou commerçants établis aux environs du site touristique.

### XXIesiècle
Pétra est le site le plus visité de Jordanie : en 2013 elle compte 609 044 visiteurs et 596 602 visiteurs en 2014. Alors qu'en 1991, Wadi Moussa ne possédait encore que quatre hôtels, en 2015, la capacité de l'offre d’hébergement des alentours de Pétra est de 40 hotels (dont 2 campings) avec 2 182 chambres pour 4 170 lits (45 hotels comptant avec 3 000 chambres en 2019).

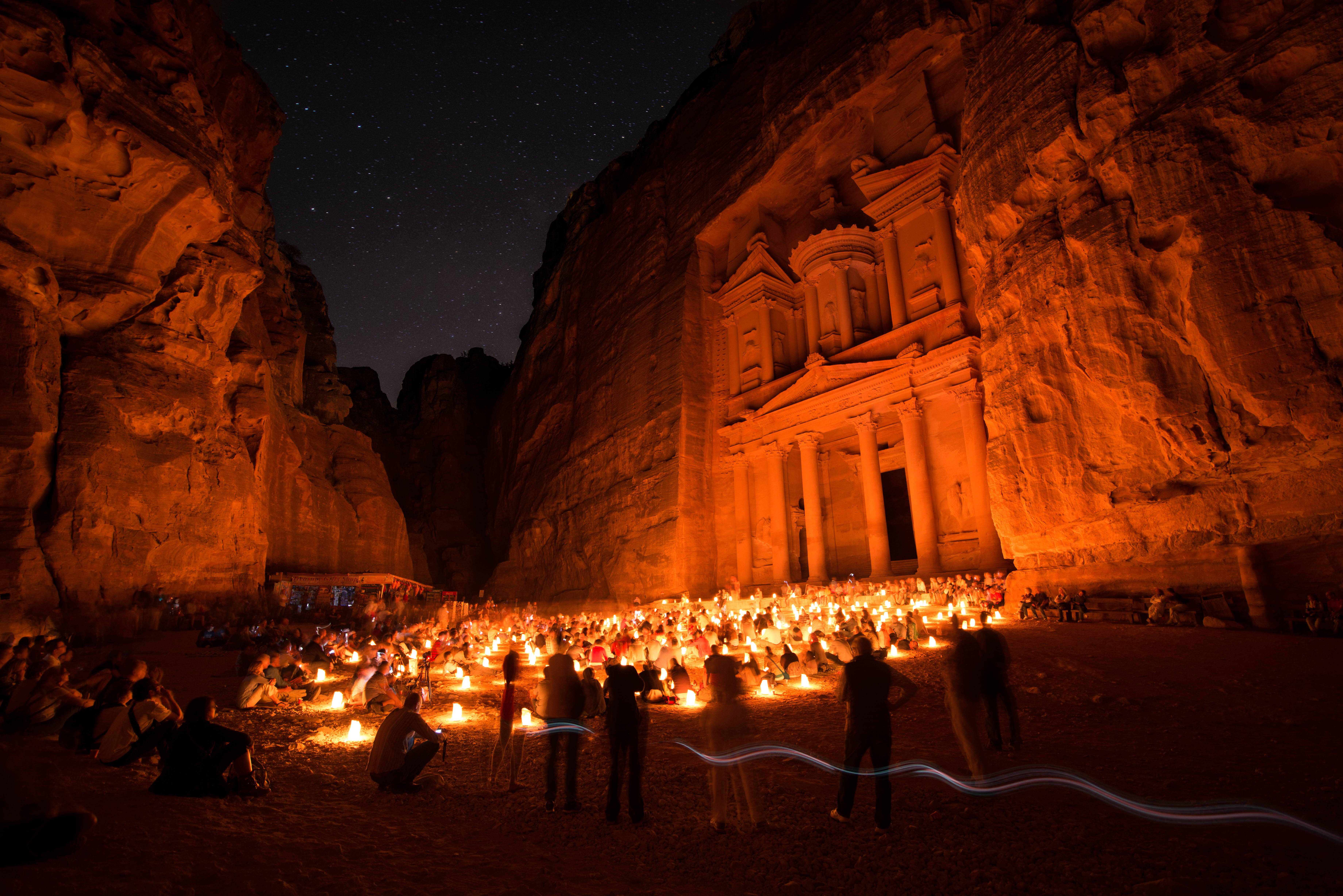
Visite nocturne de la Khazneh à la lueur de bougies.

Une visite nocturne de Pétra, à la lueur de 1 800 bougies, est organisée afin de découvrir la ville sous un autre angle. Les bédouins, habitants de la région, offrent aux touristes des promenades à dos d'âne, de cheval ou de chameau. Cependant cette pratique est déconseillée par les autorités du parc et par l'UNESCO car la poussière soulevée par les pas des animaux s'incruste dans les fissures et les recoins du Sîq et des ruines, les endommageant.

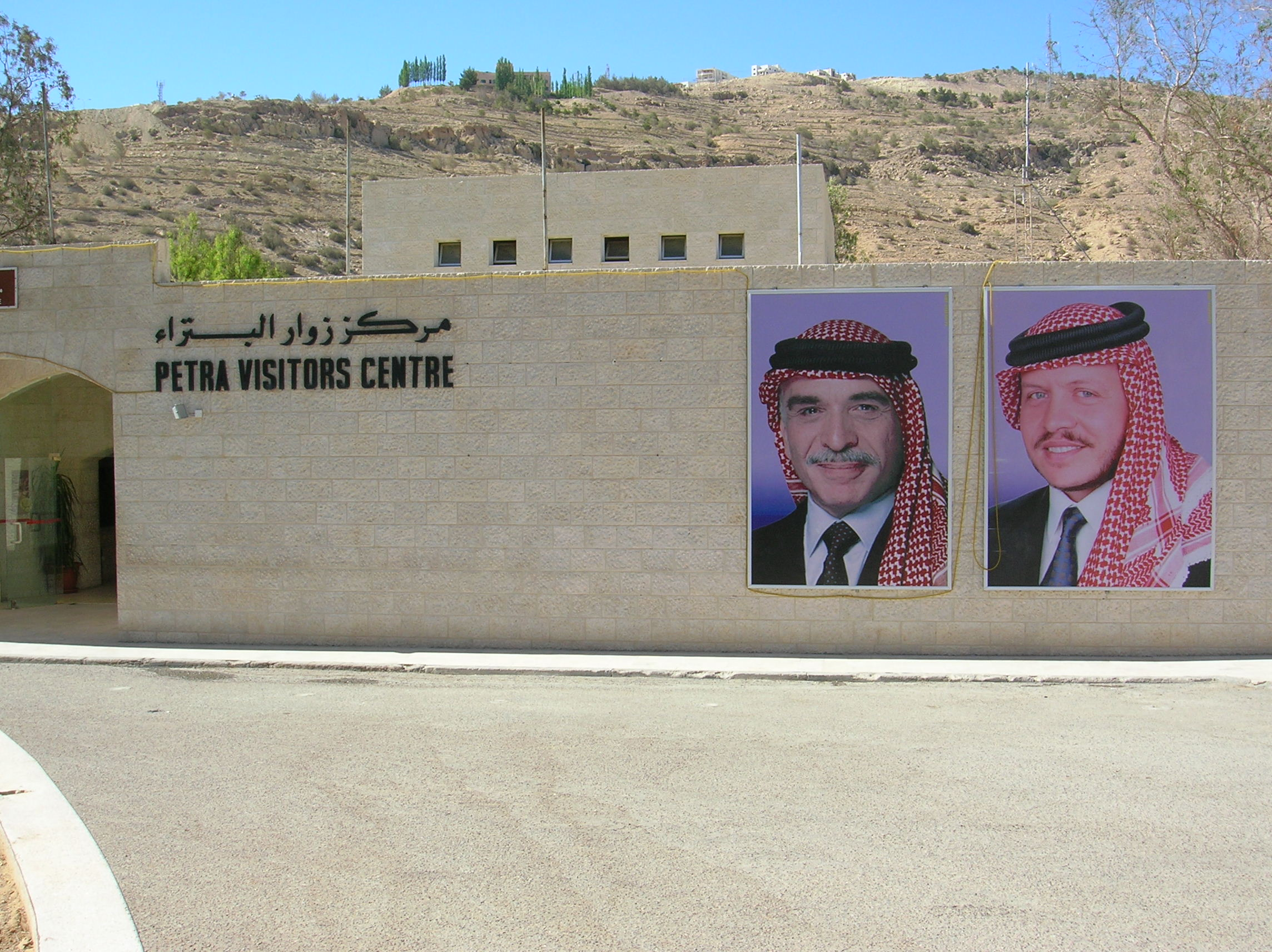
Photographie du centre touristique de Pétra en Jordanie. Sur les deux photos : le roi Abdullah II (à droite) et son père, le roi Hussein (à gauche).

En mars 2014, le PDTRA (Petra development and tourism region authority) et la JICA (The Japan International Cooperation Agency) signent un accord afin de construire un nouveau musée moderne près du centre des visiteurs. Ce musée est appelé à exposer les antiquités de la ville nabatéenne de Pétra et présenter les efforts fournis pour préserver le site archéologique. Le début des constructions est prévu dans les prochains mois après la signature de l'accord près de l'entrée principale de Pétra. D'autre part, inauguré en 1994, le Musée nabatéen de Pétra (Petra Nabataean Museum) permet d'avoir des informations sur l'histoire de Pétra et des Nabatéens, sur la géologie de la région et présente des fouilles de plusieurs monuments et lieux de vie importants. De nombreux objets y sont également visibles.
Cependant le secteur du tourisme— qui forme, en 2014, 14 % du produit intérieur brut du royaume jordanien, soit 4 400 000 dollars — est dépendant de la conjoncture économique et de la stabilité politique de la région : ainsi en 2003, lors de la guerre en Irak, il y a seulement 160 658 visiteurs à Pétra et la Jordanie voit les saisons touristiques de 2002 et de 2003 sacrifiées, la Guerre civile syrienne et les attentats y afférents provoquent une baisse de la fréquentation touristique en 2011 et en 2015,. En février 2016, elle est tellement basse qu'une partie de la population bédouine du village d'Umm Siehoun revient habiter dans les grottes de Pétra,. L'année 2019 marque une courte reprise du tourisme en Jordanie : 90 % des hébergements (hôtels, camping) sont réservés et le secteur touristique jordanien représente des entrées de 5,3 milliards de dollars avec plus d'un million de visiteurs à Pétra (3 000 visiteurs quotidiens),.
Mais le 16 mars 2020 les aéroports sont fermés à cause de la pandémie de COVID-19 et le site touristique est déserté de ses visiteurs, privant de revenu environ 80 % des habitants de la région, soit 38 000 personnes, essentiellement des bédouins, dépendent directement ou indirectement de l'activité touristique de Pétra. Lors de sa réouverture, au mois de mai 2021, Pétra n'est visité que par 150 à 200 touristes par jour. Chiffre qui ne suffit pas à rétablir une situation déjà très difficile subie par les habitants vivant du tourisme qui n'arrivent plus à nourrir les animaux, ânes et dromadaires, qui assurent d'habitude le transport des touristes,.

## Protection du patrimoine
Le manque de protection végétale, l'extension de l'agglomération voisine et la fréquentation touristique en hausse constante (la direction du parc archéologique a déclaré avoir reçu en 2008 jusqu'à 3 600 visiteurs par jour) constituent aujourd'hui autant de menaces pour la conservation de Pétra. Par ailleurs, les crues et les tremblements de terre associés à l'érosion ont déjà détruit de nombreux vestiges. Certains monuments sont retournés à l'état de sable. Les rouges, les ocres, les gris qui font la beauté des lieux sont autant de signes de leur dégradation.
En outre, tous ces facteurs détruisent également les anciennes installations nabatéennes qui, autrefois servaient de captation, de stockage et de régulation des ruissellement des eaux de pluie. Les eaux qui ne sont plus régulées et utilisées comme autrefois, s'infiltrent dans le sol et augmentent le niveau de la nappe phréatique. La température et l'évaporation de cette eau qui se charge en sel remonte par capillarité et dégrade les monuments à leur base (phénomène de haloclastie),.
Depuis 1991, l'UNESCO aide financièrement la Jordanie dans les travaux de restaurations de Pétra. Le traitement des roches par Électricité de France (EDF) et Deutsche Gesellschaft für Technische Zusammenarbeit (GTZ), destiné notamment à diminuer leur porosité en introduisant par électrophorèse un minéral de synthèse permettrait d'empêcher la remontée des sels, de solidifier et de préserver les vestiges nabatéens,,. L'Institut géographique national (IGN) a aussi participé à des missions de restauration, notamment sur le Qasr al-Bint. Certaines tentatives sont même faites avec des pierres artificielles pour éviter que les touristes trouvent la ville dans un état de plus en plus déplorable.
Avec Qusair Amra et Um er-Rasas, Pétra est un des trois sites jordaniens inscrits sur la liste du patrimoine mondial de l'UNESCO. Cette inscription date du 6 décembre 1985, en même temps que le Qusair Amra. Elle a permis de centraliser et de coordonner l'effort du gouvernement jordanien et des organismes locaux afin de mieux collaborer. Le Petra Region Planning Council (PRPC), en particulier, coordonne l'action des différents ministères. Le Petra National Trust gère quant à lui la protection contre les crues qui ont posé et posent encore de nombreux problèmes.
Depuis 1993, le site et la zone autour constituent un parc national archéologique. Cela devait permettre de maîtriser le flux touristique et de mieux protéger les vestiges de Pétra, très importants dans le patrimoine jordanien et mondial. Cependant, même s'il existe des projets de protection et d'accompagnement des touristes lors de leur visite de Pétra, aucune décision de limiter le nombre de visiteurs n'a jusqu'à présent été adoptée.
Depuis 2012, l'ONG Fonds mondial pour les monuments (World Monuments Fund) encourage partout dans le monde des campagnes d'information auprès des communautés locales à propos de la valeur de leur patrimoine culturel. À Pétra, en collaboration avec le Petra National Trust déjà engagé dans ce type d'action, sont organisés des ateliers de la jeunesse, des formations adressées aux enseignants, aux communautés locales et aux Junior Petra Rangers. Les deux organisations ont pour objectif d'enseigner au communautés locales une éthique de conservation de leur propre patrimoine culturel. Elles visent entre autres l'autonomisation des jeunes et les poussent à participer à l'avenir du site. Depuis 2016, le Petra National Trust élargit son action au niveau national visant à former des dirigeants et militants culturels directement concernés par la préservation du site de Pétra.

## Documentaire
- 2010 : C'est pas sorcier épisode Petra : une cité surgie en plein désert.
- 2014 : Monuments éternels épisode Pétra, capitale du désert réaliser par Olivier Julien et Gary Glassman[159],[160].
- 2017 : Science grand format épisode Pétra, au royaume des femmes[161],[162].
- 2019 : Petra une cité de légende réalisé par Thierry Fessard et Yohann Thiriet[163].
- 2024 : « Enquête exclusive - Jordanie : l’étonnant royaume au cœur de la tourmente », sur M6+ (consulté le 8 décembre 2024) [164]

## Divers
Chaque année depuis 2005 est organisé le Forum de Pétra qui, à l'initiative des fondations du roi Abdallah II de Jordanie et de celle du prix Nobel de la paix 2005 Elie Wiesel, réunit des prix Nobel de toutes disciplines et d'autres personnalités mondiales dans le but de promouvoir la paix, particulièrement au Moyen-Orient.

## Postérité
Le 7 juillet 2007, Pétra a été désignée comme l'une des sept nouvelles merveilles du monde par un organisme non officiel et à caractère commercial (New Open World Corporation).